# Список делегатов XXIV съезда КПСС
Делегаты XXIV съезда (30 марта — 9 апреля 1971 года)
| # А Б В Г Д Е Ё Ж З И К Л М Н О П Р С Т У Ф Х Ц Ч Ш Щ Э Ю Я |

## А
1. Абакумова, Надежда Романовна
2. Абасов, Курбан Абас Кули оглы
3. Абашидзе, Григорий Григорьевич
4. Абашин, Николай Борисович
5. Абашкин, Андрей Яковлевич
6. Аббасалиев, Сабит Касум оглы
7. Аббасов, Надир Худуш оглы
8. Абдибеков, Тулеген
9. Абдурахманов, Калабай
10. Абдрахманов, Мансур Ибрагимович
11. Абдрахманова, Нина Лукична
12. Абдуазимова, Паттихан
13. Абдукаримов, Исатай
14. Абдуллаев, Гасан Мамед Багир оглы
15. Абдуллаев, Мазаир Агаверди оглы
16. Абдуллаев, Мурадали
17. Абдуллаева, Рано Хабибовна
18. Абдуллин, Наим Абдулберович
19. Абдуллина, Дамира Шамсутдиновна
20. Абдурахманова, Мукаррам
21. Абдурахманова, Пулат Хакимовна
22. Аблогин, Михаил Алексеевич
23. Абовский, Владимир Пинкусович
24. Аболтинь, Павел Теодорович
25. Абрамов, Борис Петрович
26. Абрамов, Владимир Никитович
27. Абрамов, Геннадий Иванович
28. Абрамов, Константин Николаевич
29. Абрасимов, Пётр Андреевич
30. Абуев, Магомед Шамильевич
31. Авдалян, Гурген Микаелович
32. Авдюкевич, Лонгин Иванович
33. Авраамов, Георгий Николаевич
34. Авраменко, Степан Степанович
35. Аврамчик, Мария Леонтьевна
36. Авченко, Виктор Фёдорович
37. Ага Дадаш, Кербалай оглы
38. Агагусейнов, Тофик Якуб оглы
39. Агаджанян, Амалия Вагаршаковна
40. Агапова, Антонина Кузьминична
41. Агапова, Мария Васильевна
42. Агарков, Николай Фёдорович
43. Агасаров, Агасар Иванович
44. Агеенко, Николай Иванович
45. Адамян, Сурен Арутюнович
46. Адащик, Владимир Константинович
47. Азаренко, Фёдор Семёнович
48. Азаров, Владимир Николаевич
49. Азарова, Елена Андреевна
50. Азизов, Магомед
51. Азимов, Сафи Камран оглы
52. Айдамирова, Минаханум Гаджиала кызы
53. Айдарова, Наталья Михайловна
54. Айманов, Кенжалы
55. Айтматов, Чингиз
56. Айтмуратов, Ережеп
57. Акимжанов, Алтынбек Акимжанович
58. Акимов, Анатолий Андреевич
59. Акимов, Борис Антонович
60. Акимов, Степан Михайлович
61. Акназаров, Зекерия Шарафутдинович
62. Акопян, Вануи Арташесовна
63. Аксёнов, Александр Никифорович
64. Аксёнов, Николай Фёдорович
65. Акулинцев, Василий Кузьмич
66. Алборов, Гайоз Арчилович
67. Алборова, Сона Дмитревна
68. Алдохин, Вячеслав Павлович
69. Алдошин, Алексей Дмитриевич
70. Алекнене, Бируте-Мариона Юозо
71. Александров, Анатолий Петрович
72. Александров, Николай Степанович
73. Александров, Пётр Наумович
74. Александров-Агентов, Андрей Михайлович
75. Алексеев, Александр Васильевич
76. Алексеев, Виктор Иванович
77. Алексеев, Владимир Григорьевич
78. Алексеев, Григорий Иванович
79. Алексеев, Иван Фёдорович
80. Алексеев, Михаил Николаевич
81. Алексеев, Николай Николаевич
82. Алексеев, Пётр Фёдорович
83. Алексеев, Фёдор Сергеевич
84. Алексеева, Валентина Ильинична
85. Алексеева, Зинаида Митрофановна
86. Алексеева, Мария Петровна
87. Алексеевский, Евгений Евгеньевич
88. Алексенко, Владимир Аврамович
89. Алексенцева, Нина Ефимовна
90. Аленин, Николай Васильевич
91. Алесин, Тихон Кондратьевич
92. Алесковский, Валентин Борисович
93. Алёхин, Евгений Максимович
94. Алёхин, Евстафий Васильевич
95. Алёшин, Владислав Иванович
96. Алёшин, Георгий Васильевич
97. Алидин, Виктор Иванович
98. Алиев, Агаси Али Гейдар оглы
99. Алиев, Гейдар Али Рза оглы
100. Алиев, Инглаб Адыгёзал оглы
101. Алиев, Курбан Гасанович
102. Алиев, Нариман Абдулхаликович
103. Алиева, Яхшыханым Бахтияр кызы
104. Алимбетов, Тулеген
105. Алимжанов, Ануарбек Турлыбекович
106. Алимов, Урунбай
107. Алимов, Хикматулла Рахматович
108. Алмакаев, Пётр Афанасьевич
109. Алпаидзе, Галактион Елисеевич
110. Алтунин, Александр Терентьевич
111. Алтухов, Николай Григорьевич
112. Алфимцева, Нина Никаноровна
113. Алыбаев, Арипбай Алыбаевич
114. Аманназаров, Аллаберды
115. Аманов, Бабамурат
116. Аманова, Мухарам Сирочевна
117. Аманшин, Виктор Петрович
118. Амбарцумян, Виктор Амазаспович
119. Амелько, Николай Николаевич
120. Аминев, Ахмет Гатаевич
121. Амирбекова, Калдыкыз
122. Амирян, Роберт Паргевович
123. Ананьев, Александр Иванович
124. Ананьев, Александр Фёдорович
125. Ананьев, Владимир Иванович
126. Ананьев, Евгений Григорьевич
127. Анджапаридзе, Зураб Иванович
128. Андреев, Александр Никитович
129. Андреев, Александр Петрович
130. Андреев, Ананий Андреевич
131. Андреев, Андрей Андреевич
132. Андреев, Василий Андреевич
133. Андреев, Пётр Андреевич
134. Андреева, Елизавета Сергеевна
135. Андреева, Мария Григорьевна
136. Андреева, Мария Фёдоровна
137. Андреюк, Павел Александрович
138. Андриалович, Галина Михайловна
139. Андрианов, Юлиан Анатольевич
140. Андриянкина, Анна Степановна
141. Андриянова, Надежда Николаевна
142. Андропов, Юрий Владимирович
143. Аникин, Анатолий Николаевич
144. Аникушин, Михаил Константинович
145. Анисимкин, Иван Георгиевич
146. Анкудинов, Николай Иванович
147. Аннаоразов, Пода
148. Аношкин, Михаил Прокофьевич
149. Антипин, Василий Иванович
150. Антипов, Сергей Дмитриевич
151. Антипова, Александра Алексеевна
152. Антоненко, Эдмонд Эдуардович
153. Антонов, Алексей Константинович
154. Антонов, Виктор Васильевич
155. Антонов, Владимир Иванович
156. Антонов, Николай Афанасьевич
157. Антонов, Николай Иванович
158. Антонов, Олег Константинович
159. Антонов, Сергей Анатольевич
160. Антонов, Сергей Фёдорович
161. Антошина Валентина Петровна
162. Антошкин, Евгений Порфирьевич
163. Антропов, Александр Владимирович
164. Анхимов, Николай Михайлович
165. Анцин, Иван Алексеевич
166. Апостолов, Игорь Фёдорович
167. Апрелова, Надежда Васильевна
168. Апряткин, Семён Семёнович
169. Аракелян, Артём Мамиконович
170. Аракелян, Светлана Арутюновна
171. Арбатов, Георгий Аркадьевич
172. Ардзинба, Мария Кукуновна
173. Аретагин, Григорий Аляевич
174. Аристархова, Людмила Леонидовна
175. Аристов, Аверкий Борисович
176. Аристов, Борис Иванович
177. Аристова, Алевтина Ивановна
178. Аристова, Елена Дмитриевна
179. Арсеньев, Юрий Архипович
180. Арстаналиев, Кайржан
181. Артамонов, Владимир Александрович
182. Артёменко, Анастасия Галактионовна
183. Артёмова, Клавдия Александровна
184. Артемьева, Анна Ивановна
185. Артмане, Вия Фрицевна
186. Артюхов, Борис Алексеевич
187. Арутюнян, Нагуш Хачатурович
188. Архестов, Хабас Кашифович
189. Архипец, Николай Тимофеевич
190. Архипов, Владимир Григорьевич
191. Архипова, Татьяна Петровна
192. Асадов, Али Азрад Гули оглы
193. Асадов, Барат Латиф оглы
194. Асанкулов, Джумабек
195. Асеев, Георгий Леонидович
196. Аскаров, Асанбай
197. Аскарова, Миновар
198. Аскарова, Салимахан
199. Аскеров, Мамед Гасан оглы
200. Аскеров, Рафик Гамбар оглы
201. Асланова, Замина Сардар кызы
202. Астайкин, Иван Павлович
203. Астафьева, Ирина Григорьевна
204. Аствацатрян, Роза Левоновна
205. Атабекова, Ольмасхан
206. Атаев, Байры
207. Атрощенко, Сергей Николаевич
208. Ауельбеков, Еркин Нуржанович
209. Аулов, Евгений Петрович
210. Афанасьев, Борис Васильевич
211. Афанасьев, Борис Константинович
212. Афанасьев, Виктор Григорьевич
213. Афанасьев, Иван Иванович
214. Афанасьев, Иван Мефодьевич
215. Афанасьев, Игорь Андреевич
216. Афанасьев, Сергей Александрович
217. Афанасьева, Людмила Даниловна
218. Афанасьева, Нина Николаевна
219. Ахмадуллин, Фидай Сафиуллинович
220. Ахмедов, Кудратилла Ахмедович
221. Ахметкалиев, Бактыгерей
222. Ахромеев, Сергей Фёдорович
223. Ахунова, Инобат Нурахуновна
224. Ашимов, Байкен
225. Аюбов, Хусен

## Б
1. Бабаджанян, Амазасп Хачатурович
2. Бабаев, Александр Иванович
3. Бабаев, Мирзо Бабаевич
4. Бабаханов, Селим Бабаханович
5. Бабаянц, Самуэл Тигранович
6. Бабенко, Марфа Филипповна
7. Бабенко, Нина Ивановна
8. Бабин, Василий Егорович
9. Бабич, Фёдор Фёдорович
10. Бабич, Юрий Петрович
11. Багаутдинов, Анвар Бадретдинович
12. Баграмян, Иван Христофорович
13. Багрова, Нина Михайловна
14. Бадамянц, Георгий Арташесович
15. Бадейкин, Николай Григорьевич
16. Бадран, Павел Терентьевич
17. Бажанов, Юрий Павлович
18. Базарас, Казимерас Казио
19. Базарбаев, Кадыракун Исмаилович
20. Базаров, Дмитрий Сергеевич
21. Базовский, Владимир Николаевич
22. Байбаков, Николай Константинович
23. Байкенов, Нурлы Байкенович
24. Байков, Иван Иванович
25. Баймиров, Тухтамыш
26. Байрамов, Бахлул Гусейн оглы
27. Байрамов, Магеррам Багир оглы
28. Байсаров, Зуфар Сафаргалеевич
29. Бакай, Мария Николаевна
30. Бакиев, Мухамет Габидуллович
31. Бакиров, Шаймерден Бакирович
32. Балабай, Александр Петрович
33. Балабон, Пелагея Степановна
34. Балаганский, Олег Александрович
35. Балагуров, Алексей Кузьмич
36. Балаев, Алексей Николаевич
37. Балаев, Гамбарали Байрамали оглы
38. Балакин, Георгий Николаевич
39. Балакина, Александра Васильевна
40. Балакирев, Валерий Иванович
41. Балан, Владимир Иванович
42. Баландин, Анатолий Никифорович
43. Баланенко, Юрий Иванович
44. Балашов, Георгий Михайлович
45. Балов, Иван Егорович
46. Бандровский, Генрих Иосифович
47. Банников, Алексей Павлович
48. Банников, Николай Васильевич
49. Банницына, Галина Фёдоровна
50. Барабаш, Виктор Максимович
51. Барабащук, Николай Григорьевич
52. Баранник, Иван Емельянович
53. Баранов, Александр Михайлович[уточнить]
54. Баранова, Надежда Николаевна
55. Барановский, Василий Николаевич
56. Бараусов, Владимир Николаевич
57. Барахоева, Лемка Эльбускиевна
58. Барашкин, Тимофей Степанович
59. Барзенкова, Валентина Михайловна
60. Баркаускас, Антанас Стасевич
61. Барков, Александр Андреянович
62. Барков, Николай Кириллович
63. Бармута, Владимир Иванович
64. Барскова, Фаина Васильевна
65. Бартенёв, Николай Емельянович
66. Баруха, Валентина Ивановна
67. Барышполец, Иван Ефимович
68. Басиев, Олег Александрович
69. Басилов, Дмитрий Петрович
70. Баскаков, Иван Александрович
71. Басников, Василий Сергеевич
72. Басов, Александр Васильевич
73. Басов, Борис Леонтьевич
74. Басов, Дмитрий Петрович
75. Бастрыкин, Евгений Андреевич
76. Батанов, Алексей Михайлович
77. Батанов, Николай Яковлевич
78. Батицкий, Павел Фёдорович
79. Батищева, Раиса Николаевна
80. Батов, Василий Николаевич
81. Батов, Павел Иванович
82. Батоева, Цырма
83. Батурин, Эдуард Феодосович
84. Батыев, Салих Гилимханович
85. Бахарев, Семён Яковлевич
86. Бахвалов, Евгений Александрович
87. Бахирев, Вячеслав Васильевич
88. Бахтуридзе, Валерий Абрамович
89. Башева, Валентина Макаровна
90. Башилов, Сергей Васильевич
91. Башкиров, Аврелий Кириллович
92. Башкирова, Вера Алексеевна
93. Башкирова, Екатерина Семёновна
94. Бевз, Сергей Семёнович
95. Беглецов, Олег Николаевич
96. Бедненко, Анастасия Павловна
97. Бедный, Владимир Васильевич
98. Беднягин, Анатолий Иванович
99. Бедукадзе, Елена Иосифовна
100. Безбоков, Владимир Михайлович
101. Безбородов, Георгий Фролович
102. Безбородов, Фёдор Андреевич
103. Бездельников, Леонид Иванович
104. Бездетко, Андрей Павлович
105. Безносов, Павел Александрович
106. Безуглова, Любовь Назаровна
107. Беисенова, Шамшикамар
108. Бекаури, Шалва Эстатиевич
109. Бекжанова, Мастура Ашубасаровна
110. Беккер, Александр Александрович
111. Бекменова, Бике
112. Бектурганов, Хасан Шайахметович
113. Бекушева, Любовь Иосифовна
114. Белавина, Мария Васильевна
115. Белашова, Екатерина Фёдоровна
116. Белгорай, Виталий Исакович
117. Беленко, Татьяна Никитична
118. Белик, Пётр Алексеевич
119. Беликов, Анатолий Иосифович
120. Беликов, Кузьма Артемьевич
121. Белимов, Михаил Петрович
122. Белко, Мария Васильевна
123. Белов, Александр Александрович
124. Белов, Андрей Васильевич
125. Белов, Григорий Алексеевич
126. Белова, Нина Ильинична
127. Белогай, Иван Семёнович
128. Белокуров, Юрий Дмитриевич
129. Белолапотков, Дмитрий Алексеевич
130. Беломытцева, Мария Дмитриевна
131. Белоножко, Степан Ефимович
132. Белопахов, Василий Стратонович
133. Белоусов, Иван Александрович
134. Белоусова, Мария Игнатьевна
135. Белуха, Николай Андреевич
136. Белый, Владимир Алексеевич
137. Белый, Иван Григорьевич
138. Белый, Иван Михайлович
139. Белый, Михаил Ульянович
140. Белых, Александр Сергеевич
141. Бельдёнков, Виктор Андреевич
142. Бельмас, Дмитрий Николаевич
143. Бельченко, Василий Михайлович
144. Беляев, Василий Дмитриевич
145. Беляев, Раис Киямович
146. Белянкин, Александр Иванович
147. Беляков, Алексей Степанович
148. Беляков, Анатолий Васильевич
149. Беляков, Анатолий Михайлович
150. Беляков, Валентин Сергеевич
151. Беляков, Николай Романович
152. Белякова, Зинаида Парамоновна
153. Беляускас, Альфонсас Петрович
154. Беман, Эльмар Карлович
155. Бенедиктов, Иван Александрович
156. Бердичевский, Георгий Александрович
157. Береговой, Георгий Тимофеевич
158. Березин, Анатолий Иванович
159. Берест, Екатерина Ильинична
160. Берзегов, Нух Асланчериевич
161. Беркутов, Евгений Петрович
162. Бескровный, Николай Иванович
163. Беспалов, Иван Петрович
164. Беспалова, Мария Николаевна
165. Беспрозванная, Лилия Васильевна
166. Бессонов, Иван Михайлович
167. Бесчастнов, Алексей Дмитриевич
168. Бетина, Екатерина Семёновна
169. Бех, Степан Иванович
170. Бещев, Борис Павлович
171. Беэкман, Владимир Эугенович
172. Бзишвили, Реваз Александрович
173. Биба, Мария Дмитриевна
174. Библик, Валентин Васильевич
175. Бижанов, Хусаин
176. Бизиков, Иван Ильич
177. Бикбов, Сарвай Шайбакович
178. Биличенко, Виктор Григорьевич
179. Билым, Николай Никифорович
180. Биляминов, Фёдор Яковлевич
181. Биркенфельд, Всеволод Янович
182. Биров, Антонин Александрович
183. Бирюк, Валентина Васильевна
184. Бирюков, Анатолий Ефимович
185. Бирюков, Василий Ильич
186. Бирюкова, Александра Павловна
187. Битный, Михаил Антонович
188. Блажевичюте, Элеонора Виталяуе
189. Блесков, Александр Алексеевич
190. Близнюк, Иван Иванович
191. Блинов, Виктор Викторович
192. Блинов, Владимир Михайлович
193. Блинова, Людмила Николаевна
194. Блохин, Анатолий Прокопьевич
195. Блудов, Иван Яковлевич
196. Блынский, Александр Степанович
197. Блюм, Виктор Адольфович
198. Бобин, Иван Фёдорович
199. Бобкова, Валентина Ивановна
200. Бобовиков, Ратмир Степанович
201. Бобосадыкова, Гулджихон
202. Бобр, Евдокия Кирилловна
203. Бобрикова, Лидия Ивановна
204. Бобров, Пётр Михайлович
205. Бобылев, Сергей Андреевич
206. Богатиков, Владимир Фёдорович
207. Богатский, Алексей Всеволодович
208. Богачёв, Алексей Григорьевич
209. Богачёв, Николай Васильевич
210. Богдан, Александр Семёнович
211. Богданов, Александр Дмитриевич
212. Богданов, Александр Фёдорович
213. Богданов, Иван Егорович
214. Богданов, Иван Иванович
215. Богданов, Фёдор Иванович
216. Боголюбов, Клавдий Михайлович
217. Богомяков, Геннадий Павлович
218. Богун, Григорий Григорьевич
219. Бодюл, Иван Иванович
220. Боженко, Александра Михайловна
221. Бойко, Виктор Григорьевич
222. Бойко, Владимир Андреевич
223. Бойко, Константин Григорьевич
224. Бойко, Степан Карпович
225. Бойматова, Энаджон
226. Бойцов, Василий Васильевич
227. Бойцов, Леонид Никандрович
228. Бойченко, Иван Васильевич
229. Болатбаев, Нель Адгамович
230. Болдырев, Алексей Гаврилович
231. Болдырев, Пётр Григорьевич
232. Болдырева, Любовь Петровна
233. Болибрух, Андрей Власович
234. Боловинов, Константин Алексеевич
235. Болотин, Николай Дмитриевич
236. Болотов, Алексей Родионович
237. Бондарев, Андрей Иванович
238. Бондарев, Пётр Георгиевич
239. Бондарева, Мария Григорьевна
240. Бондаренко, Александр Иванович
241. Бондаренко, Александр Лазаревич
242. Бондаренко, Евгений Николаевич
243. Бондаренко, Евгений Степанович
244. Бондаренко, Иван Афанасьевич
245. Бондаренко, Мария Игнатьевна
246. Бондарчук, Иван Афанасьевич
247. Борвенко, Василий Мефодиевич
248. Бординов, Виктор Михайлович
249. Бордукова, Эмма Александровна
250. Бордылёнок, Николай Андреевич
251. Борисевич, Николай Александрович
252. Борисенко, Иван Александрович
253. Борисенко, Николай Михайлович
254. Борискин, Валентин Акимович
255. Борисов, Александр Васильевич
256. Борисов, Александр Иванович
257. Борисов, Виктор Иванович
258. Борисов, Григорий Иванович
259. Борисов, Леонид Александрович
260. Борисов, Яков Пименович
261. Борисова, Нина Васильевна
262. Борисова, Пелагея Ивановна
263. Боровикова, Антонина Александровна
264. Бородин, Андрей Михайлович
265. Бородин, Василий Егорович
266. Бородин, Виктор Петрович
267. Бородин, Леонид Александрович
268. Бородин, Михаил Ермолаевич
269. Бородин, Павел Дмитриевич
270. Бородина, Липа Яковлевна
271. Бородич, Михаил Фёдорович
272. Бородкина, Таисия Григорьевна
273. Бородулин, Анатолий Иванович
274. Бородулин, Василий Иванович
275. Боронтов, Анатолий Иванович
276. Бортников, Иван Николаевич
277. Борщ, Евгений Григорьевич
278. Босенко, Николай Васильевич
279. Боташев, Магомет Абдурзакович
280. Ботвин, Александр Платонович
281. Ботвинко, Владимир Степанович
282. Боханов, Николай Иванович
283. Бочарников, Виктор Митрофанович
284. Боченкова, Лилия Васильевна
285. Бочкарева, Лариса Георгиевна
286. Бочоидзе, Отар Семёнович
287. Брагин, Евгений Александрович
288. Брагин, Егор Егорович
289. Брановский, Роман Петрович
290. Братухина, Мария Фёдоровна
291. Братченко, Борис Фёдорович
292. Брацлавская, Мария Харитоновна
293. Брежнев, Дмитрий Данилович
294. Брежнев, Леонид Ильич
295. Бресис, Вилнис-Эдвинс Гедертович
296. Бреус, Василий Александрович
297. Брехов, Иван Иванович
298. Брехов, Константин Иванович
299. Брехунова, Валентина Александровна
300. Бригеда, Лидия Ивановна
301. Бриленко, Аркадий Иосифович
302. Бритаева, Зарифа Елбыздыкоевна
303. Бриш, Георгий Иосифович
304. Бубликова, Екатерина Дмитриевна
305. Бубнов, Василий Иванович
306. Бубнов, Виктор Александрович
307. Бубнова, Нина Давыдовна
308. Бубновский, Никита Дмитриевич
309. Бугаев, Борис Павлович
310. Бугаев, Михаил Андреевич
311. Будашов, Василий Григорьевич
312. Будённый, Семён Михайлович
313. Будеркин, Пётр Васильевич
314. Будников, Виктор Павлович
315. Бузаев, Николай Семёнович
316. Бузницкий, Александр Григорьевич
317. Буколов, Ким Игоревич
318. Булавский, Николай Александрович
319. Буланов, Евгений Иванович
320. Булатовене, Янина Вацлово
321. Булгаков, Александр Александрович
322. Булгакова, Лариса Степановна
323. Булова, Валентина Павловна
324. Бунин, Николай Маркович
325. Бункин, Борис Васильевич
326. Бураков, Сергей Пантелеймонович
327. Бурдонов, Сергей Константинович
328. Буренин, Пётр Павлович
329. Буриева, Шарофат
330. Бурико, Иван Радионович
331. Бурлак, Николай Григорьевич
332. Бурлаченко, Пётр Дмитриевич
333. Бурляй, Николай Назарович
334. Бурмистров, Александр Александрович
335. Бурмистров, Фёдор Петрович
336. Бурмистрова, Нина Степановна
337. Буров, Владимир Михайлович
338. Буров, Геннадий Павлович
339. Буров, Иван Михайлович
340. Бурцев, Михаил Иванович
341. Бурцев, Фёдор Иванович
342. Буряк, Александр Романович
343. Буряковская, Елена Иосифовна
344. Бутенко, Леонид Яковлевич
345. Бутина, Зоя Александровна
346. Бутома, Борис Евстафьевич
347. Буторова, Евгения Даниловна
348. Бутрик, Надежда Андриановна
349. Бутусов, Сергей Михайлович
350. Бухрашвили, Шота Ефремович
351. Буц, Фёдор Акимович
352. Бучин, Константин Сергеевич
353. Бучинский, Валерий Константинович
354. Бучнева, Александра Андреевна
355. Бушуев, Виктор Михайлович
356. Быковский, Анатолий Алексеевич
357. Быконя, Зинаида Савостьяновна
358. Быченко, Василий Ильич
359. Быченок, Тамара Васильевна
360. Бычков, Александр Петрович
361. Бычков, Владимир Петрович
362. Бянкин, Валентин Петрович

## В
1. Ваганов, Иван Иванович
2. Вагин, Роберт Аркадьевич
3. Вагина, Тамара Агафангеловна
4. Вагрис, Янис Янович
5. Вадер, Артур Павлович
6. Вадецкая, Нина Петровна
7. Вайно, Карл Генрихович
8. Вакула, Георгий Григорьевич
9. Вакулов, Пётр Ефимович
10. Валит, Анатолий Анисимович
11. Валиханов, Агзам Валиханович
12. Валявский, Иван Филиппович
13. Ванчиков, Владимир Алексеевич
14. Ваняев, Николай Алексеевич
15. Варварина, Александра Ивановна
16. Вардикян, Бурастан Давидовна
17. Варенников, Валентин Иванович
18. Варламов, Александр Семёнович
19. Варламова, Галина Павловна
20. Варуша, Михаил Епифанович
21. Варфоломеев, Анатолий Павлович
22. Варфоломеева, Нина Михайловна
23. Василевский, Александр Михайлович
24. Василевский, Павел Антонович
25. Василенко, Иван Андреевич
26. Василенко, Николай Васильевич
27. Василец, Анатолий Платонович
28. Васильев, Александр Дмитриевич
29. Васильев, Василий Григорьевич
30. Васильев, Владимир Николаевич[уточнить]
31. Васильев, Владимир Петрович[уточнить]
32. Васильев, Николай Тимофеевич
33. Васильев, Николай Фёдорович
34. Васильева, Евгения Константиновна
35. Васильева, Зинаида Дмитриевна
36. Васильева, Ирина Михайловна
37. Василько, Николай Сергеевич
38. Васильчишин, Эдуард Николаевич
39. Василюк, Иван Яковлевич
40. Васляев, Владимир Александрович
41. Васькин, Василий Тимофеевич
42. Васькова, Нина Александровна
43. Васягин, Семён Петрович
44. Ватченко, Алексей Федосеевич
45. Вахаев, Рамазан Висаевич
46. Вахитов, Мирзаям Шарипович
47. Вахрушев, Леонид Петрович
48. Вахтурова, Нина Марковна
49. Вахула, Михаил Георгиевич
50. Вашакидзе, Борис Ильич
51. Ващенко, Вячеслав Григорьевич
52. Ващенко, Григорий Иванович
53. Ведев, Георгий Митрофанович
54. Ведмеденко, Василий Иванович
55. Везиров, Абдурахман Халил оглы
56. Векшин, Павел Терентьевич
57. Великанов, Геннадий Фёдорович
58. Величко, Максим Константинович
59. Веллеару, Вера Васильевна
60. Венедюхин, Иван Алексеевич
61. Верба, Марьям Галиулловна
62. Вербицкая, София Степановна
63. Вердеева, Тамара Васильевна
64. Вереикин, Владимир Иванович
65. Вереницын, Николай Петрович
66. Веретенников, Роман Афанасьевич
67. Верещагин, Иван Иванович
68. Верещагина, Алевтина Дмитриевна
69. Верещагина, Нина Фёдоровна
70. Вержбицкий, Леонид Алексеевич
71. Верро, Рудольф Оттович
72. Вершинин, Константин Андреевич
73. Весёлов, Семён Михайлович
74. Весёлый, Иван Егорович
75. Ветлицкий, Вячеслав Фёдорович
76. Вечер, Лидия Николаевна
77. Видманов, Иван Дмитриевич
78. Викторов, Алексей Васильевич
79. Викторов, Фёдор Фёдорович
80. Вилков, Иван Семёнович
81. Вильховый, Фёдор Фёдорович
82. Винель, Елена Михайловна
83. Виноградов, Александр Иванович
84. Виноградов, Владимир Васильевич
85. Виноградов, Владимир Михайлович
86. Виноградов, Владимир Николаевич
87. Виноградов, Геннадий Валентинович
88. Виноградов, Герман Ильич
89. Виноградов, Лев Сергеевич
90. Виноградов, Сергей Сергеевич
91. Виноградова, Валентина Павловна
92. Витковский, Алексей Петрович
93. Витковский, Владимир Николаевич
94. Вихляев, Иван Матвеевич
95. Вихляева, Галина Константиновна
96. Вихров, Евгений Андреевич
97. Вицюк, Ольга Ивановна
98. Вишенков, Владимир Михайлович
99. Вишинскас, Ромуальдас Мотеяус
100. Вишневский, Александр Александрович
101. Виштак, Степанида Демидовна
102. Владимиров, Николай Фёдорович
103. Владимирова, Жанна Владимировна
104. Владимирцева, Валентина Аркадьевна
105. Владыченко, Иван Максимович
106. Власенко, Леонид Андреевич
107. Власенко, Маркел Демидович
108. Власов, Александр Владимирович
109. Власов, Валентин Викторович
110. Власова, Мария Николаевна
111. Водоватов, Геннадий Николаевич
112. Водянов, Владимир Георгиевич
113. Воеводина, Маргарита Сергеевна
114. Вознюк, Василий Иванович
115. Воинов, Феодосий Иванович
116. Войтас, Вячеслав Михайлович
117. Воливач, Иван Васильевич
118. Волков, Александр Петрович
119. Волков, Борис Фёдорович
120. Волков, Василий Николаевич
121. Волков, Николай Георгиевич
122. Волков, Пётр Иванович
123. Волков, Тимофей Васильевич
124. Волкова, Александра Васильевна
125. Волкова, Валентина Михайловна
126. Волкова, Зинаида Алексеевна
127. Волобуев, Павел Васильевич
128. Волов, Василий Иванович
129. Володин, Павел Михайлович
130. Волошин, Иван Макарович
131. Волощук, Роман Иванович
132. Волчихин, Виктор Гаврилович
133. Вольваков, Иосиф Васильевич
134. Воробьёв, Георгий Иванович
135. Воробьёв, Константин Алексеевич
136. Воробьёв, Фёдор Михайлович
137. Воробьёва, Анастасия Григорьевна
138. Ворона, Иван Демьянович
139. Ворона, Любовь Кирилловна
140. Воронин, Евгений Васильевич
141. Воронин, Михаил Иванович
142. Воронин, Павел Андреевич
143. Воронин, Пётр Николаевич
144. Воронина, Антонина Анатольевна
145. Воронина, Людмила Александровна
146. Воронина, Прасковья Алексеевна
147. Воронина, Раиса Петровна
148. Воронинский, Сергей Сергеевич
149. Воронов, Алексей Михайлович
150. Воронов, Геннадий Иванович
151. Воронова, Клавдия Пантелеевна
152. Вороновский, Николай Анатольевич
153. Воронцева, Мария Константиновна
154. Воропаев, Михаил Гаврилович
155. Воротилина, Мария Тихоновна
156. Воротников, Виталий Иванович
157. Воротников, Сергей Илларионович
158. Ворохобов, Леонид Андреевич
159. Ворфоломеев, Владимир Петрович
160. Восс, Август Эдуардович
161. Востряков, Афанасий Николаевич
162. Вотяков, Леонид Иванович
163. Вошкин, Юрий Андреевич
164. Всеволожский, Михаил Николаевич
165. Вучетич, Евгений Викторович
166. Высоцкий, Анатолий Емельянович
167. Вялых, Николай Иванович

## Г
1. Габададзе, Нона Андреевна
2. Габышев, Михаил Прокопьевич
3. Гаврилов, Александр Фадеевич
4. Гаврилов, Георгий Петрович
5. Гаврилова, Нина Кузьминична
6. Гаврилюк, Григорий Денисович
7. Гаевой, Владимир Максимович
8. Газнанов, Минияр Бахтиевич
9. Гаипов, Рузмет Гаипович
10. Гайван, Семён Евменович
11. Гайворонцев, Иван Петрович
12. Гайкин, Алексей Павлович
13. Гайрбеков, Муслим Гайрбекович
14. Гайфутдинов, Мухаметдин Гайфутдинович
15. Галаншин, Константин Иванович
16. Галвиня, Велта Яновна
17. Галета, Владимир Степанович
18. Галиева, Кульхаир
19. Гализин, Иван Васильевич
20. Галиуллин, Ким Нигмаевич
21. Галкин, Василий Николаевич
22. Галкина, Мина Михаиловна
23. Галстян, Гюлум Дашюловна
24. Галстян, Рубен Степанович
25. Галумян, Рафаел Тигранович
26. Гальченко, Александр Яковлевич
27. Галяпин, Николай Дмитриевич
28. Гамзатов, Расул Гамзатович
29. Гандурин, Александр Николаевич
30. Ганжа, Иван Куприянович
31. Ганзенко, Александр Иванович
32. Ганин, Павел Андреевич
33. Ганнусенко, Иван Маркович
34. Ганоцкий, Леонид Александрович
35. Ганькевич, Анатолий Борисович
36. Гапуров, Мухамедназар
37. Гараев, Гильмулла Габдуллович
38. Гарбузов, Василий Фёдорович
39. Гарбузова, Екатерина Петровна
40. Гарибджанян, Людвиг Папикович
41. Гарифуллина, Фаима Магсумовна
42. Гаркуша, Николай Андреевич
43. Гармаш, Дарья Матвеевна
44. Гасанов, Панах Аллахверди оглы
45. Гасанов, Талиб Алекпер оглы
46. Гасанова, Нушаба Ибрагим кызы
47. Гасанова, Шамама Махмудали кызы
48. Гаттаров, Мирза Балюлович
49. Гаценко, Андрей Тихонович
50. Гвенцадзе, Нестор Николаевич
51. Гвоздев, Виктор Александрович
52. Гедзира, Всеволод Иванович
53. Георгадзе, Михаил Порфирьевич
54. Георгиев, Александр Васильевич
55. Георгиевский, Сергей Иванович
56. Геравина, Евгения Ивановна
57. Герасименко, Василий Александрович
58. Герасименко, Вера Савельевна
59. Герасимов, Анатолий Николаевич
60. Герасимов, Виктор Яковлевич
61. Герасимов, Иван Егорович
62. Герасимов, Кирилл Михайлович
63. Герасимов, Константин Михайлович
64. Герасимов, Николай Иванович
65. Герасимов, Сергей Апполинариевич
66. Гераскина, Полина Давидовна
67. Гергая, Жоржи Алексеевич
68. Гетман, Андрей Лаврентьевич
69. Геттуев, Магомет Исмаилович
70. Гетьманец, Виталий Иванович
71. Гезалян, Борис Андриасович
72. Гибазов, Харис Салихович
73. Гизатдинов, Лутфулла Валеевич
74. Гизатулин, Мансур Каримович
75. Гилашвили, Павел Георгиевич
76. Гилева, Александра Романовна
77. Гиндич, Трофим Александрович
78. Гирфанов, Вакиль Калеевич
79. Гиталов, Александр Васильевич
80. Гладкая, Мария Васильевна
81. Гладкая, Надежда Григорьевна
82. Гладкая, Нина Евтуховна
83. Гладких, Василий Степанович
84. Гладыревский, Александр Васильевич
85. Глазков, Георгий Абрамович
86. Глазунов, Александр Петрович
87. Глазырин, Александр Сергеевич
88. Глебов, Михаил Никодимович
89. Глебов, Николай Прокопьевич
90. Глухов, Захар Николаевич
91. Глуховских, Зоя Петровна
92. Глуховской, Корнелий Аркадьевич
93. Глушак, Алла Георгиевна
94. Глушко, Валентин Петрович
95. Глушко, Николай Тафанович
96. Глушков, Виктор Михайлович
97. Глушкова, Татьяна Егоровна
98. Глыбочко, Михаил Яковлевич
99. Гоберман Иосиф Михайлович
100. Говоров, Владимир Леонидович
101. Говоров, Сергей Петрович
102. Гогин, Михаил Иванович
103. Гогичашвили, Русудан Степановна
104. Гоголашвили, Лаврентий Архипович
105. Гоголев, Александр Васильевич
106. Годовкин, Валентин Сергеевич
107. Голдин, Николай Васильевич
108. Голенищев, Алексей Никифорович
109. Голиков, Виктор Андреевич
110. Голиков, Константин Николаевич
111. Голиков, Михаил Фёдорович
112. Голикова, Валентина Николаевна
113. Голикова, Нина Васильевна
114. Головань, Евгения Алексеевна
115. Головацкий, Николай Никитич
116. Головерса, Евгений Лукич
117. Головец, Борис Иванович
118. Головко, Анна Сергеевна
119. Головко, Кузьма Петрович
120. Головнин, Михаил Ильич
121. Головченко, Григорий Иванович
122. Головченко, Иван Алексеевич
123. Головченко, Лукерья Петровна
124. Голодов, Георгий Алексеевич
125. Голояд, Леонид Андреевич
126. Голубев, Василий Николаевич
127. Голубева, Зоя Николаевна
128. Голубков, Алексей Зотович
129. Голубова, Вера Фёдоровна
130. Голубцова, Тамара Васильевна
131. Голычев, Анатолий Иванович
132. Голышев, Орест Иванович
133. Гончар, Александр Терентьевич
134. Гончаров, Александр Васильевич
135. Гончаров, Валентин Иванович
136. Гончаров, Виктор Петрович
137. Гончаров, Владимир Андреевич
138. Гончаров, Владислав Васильевич
139. Гончаров, Евгений Иванович
140. Гончаров, Леонид Борисович
141. Гончарова, Анфиса Степановна
142. Гончарова, Валентина Ивановна
143. Гончарова, Наталия Алексеевна
144. Горбань, Григорий Яковлевич
145. Горбатюк, Евгений Михайлович
146. Горбач, Филипп Семёнович
147. Горбачёв, Валентин Никитович
148. Горбачёв, Михаил Сергеевич
149. Горбачёва, Жанна Евгеньевна
150. Горбунов, Вениамин Иванович
151. Горбунова, Надежда Васильевна
152. Горбунова, Римма Васильевна
153. Горбушина, Нафиса Муллаяновна
154. Гордеев, Александр Михайлович
155. Гордеев, Анатолий Николаевич
156. Гордеев, Пётр Дмитриевич
157. Гордеева, Таисия Васильевна
158. Гордиенко, Иван Куприянович
159. Горегляд, Алексей Адамович
160. Горелов, Александр Иванович
161. Горелов, Сергей Дмитриевич
162. Горелова, Екатерина Семёновна
163. Горелова, Лидия Ефимовна
164. Горинов, Трофим Иосифович
165. Горкин, Александр Фёдорович
166. Горный, Артём Григорьевич
167. Городецкий, Георгий Дмитриевич
168. Городилов, Анатолий Дмитриевич
169. Городовиков, Басан Бадьминович
170. Горская, Анелия Васильевна
171. Горсков, Владимир Калистратович
172. Горчаков, Алексей Кузьмич
173. Горчаков, Пётр Андреевич
174. Горшков, Аким Васильевич
175. Горшков, Леонид Александрович
176. Горшков, Михаил Михайлович
177. Горшков, Сергей Георгиевич
178. Горячев, Фёдор Степанович
179. Горячева, Галина Николаевна
180. Горячкин, Александр Васильевич
181. Гостев, Борис Иванович
182. Гошхотелиани, Леван Варламович
183. Грабовский, Александр Владимирович
184. Гракович, Аркадий Адамович
185. Граудс, Луция Юрьевна
186. Грачикова, Нина Фёдоровна
187. Гребенникова, Нина Ивановна
188. Гребенюк, Василий Андреевич
189. Гребнев, Валентин Михайлович
190. Греков, Владимир Александрович
191. Греков, Леонид Иванович
192. Гречко, Андрей Антонович
193. Грибачев, Николай Матвеевич
194. Грибина, Нина Михайловна
195. Грига, Михаил Дмитриевич
196. Григалюнас, Медардас Юлионович
197. Григораш, Анастасия Дмитриевна
198. Григоращук, Рахиля Юрьевна
199. Григоренко, Алексей Семёнович
200. Григоренко, Григорий Фёдорович
201. Григоренко, Изот Карпович
202. Григоренко, Михаил Александрович
203. Григорьев, Иван Александрович
204. Григорьев, Михаил Григорьевич
205. Григорьева, Варвара Алексеевна
206. Григорян, Алёша Багратович
207. Гридасов, Дмитрий Матвеевич
208. Гриднева, Ольга Георгиевна
209. Гридяев, Николай Васильевич
210. Гринёв, Пётр Тимофеевич
211. Гринёва, Таисия Семёновна
212. Гриненко, Иван Николаевич
213. Гринцов, Иван Григорьевич
214. Грицай, Александр Андреевич
215. Грицай, Николай Иванович
216. Грицан, Фёдор Никитович
217. Гриценко, Владимир Павлович
218. Грицков, Иван Викторович
219. Гришанов, Василий Максимович
220. Гришанцов, Вениамин Алексеевич
221. Гришин, Виктор Васильевич
222. Гришин, Константин Николаевич
223. Гришин, Михаил Васильевич
224. Гришина, Нина Григорьевна
225. Гришкявичус, Пятрас Пятрович
226. Гришманов, Иван Александрович
227. Гришмановский, Анатолий Ефимович
228. Грищенко, Антонина Адамовна
229. Грищенко, Владимир Семёнович
230. Громков, Эдуард Сергеевич
231. Громов, Анатолий Александрович
232. Громов, Владимир Алексеевич
233. Громова, Валентина Алексеевна
234. Громыко, Андрей Андреевич
235. Громыко, Николай Петрович
236. Гросул, Яким Сергеевич
237. Грошников, Вадим Александрович
238. Груздов, Павел Иванович
239. Грузинов, Сергей Сергеевич
240. Грушевой, Константин Степанович
241. Грушецкий, Иван Самойлович
242. Грушин, Пётр Дмитриевич
243. Губайдуллин, Ахат Шарифуллович
244. Губарь, Александра Ивановна
245. Губашева, Салима
246. Гудзь, Стефания Григорьевна
247. Гудков, Александр Фёдорович
248. Гудков, Василий Иванович
249. Гудок, Игорь Васильевич
250. Гуженко, Тимофей Борисович
251. Гузенко, Нина Михайловна
252. Гузенко, Парфентий Васильевич
253. Гукасян, Такуш Левоновна
254. Гулаев, Николай Дмитриевич
255. Гуломов, Шаме
256. Гульченко, Александр Никитович
257. Гуля, Владимир Васильевич
258. Гуляев, Николай Николаевич
259. Гуляев, Сергей Арсентьевич
260. Гуляева, Евгения Андреевна
261. Гуманюк, Антон Антонович
262. Гунин, Василий Георгиевич
263. Гупало, Василий Павлович
264. Гуреев, Николай Михайлович
265. Гуринов, Иван Михайлович
266. Гурский, Алексей Георгиевич
267. Гусаков, Александр Минаевич
268. Гусаренко, Мария Максимовна
269. Гусаров, Алексей Петрович
270. Гусаров, Владимир Николаевич
271. Гусев, Владимир Алексеевич
272. Гусев, Владимир Кузьмич
273. Гусев, Иван Степанович
274. Гусев, Николай Васильевич
275. Гусев, Николай Николаевич[уточнить]
276. Гусейнов, Аслан Агагусейн оглы
277. Гусейнова, Зулейха Исмаил кызы
278. Гусейнова, Марал Мансум кызы
279. Гусенков, Пётр Васильевич
280. Гусовский, Сергей Владимирович
281. Густов, Иван Степанович
282. Гуськов, Леонид Алексеевич
283. Гуцу, Николай Алексеевич
284. Гущин, Валентин Михайлович
285. Гущин, Фёдор Иванович
286. Гущина, Нелли Константиновна

## Д
1. Давитадзе, Леван Михайлович
2. Давляткадамов, Хушкадам Давляткадамович
3. Давыденко, Елизавета Александровна
4. Давыдов, Иван Никитович
5. Давыдов, Николай Иванович
6. Дадашев, Мусеиб Мирза оглы
7. Дадашев, Шейхали Алескерович
8. Дадаян, Акоп Степанович
9. Даденков, Юрий Николаевич
10. Данзанова, Долгор Дарижаповна
11. Данилина, Галина Георгиевна
12. Данилов, Александр Иванович
13. Данилов, Борис Михайлович
14. Данилов, Василий Александрович
15. Данилов, Михаил Васильевич
16. Данилов, Семён Петрович
17. Данилов, Эммануил Михайлович
18. Данина, Юлия Иосифовна
19. Данковцев, Александр Георгиевич
20. Данченко, Алексей Евгеньевич
21. Даньшин, Анатолий Алексеевич
22. Даулеткалиев, Сакан
23. Даутов, Зикаф Набиевич
24. Двалишвили, Отар Григорьевич
25. Дворянкин, Бронислав Николаевич
26. Дворянский, Евгений Михайлович
27. Двоянова, Валентина Фёдоровна
28. Дебалюк, Александр Васильевич
29. Девятых, Григорий Григорьевич
30. Дёгтев, Анатолий Васильевич
31. Дегтярёв, Владимир Иванович
32. Дегтярёв, Павел Михайлович
33. Дедяева, Людмила Сергеевна
34. Деев, Александр Тимофеевич
35. Дейнеко, Анна Ивановна
36. Дейнеко, Григорий Фёдорович
37. Дейнеко, Мария Захаровна
38. Делянский, Семён Григорьевич
39. Дементьев, Василий Константинович
40. Дементьев, Владимир Тимофеевич
41. Дементьев, Пётр Васильевич
42. Дементьева, Раиса Фёдоровна
43. Демеш, Ольга Ивановна
44. Демиденко, Василий Петрович
45. Демиденко, Вера Семёновна
46. Демидков, Григорий Иванович
47. Демидов, Александр Андреевич
48. Демидов, Павел Михайлович
49. Демидова, Александра Ивановна
50. Дёмин, Иван Михайлович
51. Демичев, Пётр Нилович
52. Демичева, Раиса Николаевна
53. Демченко, Вадим Николаевич
54. Демченко, Владимир Акимович
55. Денисенко, Григорий Иванович
56. Денисенков, Иван Антонович
57. Денисов, Алексей Тимофеевич
58. Денисов, Геннадий Фёдорович
59. Денисов, Михаил Михайлович
60. Денисов, Николай Семёнович
61. Денисова, Антонина Михайловна
62. Денисова, Раиса Никифоровна
63. Денищик, Алексей Иванович
64. Дергачёв, Владимир Иванович
65. Деревской, Юрий Иванович
66. Деревянко, Николай Кузьмич
67. Дереглазова, Тамара Ефимовна
68. Дерибин, Леонид Васильевич
69. Деркач, Николай Петрович
70. Дерунов, Павел Фёдорович
71. Дерюгин, Борис Иванович
72. Дерябин, Василий Дмитриевич
73. Дерябин, Николай Акимович
74. Дерягина, Наталья Михайловна
75. Дехтярёв, Павел Иванович
76. Джабраилов, Магомед Абдурагимович
77. Джавахишвили, Гиви Дмитриевич
78. Джалилов, Исам
79. Джаназян, Роза Саргисовна
80. Джанджгава, Дзаба Максимовна
81. Джафаров, Абулфаз Фарадж оглы
82. Джем, Иван Павлович
83. Джиоев, Коста Каргоевич
84. Джолдасбеков, Умирбек Арисланович
85. Джумабаев, Мусахан
86. Джунусалиев, Малабай
87. Джурабаева, Гулсара Мурадиллаевна
88. Джураева, Буальма
89. Джураев, Атунук
90. Джуссоев, Георгий Николаевич
91. Дзержинская, Анна Фёдоровна
92. Дзоценидзе, Георгий Самсонович
93. Дибина, Людмила Александровна
94. Дикарева, Людмила Михайловна
95. Дикун, Сергей Николаевич
96. Димитриев, Василий Димитриевич
97. Димов, Радий Иванович
98. Диптан, Ольга Климентьевна
99. Дмитренко, Андрей Никитович
100. Дмитриев, Валентин Иванович
101. Дмитриев, Иван Николаевич
102. Дмитриев, Николай Иванович
103. Добрик, Виктор Фёдорович
104. Добрынин, Анатолий Фёдорович
105. Добындэ, Игорь Григорьевич
106. Добычин, Валентин Сергеевич
107. Добыш, Фёдор Иванович
108. Довганчук, Пётр Михайлович
109. Додаков, Иван Акимович
110. Додор, Анатолий Прокофьевич
111. Доенин, Василий Николаевич
112. Докукин, Валентин Петрович
113. Долганин, Александр Фёдорович
114. Долгашов, Анатолий Владимирович
115. Долгих, Василий Александрович
116. Долгих, Владимир Иванович
117. Долгих, Михаил Дорофеевич
118. Долженко, Иван Семёнович
119. Долженкова, Майя Георгиевна
120. Долидзе, Владимир Александрович
121. Долидзе, Мери Моисеевна
122. Долматова, Вера Ивановна
123. Долынюк, Евгения Алексеевна
124. Донец, Григорий Иванович
125. Донцов, Константин Васильевич
126. Дорогина, Галина Георгиевна
127. Доронин, Владимир Иванович
128. Доронин, Павел Иванович
129. Доронина, Галина Васильевна
130. Дорохин, Станислав Ефимович
131. Дорошенко, Виктор Карпович
132. Дорошенко, Мария Тимофеевна
133. Досмагамбетов, Султан Капарович
134. Досмагамбетов, Халид Туманбаевич
135. Доценко, Анатолий Евтухович
136. Драгун, Константин Захарович
137. Драгунов, Николай Васильевич
138. Дрибница, Людмила Сергеевна
139. Дробышев, Борис Фёдорович
140. Дробязко, Евгений Иванович
141. Дрожаник, Вера Григорьевна
142. Дрождин, Пётр Михайлович
143. Дрожжева, Любовь Васильевна
144. Дрозденко, Василий Иванович
145. Дроздецкий, Егор Иванович
146. Дроздов, Иван Петрович
147. Дружинин, Михаил Иванович
148. Дрыгин, Анатолий Семёнович
149. Дрыжак, Иван Петрович
150. Дрюков, Виталий Петрович
151. Дрючин, Александр Павлович
152. Дубинный, Николай Иванович
153. Дубков, Иван Алексеевич
154. Дубовцев, Иван Васильевич
155. Дубовцева, Анна Фёдоровна
156. Дубровский, Виктор Николаевич
157. Дуденков, Иван Григорьевич
158. Дудин, Аркадий Кириллович
159. Дудин, Михаил Дмитриевич
160. Дудин, Юрий Иванович
161. Дудкин, Иван Иванович
162. Дудко, Иван Сергеевич
163. Дудник, Андрей Алексеевич
164. Дудников, Василий Николаевич
165. Дудоров, Николай Павлович
166. Дузев, Борис Иванович
167. Дуйсенов, Есен Дуйсенович
168. Дуйшеев, Арстанбек Дуйшеевич
169. Думбадзе, Фатуша Давидовна
170. Дуненков, Пётр Фёдорович
171. Дурдыев, Тахир Бяшимович
172. Дурдыназаров, Тачдурды
173. Дурнев, Василий Максимович
174. Дурнева, Варвара Григорьевна
175. Душко, Иван Трифонович
176. Дыгай, Глеб Григорьевич
177. Дымков, Николай Петрович
178. Дымшиц, Вениамин Эммануилович
179. Дьяков, Валентин Александрович
180. Дьяков, Юрий Николаевич
181. Дьяконов, Иван Иванович
182. Дьяченко, Николай Иванович
183. Дюкарев, Иван Васильевич
184. Дюков, Борис Васильевич
185. Дявгада, Даша Ивановна
186. Дянкова, Дарья Степановна
187. Дятленко, Василий Карпович

## Е
1. Евдокименко, Георгий Степанович
2. Евдокимов, Николай Михайлович
3. Евдокимова, Мария Матвеевна
4. Евдокимова, Мария Петровна
5. Евсеев, Василий Сергеевич
6. Евсеенко, Николай Васильевич
7. Евсигнеев, Николай Александрович
8. Евстратова, Раиса Павловна
9. Евстратова, Раиса Степановна
10. Евстратьев, Фёдор Павлович
11. Евтушенко, Владимир Яковлевич
12. Евтушенко, Иван Васильевич
13. Евтушенко, Николай Никитович
14. Егиазарян, Ева Седраковна
15. Егизбаев, Косай Алекулович
16. Егоркина, Галина Семёновна
17. Егоров, Анатолий Григорьевич
18. Егоров, Валерий Павлович
19. Егоров, Вячеслав Фёдорович
20. Егоров, Иван Трифонович
21. Егоров, Николай Илларионович
22. Егоров, Николай Яковлевич
23. Егоров, Фёдор Николаевич
24. Егорова, Валентина Артёмовна
25. Егорова, Валентина Васильевна
26. Егорова, Елена Дмитриевна
27. Егорова, Людмила Васильевна
28. Егудин, Илья Абрамович
29. Ежевский, Александр Александрович
30. Ежов, Игорь Матвеевич
31. Екимов, Евгений Гаврилович
32. Елагин, Семён Дмитриевич
33. Елизарьев, Иван Кузьмич
34. Елина, Александра Макаровна
35. Елисеев, Алексей Станиславович
36. Елисеева, Анна Тимофеевна
37. Елисеева, Наталия Григорьевна
38. Елистратов, Пётр Матвеевич
39. Ельцов, Константин Сергеевич
40. Ельченко, Юрий Никифорович
41. Елютин, Вячеслав Петрович
42. Емелина, Аисса Леонтьевна
43. Емец, Владимир Николаевич
44. Енамукова, Кунац Сафарбиевна
45. Еникеева, Флюра Шайхалимовна
46. Енисеев, Сергей Исакович
47. Епишев, Алексей Алексеевич
48. Еремеева, Мария Семёновна
49. Еремеева, Ольга Сергеевна
50. Ерёменко, Леонид Филиппович
51. Ерёмин, Владимир Харитонович
52. Ерешко, Василий Терентьевич
53. Ержанов, Манат Бахитович
54. Ерзунов, Виктор Иванович
55. Ермак, Василий Иванович
56. Ермаков, Валентин Петрович
57. Ермаков, Владимир Ефимович
58. Ермаков, Николай Васильевич
59. Ермакова, Екатерина Максимовна
60. Ермилов, Виктор Васильевич
61. Ермилов, Константин Сергеевич
62. Ермин, Лев Борисович
63. Ермолаев, Адольф Николаевич
64. Ермолаев, Леонид Павлович
65. Еругин, Николай Павлович
66. Ершов, Игорь Николаевич
67. Есауленко, Иван Елисеевич
68. Есенбаева, Морбан Жумаиовна
69. Есенов, Шахмардан Есенович
70. Есимбеков, Калдарбек
71. Есимханов, Сартай
72. Есин, Анатолий Петрович
73. Есина, Зинаида Васильевна
74. Ефимов, Александр Николаевич
75. Ефимов, Алексей Яковлевич
76. Ефимов, Николай Фёдорович
77. Ефимов, Павел Иванович
78. Ефимов, Сергей Васильевич
79. Ефимова, Галина Яковлевна
80. Ефимова, Тамара Владимировна
81. Ефремов, Александр Александрович
82. Ефремов, Борис Владимирович
83. Ефремов, Георгий Афанасьевич
84. Ефремов, Леонид Николаевич
85. Ефремов, Михаил Тимофеевич
86. Ефремова, Анна Васильевна
87. Ефремова, Полина Яковлевна
88. Ешимбетов, Давлет
89. Ештокин, Афанасий Фёдорович

## Ж
1. Жаворонков, Михаил Митрофанович
2. Жаксыбаев, Наби Кульчаманович
3. Жакулина, Любовь Фёдоровна
4. Жандильдин, Борис Усенович
5. Жантлеуов, Шаки
6. Жарова, Таисия Фёдоровна
7. Жданов, Станислав Александрович
8. Жданов, Юрий Андреевич
9. Жданова, Татьяна Ивановна
10. Жеваго, Евгений Петрович
11. Жезлов, Николай Игнатьевич
12. Железников, Виталий Андреевич
13. Железняк, Григорий Карпович
14. Желекова, Валентина Степановна
15. Желтов, Алексей Сергеевич
16. Жердев, Анатолий Васильевич
17. Живописцев, Виктор Петрович
18. Живописцев, Игорь Алексеевич
19. Животкевич, Николай Иосифович
20. Жигалин, Владимир Фёдорович
21. Жидель, Григорий Яковлевич
22. Жидовинов, Михаил Иванович
23. Жижина, Надежда Ильинична
24. Жилин, Лев Николаевич
25. Житков, Владимир Васильевич
26. Житяев, Анатолий Прокофьевич
27. Жук, Василий Иванович
28. Жуков, Василий Сергеевич
29. Жуков, Виталий Александрович
30. Жуков, Георгий Александрович
31. Жуков, Георгий Константинович
32. Жуков, Михаил Иванович
33. Жукова, Антонина Александровна
34. Жукова, Антонина Павловна
35. Жукова, Любовь Фёдоровна
36. Жукоцкий, Дмитрий Николаевич
37. Жумыкин, Булат Сейдагалиевич
38. Жунина, Таисия Ивановна
39. Журавлёв, Николай Семёнович
40. Журин, Николай Иванович
41. Журков, Серафим Николаевич
42. Журмухамедов, Мукатай Журмухамедович
43. Жучков, Дмитрий Васильевич
44. Жучков, Михаил Иванович
45. Жучков, Павел Александрович

## З
1. Забабахин, Евгений Иванович
2. Забабурина, Мария Фёдоровна
3. Забавина, Лариса Михайловна
4. Забавников, Пётр Андреевич
5. Забегайлов, Юрий Петрович
6. Заболотный, Василий Макарович
7. Заботин, Всеволод Фёдорович
8. Забродоцкий, Николай Титович
9. Завадская, Анастасия Андреевна
10. Завадская, Нина Ивановна
11. Заварзина, Валентина Сергеевна
12. Заварин, Михаил Александрович
13. Заварухин, Юрий Ильич
14. Завгородний, Фёдор Петрович
15. Заверткина, Ефросинья Пахомовна
16. Загородних, Александра Петровна
17. Загоруй, Пётр Илларионович
18. Загребаев, Виктор Дмитриевич
19. Загребаева, Клавдия Николаевна
20. Загребский, Иван Порфентьевич
21. Задорожная, Тамара Григорьевна
22. Заидов, Миргияс Аббасович
23. Заикин, Дмитрий Васильевич
24. Зайченко, Семён Яковлевич
25. Зайдуллин, Хамит Валиевич
26. Зайкин, Николай Кузьмич
27. Зайков, Лев Николаевич
28. Зайцев, Анатолий Александрович
29. Зайцев, Борис Борисович
30. Зайцев, Георгий Андреевич
31. Зайцев, Михаил Васильевич
32. Зайцев, Михаил Митрофанович
33. Зайцев, Степан Иванович
34. Зайцев, Юрий Григорьевич
35. Зайцева, Надежда Васильевна
36. Зайченко, Георгий Васильевич
37. Закачурин, Александр Васильевич
38. Закиров, Узбяк Садыкович
39. Закирова, Наиля Закировна
40. Заколупин, Николай Афанасьевич
41. Закопайло, Семён Федосеевич
42. Закоян, Гоар Багоевна
43. Залбекова, Тават
44. Заломова, Зинаида Ивановна
45. Замирякин, Константин Александрович
46. Замула, Василий Никифорович
47. Замятин, Леонид Митрофанович
48. Запенцовский, Владимир Иванович
49. Запорощенко, Екатерина Григорьевна
50. Зарапетян, Зарап Петросович
51. Зародов, Константин Иванович
52. Зародыш, Пётр Иванович
53. Зарубин, Борис Антонович
54. Зарубин, Юрий Иванович
55. Зарудин, Юрий Фёдорович
56. Заславский, Александр Владимирович
57. Застрожный, Олег Кириллович
58. Засыпкин, Виктор Иосифович
59. Затворницкий, Владимир Андреевич
60. Затейкин, Леонид Алексеевич
61. Зауташвили, Гиви Ясеевич
62. Захаревич, Ольга Михаиловна
63. Захаров, Геннадий Васильевич
64. Захаров, Матвей Васильевич
65. Захаров, Михаил Егорович
66. Захаров, Михаил Николаевич
67. Захарова, Мария Дорофеевна
68. Захарова, Нина Семёновна
69. Зашихина, Анна Афанасьевна
70. Звездов, Иван Михайлович
71. Зверев, Алексей Ильич
72. Зверев, Сергей Алексеевич
73. Зверева, Фотипа Макаровна
74. Звягинцева, Антонина Власовна
75. Зезюлина, Зинаида Михайловна
76. Землянов, Павел Николаевич
77. Земнухов, Николай Степанович
78. Зименок, Василий Петрович
79. Зиминов, Иван Матвеевич
80. Зимянин, Михаил Васильевич
81. Зиновьев, Владимир Яковлевич
82. Зитманис, Август Карлович
83. Зиятдинова, Людмила Закиевна
84. Злобин, Александр Архипович
85. Золотарёв, Виктор Филиппович
86. Золотов, Семён Митрофанович
87. Золотухин, Григорий Сергеевич
88. Золотухина, Александра Васильевна
89. Зорин, Вячеслав Сергеевич
90. Зотов, Александр Ефимович
91. Зотов, Михаил Семёнович
92. Зубарев, Геннадий Васильевич
93. Зубарева, Людмила Петровна
94. Зубарева, Миля Сергеевна
95. Зубенко, Иван Ананьевич
96. Зубков, Борис Фёдорович
97. Зубков, Дмитрий Петрович
98. Зубков, Николай Галактионович
99. Зубов, Анатолий Михайлович
100. Зуев, Кузьма Феофанович
101. Зуева, Зинаида Васильевна
102. Зыкин, Павел Александрович
103. Зыков, Михаил Ефимович
104. Зырянов, Павел Иванович
105. Зырянова, Валентина Марковна
106. Зюзин, Иван Максимович
107. Зяблицев, Виктор Никифорович
108. Зяблов, Виктор Николаевич

## И
1. Ибрагимов, Али Измаилович
2. Ибрагимов, Исмаил Али оглы
3. Ибрагимов, Мирза Аждар оглы
4. Ибрагимова, Мукархон
5. Ибраев, Аубакир Ибраевич
6. Ибраимов, Султан Ибраимович
7. Ивакина, Нина Емельяновна
8. Иванаускиене, Стася Винцовна
9. Иваненко, Павел Сергеевич
10. Иванин, Валентин Петрович
11. Иваницкий, Николай Михайлович
12. Иванков, Фёдор Демьянович
13. Иванникова, Мария Сергеевна
14. Иванов, Алексей Иванович
15. Иванов, Альберт Петрович
16. Иванов, Альвин Васильевич
17. Иванов, Борис Алексеевич
18. Иванов, Борис Петрович
19. Иванов, Василий Васильевич
20. Иванов, Виктор Васильевич
21. Иванов, Вячеслав Анатольевич
22. Иванов, Михаил Георгиевич
23. Иванов, Михаил Иванович
24. Иванов, Михаил Ильич
25. Иванов, Николай Геннадьевич
26. Иванов, Николай Леонович
27. Иванов, Николай Максимович
28. Иванов, Николай Маркелович
29. Иванов, Семён Павлович
30. Иванов, Сергей Иванович
31. Иванов, Юрий Константинович
32. Иванов, Юрий Михайлович
33. Иванова, Антонина Анатольевна
34. Иванова, Валентина Борисовна
35. Иванова, Лидия Михайловна
36. Иванова, Лидия Михайловна
37. Иванова, Надежда Ивановна
38. Иванова, Нелли Васильевна
39. Иванова, Нина Дмитриевна
40. Ивановский, Евгений Филиппович
41. Ивашутин, Пётр Иванович
42. Игнатенков, Павел Кондратьевич
43. Игнатов, Михаил Романович
44. Игнатович, Михаил Иванович
45. Игнатьев, Александр Александрович
46. Иголкин, Сергей Яковлевич
47. Игошин, Анатолий Андреевич
48. Игуменов, Виктор Петрович
49. Изофатова, Евдокия Васильевна
50. Икомасов, Анатолий Константинович
51. Иксанов, Мустахим Белялович
52. Илларионова, Анна Ивановна
53. Илык, Николай Фомич
54. Ильин, Павел Иванович
55. Ильина, Вера Ивановна
56. Ильина, Мария Парамоновна
57. Ильина, Раиса Григорьевна
58. Ильичёв, Леонид Александрович
59. Ильичёв, Леонид Фёдорович
60. Ильницкий, Юрий Васильевич
61. Ильяшенко, Кирилл Фёдорович
62. Илюхин, Александр Меркулович
63. Илюхин, Николай Васильевич
64. Илюшин, Аркадий Яковлевич
65. Имашев, Саттар Нурмашевич
66. Имашева, Оразбибы
67. Имеков, Георгий Григорьевич
68. Имомбаева, Унсунжон
69. Имралиев, Сардар Мамед оглы
70. Инаури, Алексей Николаевич
71. Индурский, Семён Давыдович
72. Инзик, Иван Петрович
73. Иноземцев, Евгений Николаевич
74. Иноземцев, Николай Николаевич
75. Иовица, Валентин Дмитриевич
76. Иовчук, Михаил Трифонович
77. Исаев, Василий Павлович
78. Исаев, Василий Яковлевич
79. Исаев, Виктор Фёдорович
80. Исаев, Иван Александрович
81. Исаев, Николай Николаевич
82. Исакаева, Бакытжамал
83. Исакова, Мунаввар
84. Искандарова, Ханифа Сиражевна
85. Ислюков, Семён Матвеевич
86. Исмаилов, Абдурашид
87. Исмаилов, Вагид Аслан оглы
88. Исмаилова, Ильтифат Джумшуд кызы
89. Истомин, Борис Михайлович
90. Истру, Богдан Спиридонович
91. Ишков, Александр Акимович
92. Ишмаев, Афтах Гатиевич
93. Ишмаков, Марат Гильмутдинович
94. Иштубаев, Иван Иштубаевич
95. Ишчанов, Рахим
96. Ищенко, Александр Иванович

## К
1. Кабалоев, Билар Емазаевич
2. Кабанов, Павел Иванович
3. Кабишев, Борис Дмитриевич
4. Кабков, Яков Иванович
5. Кабышев, Нуриден
6. Кавтарадзе, Мариджан Константиновна
7. Кавун, Василий Михайлович
8. Кавченков, Виктор Демьянович
9. Кадагидзе, Григорий Ильич
10. Кадацкий, Леонид Фёдорович
11. Кадыров, Азиз Мавлянович
12. Каёшкин, Иван Игнатьевич
13. Казаков, Анатолий Андреевич
14. Казаков, Василий Иванович
15. Казаков, Гавриил Яковлевич
16. Казанец, Иван Павлович
17. Казанкин, Пётр Тимофеевич
18. Казанцев, Пётр Васильевич
19. Казанцев, Юрий Семёнович
20. Казаринов, Дмитрий Васильевич
21. Казиков, Борис Фёдорович
22. Казначеев, Виктор Алексеевич
23. Казнов, Фёдор Васильевич
24. Казьмин, Геннадий Петрович
25. Казьмин, Пётр Алексеевич
26. Кайк, Рупперт Рудольфович
27. Кайкан, Пётр Фёдорович
28. Кайрис, Ксаверас Костович
29. Калакин, Иван Дмитриевич
30. Калачёв, Иван Павлович
31. Калачик, Владимир Михайлович
32. Калашник, Михаил Харитонович
33. Калашников, Алексей Максимович
34. Калашников, Виктор Михайлович
35. Калашников, Иван Васильевич
36. Калашников, Михаил Иванович
37. Калашников, Михаил Филиппович
38. Каленков, Александр Григорьевич
39. Калинин, Аркадий Васильевич
40. Калинин, Валентин Тихонович
41. Калинин, Владимир Григорьевич
42. Калинин, Владимир Иванович[прояснить]
43. Калинин, Фёдор Егорович
44. Калиничев, Василий Петрович
45. Калинкин, Геннадий Сергеевич
46. Калмыков, Валерий Дмитриевич
47. Калмыков, Михаил Георгиевич
48. Калнберзин, Ян Эдуардович
49. Калугин, Андрей Семёнович
50. Калугин, Виктор Дмитриевич
51. Калугина, Мария Ивановна
52. Кальченко, Никифор Тимофеевич
53. Калюжный, Виктор Михайлович
54. Калюжный, Степан Андреевич
55. Камаев, Геронтий Леонтьевич
56. Камалиденов, Закаш Камалиденович
57. Камалов, Каллибек
58. Камалова, Айым
59. Каменев, Альберт Александрович
60. Каминина, Екатерина Ивановна
61. Канаев, Илья Наумович
62. Кандрашев, Юрий Гаврилович
63. Кандрёнков, Андрей Андреевич
64. Канев, Степан Александрович
65. Каниболотский, Семён Трофимович
66. Каниковский, Виктор Иванович
67. Капанов, Белгибай
68. Капитонов, Иван Васильевич
69. Капица, Андрей Петрович
70. Капличный, Вилен Николаевич
71. Капранов, Сергей Владимирович
72. Капто, Александр Семёнович
73. Капустникова, Татьяна Александровна
74. Капырин, Анатолий Иванович
75. Караваев, Георгий Аркадьевич
76. Караджаева, Айсолтан
77. Караев, Кара Абульфаз оглы
78. Каракай, Михаил Александрович
79. Караманов, Михаил Дементьевич
80. Карасёв, Александр Михайлович
81. Каратай, Климентий Михайлович
82. Карауш, Григорий Семёнович
83. Каргалев, Парфен Калинович
84. Карев, Николай Степанович
85. Карева, Лидия Борисовна
86. Каримов, Абдувахид Каримович
87. Каримов, Мустафа Сафич
88. Каримова, Максудахон
89. Карлов, Владимир Алексеевич
90. Карманова, Зоя Сергеевна
91. Карпов, Вадим Константинович
92. Карпов, Валентин Семёнович
93. Карпов, Василий Иванович
94. Карпов, Леонид Анатольевич
95. Карпов, Николай Григорьевич
96. Карпов, Сергей Тимофеевич
97. Карпова, Евдокия Фёдоровна
98. Карпова, Римма Сергеевна
99. Карпочев, Виктор Александрович
100. Карташёв, Василий Фёдорович
101. Карташёв, Павел Иванович
102. Карцев, Владимир Иванович
103. Касатонов, Владимир Афанасьевич
104. Каскабаев, Муса Сагидуакасович
105. Касьянов, Иван Алексеевич
106. Катаев, Евгений Фёдорович
107. Каташевич, Тамара Васильевна
108. Катков, Владимир Иванович
109. Катков, Николай Фролович
110. Каторжевский, Владимир Яковлевич
111. Катрич, Алексей Николаевич
112. Катунин, Николай Петрович
113. Катушев, Константин Фёдорович
114. Кахаров, Абдулахад Кахарович
115. Кац, Михаил Эммануилович
116. Качаловский, Евгений Викторович
117. Качарава, Анатолий Алексеевич
118. Качин, Дмитрий Иванович
119. Качура, Борис Васильевич
120. Кашаганов, Екейбай Кашаганович
121. Кашина, Нина Павловна
122. Кашкарев, Николай Григорьевич
123. Кашпурин, Пётр Александрович
124. Кашуба, Анна Степановна
125. Кашуба, Владимир Михайлович
126. Каюмов, Пулат
127. Каюмов, Турсун
128. Квирикашвили, Циала Иосифовна
129. Квятковский, Борис Антонович
130. Кебкал, Григорий Маркович
131. Кеделашвили, Омар Семёнович
132. Келарев, Юрий Иванович
133. Келдыш, Мстислав Всеволодович
134. Кемашвили, Вера Батуровна
135. Кенебаев, Урингали
136. Кенжебаев, Сагын
137. Керефова, Майя Камбулатовна
138. Керимов, Али Габиб оглы
139. Керимов, Гасан Рза оглы
140. Керимов, Тофик Алекпер оглы
141. Керимова, Сурая Аббаскулу кызы
142. Кесарева, Надежда Григорьевна
143. Кетебаев, Камалбай
144. Киевицкая, Капитолина Николаевна
145. Кикнадзе, Шалва Давидович
146. Кикова, Роза Абубекировна
147. Килижекова, Тамара Гавриловна
148. Кильдюшкин, Иван Алексеевич
149. Кимстач, Александр Карлович
150. Кинаров, Иван Павлович
151. Кипиани, Гиви Доментьевич
152. Киреев, Фёдор Дмитриевич
153. Киреева, Нина Ивановна
154. Кириенко, Альберт Павлович
155. Кирик, Иван Алексеевич
156. Кириленко, Андрей Павлович
157. Кириллин, Владимир Алексеевич
158. Кириллов-Угрюмов, Виктор Григорьевич
159. Кириченко, Евгения Антоновна
160. Кириченко, Николай Карпович
161. Кириенко, Валентин Иванович
162. Кирсанов, Михаил Иванович
163. Кирсанов, Николай Васильевич
164. Кирьяшкина, Зинаида Ивановна
165. Кирюшов, Виталий Владимирович
166. Киселёв, Иван Иванович
167. Киселёв, Константин Георгиевич
168. Киселёв, Николай Алексеевич
169. Киселёв, Николай Дмитриевич
170. Киселёв, Тихон Яковлевич
171. Киселёва, Людмила Евгеньевна
172. Киселёва, Таисия Михайловна
173. Кислицын, Аркадий Ефимович
174. Кислов, Владимир Григорьевич
175. Клаусон, Вальтер Иванович
176. Клеменчук, Алексей Петрович
177. Клепиков, Иван Фёдорович
178. Клепиков, Михаил Иванович
179. Клецков, Леонид Герасимович
180. Клецкин, Фёдор Михайлович
181. Клименко, Василий Константинович
182. Клименко, Виктор Алексеевич
183. Клименко, Григорий Прокофьевич
184. Клименко, Иван Ефимович
185. Клименков, Василий Яковлевич
186. Климентьева, Таисия Петровна
187. Климов, Александр Петрович
188. Клиндух, Фёдор Афанасьевич
189. Клинкова, Тамара Герасимовна
190. Клинтакова, Галина Дмитриевна
191. Клокова, Мария Васильевна
192. Клочков, Дмитрий Петрович
193. Клочков, Пётр Ефимович
194. Клыкова, Нина Александровна
195. Клычев, Аннамухаммед
196. Клюев, Анатолий Николаевич
197. Клюев, Виктор Владимирович
198. Клюев, Владимир Григорьевич
199. Клюев, Евгений Петрович
200. Клюненко, Андрей Степанович
201. Ключников, Виктор Васильевич
202. Клюшин, Роберт Иванович
203. Кнышевич, Пелагея Максимовна
204. Князев, Михаил Иванович
205. Князев, Филипп Кириллович
206. Кобахия, Валериан Османович
207. Кобизев, Владимир Николаевич
208. Кобылин, Геннадий Семёнович
209. Кобылинский, Людвиг Павлович
210. Кобыльчак, Михаил Митрофанович
211. Кобяков, Иван Григорьевич
212. Ковалёв, Владимир Васильевич
213. Ковалёв, Михаил Васильевич
214. Ковалёв, Михаил Фёдорович
215. Ковалёв, Николай Тимофеевич
216. Ковалёв, Николай Филиппович
217. Ковалёв, Сергей Иванович
218. Ковалёв, Сергей Никитич
219. Ковалёв, Сергей Фёдорович
220. Ковалёва, Александра Петровна
221. Ковалёва, Нина Ивановна
222. Ковалевский, Сергей Петрович
223. Коваленко, Александр Власович
224. Коваленко, Александра Андреевна
225. Коваленко, Александра Михайловна
226. Коваленко, Анатолий Семёнович
227. Коваленко, Геннадий Захарович
228. Коваленко, Иван Иванович
229. Коваленко, Иван Семёнович
230. Коваленко, Николай Игнатьевич
231. Коваль, Александр Матвеевич
232. Ковальков, Александр Васильевич
233. Ковальчук, Иван Абрамович
234. Ковальчук, Мария Ивановна
235. Ковальчук, Яков Егорович
236. Кованин, Николай Иванович
237. Кованов, Павел Васильевич
238. Ковтуненко, Николай Семёнович
239. Ковшик, Мария Егоровна
240. Кожанов, Алексей Сергеевич
241. Кожевин, Владимир Григорьевич
242. Кожевников, Вадим Михайлович
243. Кожевников, Евгений Фёдорович
244. Кожевникова, Александра Афанасьевна
245. Кожедуб, Иван Никитович
246. Кожухов, Михаил Сергеевич
247. Кожуховский, Степан Никитович
248. Козаченко, Василий Павлович
249. Козаченко, Владимир Ефимович
250. Козачина, Мария Даниловна
251. Козел, Анатолий Кондратьевич
252. Козенко, Михаил Георгиевич
253. Козлов, Андрей Петрович
254. Козлов, Василий Андреевич
255. Козлов, Василий Владимирович
256. Козлов, Виктор Иванович
257. Козлов, Илья Иванович
258. Козлов, Илья Михайлович
259. Козлов, Леонид Николаевич
260. Козлов, Михаил Михайлович
261. Козлов, Михаил Николаевич
262. Козлов, Николай Васильевич
263. Козлов, Николай Тимофеевич
264. Козлов, Пётр Алексеевич
265. Козлов, Сергей Васильевич
266. Козлов, Юрий Павлович
267. Козлова, Лидия Александровна
268. Козлова, Олимпиада Васильевна
269. Козлова, Татьяна Сергеевна
270. Козобродов, Алексей Фёдорович
271. Козорезова, Мария Владимировна
272. Козынко, Кондратий Михайлович
273. Козыренков, Иван Кузьмич
274. Козырь, Павел Пантелеевич
275. Кокарев, Александр Акимович
276. Кокин, Виктор Купреевич
277. Кокоша, Александр Павлович
278. Кокушкин, Владимир Иванович
279. Колбин, Геннадий Васильевич
280. Колдунов, Александр Иванович
281. Колебаев, Алексей Семёнович
282. Колесников, Александр Яковлевич
283. Колесников, Аркадий Георгиевич
284. Колесников, Валентин Павлович
285. Колесников, Владислав Григорьевич
286. Колесников, Иван Филиппович
287. Колесников, Лев Николаевич
288. Колесникова, Августа Ивановна
289. Колин, Павел Степанович
290. Колмогоров, Владимир Прокопьевич
291. Колоколов, Юрий Борисович
292. Колоколова, Мария Игнатьевна
293. Коломиец, Алексей Никифорович
294. Коломников, Валентин Петрович
295. Коломоец, Иван Евстафьевич
296. Колониченко, Алексей Фёдорович
297. Колосков, Валентин Михайлович
298. Колосков, Фёдор Филиппович
299. Колосова, Зинаида Васильевна
300. Колосок, Владимир Васильевич
301. Колотыркин, Яков Михайлович
302. Колпаков, Иван Васильевич
303. Колпакова, Ирина Александровна
304. Колчанов, Владимир Архипович
305. Колчанов, Евгений Александрович
306. Колчина, Ольга Павловна
307. Колыхалкина, Валентина Михайловна
308. Колышкин, Иван Прокопьевич
309. Комаров, Александр Васильевич
310. Комаров, Валерий Павлович
311. Комаров, Владимир Григорьевич
312. Комаров, Лев Николаевич
313. Комаров, Николай Алексеевич
314. Комаров, Пётр Лукич
315. Комарова, Валентина Ананьевна
316. Комарова, Домна Павловна
317. Комаровский, Александр Николаевич
318. Комелягина, Евгения Фёдоровна
319. Комиссаров, Александр Андреевич
320. Комяков, Юрий Александрович
321. Конарев, Михаил Устинович
322. Конарыгин, Василий Семёнович
323. Конашевич, Виктор Леонтьевич
324. Кондаков, Дмитрий Иванович
325. Кондратенко, Анатолий Борисович
326. Кондратенко, Валентина Степановна
327. Кондратенко, Раиса Петровна
328. Кондратик, Михаил Иванович
329. Кондратьев, Георгий Павлович
330. Кондратьев, Евгений Иванович
331. Кондратьев, Иван Сергеевич
332. Кондратьева, Зинаида Васильевна
333. Кондратюк, Владимир Григорьевич
334. Кондрашёв, Пётр Петрович
335. Кондрашов, Дмитрий Иванович
336. Конев, Иван Степанович
337. Коннов, Вениамин Фёдорович
338. Коноваленко, Михаил Никифорович
339. Коновалов, Владимир Иванович
340. Коновалов, Иван Михайлович
341. Коновалов, Николай Леонтьевич
342. Коновалов, Николай Семёнович
343. Коновалова, Галина Алексеевна
344. Коновалова, Людмила Васильевна
345. Кононов, Георгий Сергеевич
346. Кононова, Мария Степановна
347. Конопатов, Александр Дмитриевич
348. Коноплев, Борис Всеволодович
349. Коноплина, Анна Терентьевна
350. Конотоп, Василий Иванович
351. Конотопцев, Иван Александрович
352. Коночкин, Николай Михайлович
353. Константинов, Анатолий Устинович
354. Константинов, Лев Николаевич
355. Константинова, Любовь Степановна
356. Константинова, Тамара Григорьевна
357. Конуровский, Эдуард Петрович
358. Коняев, Николай Тимофеевич
359. Конякина, Любовь Сергеевна
360. Копейчик, Иван Иванович
361. Копелев, Владимир Ефимович
362. Копенкин, Александр Иванович
363. Копыл, Степан Иванович
364. Копылов, Виктор Николаевич
365. Копылова, Анна Захаровна
366. Копылова, Валентина Александровна
367. Копыциева, Вера Фёдоровна
368. Корж, Николай Афанасьевич
369. Корзунова, Надежда Николаевна
370. Коркин, Александр Гаврилович
371. Корнев, Константин Сергеевич
372. Корнеев, Михаил Васильевич
373. Корнеева, Лидия Николаевна
374. Корнейчук, Александр Евдокимович
375. Корнилов, Александр Григорьевич
376. Коробенин, Николай Павлович
377. Коробчак, Николай Иванович
378. Королёв, Владимир Андреевич
379. Королёв, Иван Георгиевич
380. Королёв, Иван Михайлович
381. Королёва, Капитолина Ивановна
382. Королевская, Ольга Васильевна
383. Корольков, Геннадий Давыдович
384. Короп, Анна Романовна
385. Коростелева, Инна Алексеевна
386. Коротеев, Михаил Егорович
387. Коротеев, Михаил Фёдорович
388. Коротков, Борис Фёдорович
389. Коротков, Иван Иванович
390. Коротков, Константин Константинович
391. Коротков, Пётр Иванович
392. Короткова, Екатерина Ивановна
393. Короткова, Зинаида Викторовна
394. Корочкова, Валентина Васильевна
395. Корпылёв, Анатолий Павлович
396. Кортовенкова, Валентина Георгиевна
397. Кортунов, Алексей Кириллович
398. Коршунов, Виктор Григорьевич
399. Коршунова, Зоя Павловна
400. Коршунова, Зоя Петровна
401. Корытков, Николай Гаврилович
402. Корягин, Евгений Иванович
403. Корякин, Александр Михайлович
404. Косенко, Савелий Иванович
405. Космынина, Анастасия Петровна
406. Косов, Иван Фёдорович
407. Косолапова, Раиса Ивановна
408. Косоплёткин, Роман Тимофеевич
409. Коспанов, Шапет Коспанович
410. Костандов, Леонид Аркадьевич
411. Костебелова, Валентина Павловна
412. Костенко, Анатолий Иванович
413. Костенко, Николай Иванович
414. Костин, Дмитрий Иванович
415. Костин, Михаил Николаевич
416. Костин, Николай Иванович
417. Косторниченко, Николай Иванович
418. Костоусов, Анатолий Иванович
419. Костров, Константин Константинович
420. Костромин, Виктор Сергеевич
421. Костромина, Александра Кузьминична
422. Кострыгин, Лев Григорьевич
423. Костылева, Пелагея Даниловна
424. Костылев, Пётр Петрович
425. Костырко, Анатолий Степанович
426. Костюков, Иван Иванович
427. Костюхин, Пётр Иванович
428. Косульников, Константин Николаевич
429. Косыгин, Алексей Николаевич
430. Кот, Леонид Иосифович
431. Котельников, Владимир Александрович
432. Котенко, Григорий Пантелеевич
433. Котёнок, Иван Прокофьевич
434. Котелевец, Александр Семёнович
435. Коткова, Фаина Васильевна
436. Котлярова, Антонина Васильевна
437. Котов, Василий Иванович
438. Котов, Николай Аверьянович
439. Котов, Фёдор Яковлевич
440. Котова, Любовь Петровна
441. Котова, Надежда Ивановна
442. Кохликян, Зефира Аршаковна
443. Кохонов, Филипп Лаврентьевич
444. Кочевых, Иван Павлович
445. Кочелаева, Мария Николаевна
446. Кочемасов, Вячеслав Иванович
447. Кочергин, Иван Васильевич
448. Кочетков, Анатолий Александрович
449. Кочетков, Николай Георгиевич
450. Кочетков, Юрий Владимирович
451. Кочетов, Андрей Алексеевич
452. Кочетов, Борис Васильевич
453. Кочетов, Всеволод Анисимович
454. Кочетова, Валентина Ивановна
455. Кочинян, Антон Ервандович
456. Кочкин, Георгий Васильевич
457. Кочмарёв, Василий Харлампович
458. Кочмарик, Изидор Андреевич
459. Кочнев, Фёдор Петрович
460. Кочубаев, Тойчи Тагаевич
461. Кочубеев, Афанасий Георгиевич
462. Кочубей, Антон Самойлович
463. Кошевой, Пётр Кириллович
464. Кошевский, Пётр Сидорович
465. Кошелев, Василий Алексеевич
466. Кошкин, Фёдор Фёдорович
467. Кравец, Константин Петрович
468. Кравцов, Борис Васильевич
469. Кравченко, Евгений Григорьевич
470. Кравченко, Иван Иванович
471. Кравченко, Николай Михайлович
472. Кравченко, Пётр Иванович
473. Кравченко, Юрий Александрович
474. Крапивкин, Николай Семёнович
475. Крапивный, Николай Николаевич
476. Красильников, Виталий Сергеевич
477. Красильников, Леонид Иванович
478. Красильников, Родион Макарович
479. Красникова, Иза Павловна
480. Краснобаев, Нил Иванович
481. Краснов, Фёдор Иванович
482. Краснова, Надежда Харитоновна
483. Красовский, Николай Николаевич
484. Крахмалёв, Михаил Константинович
485. Кременицкий, Виктор Александрович
486. Крестьянинов, Василий Иванович
487. Кретов, Николай Стефанович
488. Кривда, Федот Филиппович
489. Кривко, Алексей Григорьевич
490. Кривов, Николай Михайлович
491. Кривонос, Пётр Фёдорович
492. Криворотько, Таисия Дмитриевна
493. Кривченко, Юрий Сергеевич
494. Крикуненко, Владимир Александрович
495. Крипайтис, Валентин Александрович
496. Криулин, Глеб Александрович
497. Кришталевич, Ульяна Феоктистовна
498. Кронберг, Валентина Викторовна
499. Кронов, Юрий Александрович
500. Крохмаль, Владимир Трофимович
501. Круглова, Зинаида Михайловна
502. Крупеникова, Нина Петровна
503. Крупин, Виктор Михайлович
504. Крупин, Николай Николаевич
505. Крутько, Николай Фёдорович
506. Кручина, Николай Ефимович
507. Крылов, Алексей Иванович
508. Крылов, Николай Александрович
509. Крылов, Николай Иванович
510. Крымов, Михаил Иванович
511. Крысанов, Николай Фёдорович
512. Крышталь, Николай Терентьевич
513. Крюк, Владимир Андреевич
514. Крюков, Алексей Михайлович
515. Крюков, Василий Яковлевич
516. Куанова, Уранбасар Шахмановна
517. Кубанцев, Юрий Тимофеевич
518. Кубарев, Василий Николаевич
519. Кубашев, Сагидулла Кубашевич
520. Кубышкин, Алексей Ананьевич
521. Кувшинов, Михаил Иванович
522. Кудинов, Иван Павлович
523. Кудинова, Александра Дмитриевна
524. Кудинова, Мария Николаевна
525. Кудря, Анна Степановна
526. Кудрявцев, Александр Иванович
527. Кудрявцев, Лев Иванович
528. Кудрявцев, Николай Павлович
529. Кудрявцев, Пётр Павлович
530. Кудрявцева, Людмила Фёдоровна
531. Кудряшова, Нина Васильевна
532. Кузембаев, Мендыхан Темергалеевич
533. Кузенная, Светлана Александровна
534. Кузин, Александр Иванович
535. Кузин, Василий Фёдорович
536. Кузнецов, Борис Иванович[уточнить]
537. Кузнецов, Валентин Иванович
538. Кузнецов, Василий Васильевич
539. Кузнецов, Василий Дмитриевич
540. Кузнецов, Василий Михайлович
541. Кузнецов, Виталий Георгиевич
542. Кузнецов, Георгий Андреевич
543. Кузнецов, Иван Петрович
544. Кузнецов, Константин Иванович
545. Кузнецов, Леонид Иванович
546. Кузнецов, Михаил Лукич
547. Кузнецов, Николай Александрович
548. Кузнецов, Николай Дмитриевич
549. Кузнецов, Сергей Иванович
550. Кузнецов, Станислав Валерьевич
551. Кузнецова, Раиса Григорьевна
552. Кузьменко, Александра Георгиевна
553. Кузьменкова, Александра Анисимовна
554. Кузьмин, Александр Трифонович
555. Кузьмин, Виктор Петрович
556. Кузьмин, Евгений Андреевич
557. Кузьмин, Михаил Иванович
558. Кузьмин, Николай Николаевич
559. Кузьмина, Зинаида Васильевна
560. Кузьмина, Нина Васильевна[уточнить]
561. Кузьминский, Иван Антонович
562. Кузьмич, Мария Артёмовна
563. Кузякина, Раиса Потаповна
564. Кукин, Виталий Иванович
565. Кукин, Юрий Николаевич
566. Куклин, Александр Константинович
567. Куксенко, Виталий Павлович
568. Кукушкин, Александр Петрович
569. Кулагин, Георгий Андреевич
570. Кулаков, Николай Михайлович
571. Кулаков, Фёдор Давыдович
572. Кулатов, Турабай
573. Кулева, Прасковья Афанасьевна
574. Кулевский, Валентин Васильевич
575. Кулиджанов, Лев Александрович
576. Кулиев, Ильяс Бархудар оглы
577. Куликов, Виктор Георгиевич
578. Куликов, Юрий Васильевич
579. Куликов, Яков Павлович
580. Куликова, Галина Дмитриевна
581. Куликова, Екатерина Григорьевна
582. Куличев, Иван Андреевич
583. Куличенко, Леонид Сергеевич
584. Кулиш, Николай Ефимович
585. Кулматов, Кенеш
586. Кунаев, Динмухамед Ахмедович
587. Куняев, Александр Трофимович
588. Купрадзе, Виктор Дмитриевич
589. Купреев, Сергей Александрович
590. Купцов, Герман Иванович
591. Купчинская, Милентина Станиславовна
592. Кураленок, Фёдор Степанович
593. Курбанов, Тинамагомед Алиевич
594. Курбанов, Юлдаш Рахимович
595. Курбанова, Розия
596. Курганский, Тимофей Михайлович
597. Курило, Фёдор Леонтьевич
598. Куркоткин, Семён Константинович
599. Курманбеков, Жумабек
600. Куропятник, Дмитрий Алексеевич
601. Курочкин, Фёдор Игнатьевич
602. Курушин, Александр Александрович
603. Курцев, Николай Иванович
604. Курциня, Ливия Аугустовна
605. Кусаинов, Сакан Кусаинович
606. Кусенко, Ольга Яковлевна
607. Кусков, Елизар Ильич
608. Кустов, Василий Антонович
609. Кутакова, Серафима Николаевна
610. Кутасевич, Иван Дмитриевич
611. Кутахов, Павел Степанович
612. Кутовой, Григорий Андреевич
613. Кутовой, Николай Лукич
614. Кухарь, Иван Иванович
615. Куцевол, Василий Степанович
616. Куценко, Тамара Алексеевна
617. Кучеренко, Виктор Григорьевич
618. Кучеров, Станислав Фёдорович
619. Кучерявый, Валентин Николаевич
620. Кучкин, Сергей Андреевич
621. Кушеков, Унайбай Кушекович
622. Кушхов, Кишука Сагидович
623. Кыдрашев, Чёт Кыдрашевич
624. Кэбин, Иван Густавович

## Л
1. Лаборешных, Виктор Дмитриевич
2. Лаврентьев, Владимир Филиппович
3. Лаврентьев, Михаил Алексеевич
4. Лаврентьева, Александра Андреевна
5. Лаврентьева, Татьяна Михайловна
6. Лавриненко, Анна Лавреновна
7. Лавриненков, Владимир Дмитриевич
8. Лавров, Сергей Борисович
9. Лаврова, Клара Константиновна
10. Лавунов, Пётр Павлович
11. Лагир, Михаил Иванович
12. Лагода, Виктор Дмитриевич
13. Лагуткин, Николай Васильевич
14. Лазарев, Александр Лаврентьевич
15. Лазарев, Константин Дмитриевич
16. Лазарева, Валентина Антоновна
17. Лазарева, Тамара Андреевна
18. Лаздуп, Волдемар Петрович
19. Лазебный, Николай Семёнович
20. Лазинин, Геннадий Васильевич
21. Лакия, Нина Амбросьевна
22. Лакомова, Валентина Васильевна
23. Лалаян, Эгуш Гайковна
24. Лаперадзе, Алим Полиэктович
25. Лапин, Сергей Георгиевич
26. Лапкин, Анатолий Евгеньевич
27. Лаптев, Александр Никитович
28. Лаптюхова, Антонина Францевна
29. Лапутин, Александр Васильевич
30. Лапшова, Тамара Васильевна
31. Ларин, Артур Васильевич
32. Ларчик, Степан Кондратьевич
33. Латышева, Анисья Васильевна
34. Лаур, Вольдемар Хендрикович
35. Лашина, Галина Алексеевна
36. Лашкевич, Владимир Викторович
37. Лашкин, Иван Илларионович
38. Лащенко, Пётр Николаевич
39. Лебедев, Александр Васильевич
40. Лебедев, Александр Михайлович
41. Лебедев, Виктор Семёнович
42. Лебедев, Владимир Кириллович
43. Лебедев, Евгений Иванович
44. Лебедев, Константин Васильевич
45. Лебедев, Пётр Алексеевич
46. Лебедева, Анна Ивановна
47. Лебедева, Антонина Гавриловна
48. Лебедева, Валентина Степановна
49. Лебедева, Нина Алексеевна
50. Лебедева, Таисья Ивановна
51. Лебяжьев, Николай Георгиевич
52. Левадская, Сталина Арсентьевна
53. Левичева, Мария Серафимовна
54. Левкина, Клавдия Илларионовна
55. Левченко, Зинаида Яковлевна
56. Левченко, Степан Иванович
57. Леготин, Авинир Владимирович
58. Легуша, Михаил Яковлевич
59. Легчилин, Виталий Михайлович
60. Лежепеков, Василий Яковлевич
61. Леин, Вольдемар Петрович
62. Леина, Галина Васильевна
63. Лексин, Николай Сергеевич
64. Лемаев, Николай Васильевич
65. Лемехова, Нина Фёдоровна
66. Лемешев, Владимир Михайлович
67. Лемещук, Фёдор Фёдорович
68. Ленгвинас, Казимерас Казимерович
69. Ленков, Виктор Кузьмич
70. Ленцман, Леонид Николаевич
71. Леньков, Афанасий Яковлевич
72. Леоненков, Владимир Матвеевич
73. Леонов, Николай Ефимович
74. Леонов, Павел Артёмович
75. Леошкевич, Ирина Сергеевна
76. Лепёшкин, Павел Петрович
77. Лепёшкина, Анна Ивановна
78. Лесечко, Михаил Авксентьевич
79. Лесков, Василий Давыдович
80. Лескова, Галина Митрофановна
81. Лесников, Иван Михайлович
82. Лесун, Раиса Константиновна
83. Летковская, Таисия Борисовна
84. Лецкий, Павел Петрович
85. Лешке, Георгий Павлович
86. Лезин, Андрей Николаевич
87. Ливеров, Василий Иванович
88. Ливенцов, Василий Андреевич
89. Лигачев, Егор Кузьмич
90. Лидоренко, Николай Степанович
91. Лиеберг, Эндель Аугустович
92. Лиепиня, Эльга Эрнестовна
93. Лизичев, Алексей Дмитриевич
94. Лизякина, Раиса Фёдоровна
95. Лилик, Анна Иосифовна
96. Лилица, Пётр Иванович
97. Липартелиани, Александр Платонович
98. Липатов, Леонид Петрович
99. Липтуга, Иван Васильевич
100. Липченко, Людмила Александровна
101. Лисаченко, Андрей Дмитриевич
102. Лисицын, Николай Максимович
103. Лисовой, Тимофей Григорьевич
104. Лисунов, Виктор Иванович
105. Лисянская, Неонила Антоновна
106. Литвиненко, Адель Николаевна
107. Литвиненко, Александр Арсентьевич
108. Литвиненко, Вадим Иванович
109. Литвиненко, Владислав Борисович
110. Литвиненко, Галина Владимировна
111. Литвиненко, Галина Пантелеевна
112. Литвинов, Дмитрий Яковлевич
113. Литвинцев, Юрий Иванович
114. Литовцев, Дмитрий Иванович
115. Лиханов, Глеб Николаевич
116. Лихуша, Лидия Фёдоровна
117. Лицкевич, Татьяна Тихоновна
118. Лобазова, Мария Андреевна
119. Лобанов, Вячеслав Дмитриевич
120. Лобанов, Иван Петрович
121. Лобанов, Павел Павлович
122. Лобанова, Евдокия Ильинична
123. Лобанок, Владимир Елисеевич
124. Лобарев, Иван Филиппович
125. Лобин, Фёдор Трофимович
126. Лобов, Семён Михайлович
127. Лобода, Иван Иванович
128. Лобода, Яков Данилович
129. Логачёв, Анатолий Григорьевич
130. Логвиненко, Леонид Яковлевич
131. Логинов, Василий Андреевич
132. Логинов, Василий Самсонович
133. Логинов, Николай Фёдорович
134. Логунова, Валентина Владимировна
135. Лоенко, Мария Александровна
136. Ложкарёв, Александр Иванович
137. Ложников, Павел Александрович
138. Локтионова, Валентина Андреевна
139. Лолашвили, Отари Ильич
140. Ломакин, Виктор Павлович
141. Ломакин, Юрий Иванович
142. Ломако, Пётр Фадеевич
143. Ломов, Александр Васильевич
144. Ломоносов, Владимир Григорьевич
145. Лопаник, Галина Захаровна
146. Лосев, Александр Виссарионович
147. Лосев, Александр Григорьевич
148. Лосева, Людмила Петровна
149. Лосенков, Михаил Павлович
150. Лосик, Олег Александрович
151. Лоскутова, Галина Порфирьевна
152. Лось, Анна Александровна
153. Лотарев, Владимир Алексеевич
154. Лоцманова, Галина Павловна
155. Лощенков, Фёдор Иванович
156. Лубегина, Зоя Петровна
157. Лубенец, Григорий Кузьмич
158. Лугина, Мария Васильевна
159. Лукашевичюс, Витаутас-Пранцишкус Вацловович
160. Лукин, Николай Петрович
161. Лукичева, Любовь Алексеевна
162. Лукьяненко, Павел Пантелеймонович
163. Лукьяненок, Николай Викентьевич
164. Лукьянова, Зоя Павловна
165. Лукьянченко, Андрей Анисимович
166. Лупенко, Александра Николаевна
167. Лутак, Иван Кондратьевич
168. Луцев, Николай Иванович
169. Луцкин, Василий Константинович
170. Лучинский, Пётр Кириллович
171. Лучковский, Иван Николаевич
172. Лушников, Алексей Иванович
173. Лыкова, Лидия Павловна
174. Лысак, Александра Михайловна
175. Лысак, Прасковья Терентьевна
176. Лысакова, Роза Владимировна
177. Лысая, Галина Ивановна
178. Лысая, Ольга Васильевна
179. Лысенко, Анна Николаевна
180. Лысенко, Василий Васильевич
181. Лысенко, Вера Николаевна
182. Лысенко, Владимир Васильевич
183. Лысенко, Иван Петрович
184. Лысенко, Любовь Кирилловна
185. Лысенко, Татьяна Андреевна
186. Лыткина, Мария Алексеевна
187. Любченко, Любовь Андреевна
188. Люкомене, Ирена-Мариона Казимеро
189. Люлька, Архип Михайлович
190. Лютова, Таисия Ивановна
191. Лябога, Иван Ефимович
192. Лямцев, Илларион Емельянович
193. Лямшев, Леонид Михайлович
194. Ляпин, Владимир Алексеевич
195. Ляхов, Иван Андреевич
196. Ляхова, Мария Григорьевна
197. Ляшко, Александр Павлович
198. Ляшко, Вениамин Иванович
199. Лященко, Николай Григорьевич

## М
1. Мавзютов, Газис Загрукович
2. Магазин, Роберт Карлович
3. Магалашвили, Дурмишхан Дмитриевич
4. Магда, Лидия Александровна
5. Магомед-Алиев, Магомед
6. Магомедова, Саният Юсуповна
7. Магонов, Иван Афанасьевич
8. Мажаев, Фёдор Александрович
9. Мажара, Николай Константинович
10. Мазаева, Альбина Фёдоровна
11. Мазала, Анна Васильевна
12. Мазеркин, Юрий Парфеньевич
13. Мазунов, Иван Пантелеевич
14. Мазуренко, Иван Ильич
15. Мазуров, Кирилл Трофимович
16. Мазуровский, Павел Леонович
17. Майоров, Александр Михайлович
18. Майоров, Павел Михайлович
19. Майоров, Яков Михайлович
20. Майская, Александра Михайловна
21. Майстренко, Алексей Исаевич
22. Маканин, Александр Дмитриевич
23. Маканов, Орузбай
24. Макаренкова, Ольга Степановна
25. Макаров, Александр Максимович
26. Макаров, Александр Тимофеевич
27. Макаров, Геннадий Васильевич
28. Макарова, Антонина Николаевна
29. Макарова, Евдокия Тимофеевна
30. Макарьин, Василий Алексеевич
31. Макатова, Аманкул
32. Макеев, Валентин Николаевич
33. Макеев, Виктор Петрович
34. Макеев, Михаил Матвеевич
35. Макеев, Николай Иванович
36. Макеева, Полина Георгиевна
37. Макеенко, Евгений Петрович
38. Макеров, Иван Владимирович
39. Маков, Юрий Сергеевич
40. Максарёв, Юрий Евгеньевич
41. Максимов, Владислав Константинович
42. Максимов, Константин Александрович
43. Максимов, Леонид Леонидович
44. Максимов, Сергей Павлович
45. Максимова, Лариса Анатольевна
46. Максимова, Маргарита Ивановна
47. Макурин, Константин Петрович
48. Макухин, Алексей Наумович
49. Макушкина, Галина Владимировна
50. Малахов, Николай Алексеевич
51. Малахова, Зоя Александровна
52. Малеев, Георгий Васильевич
53. Малеев, Леонид Кузьмич
54. Малёвана, Галина Фёдоровна
55. Малиновский, Николай Филиппович
56. Малков, Леонид Михайлович
57. Малмейстер, Александр Кристапович
58. Малмыгин, Геннадий Иванович
59. Малов, Александр Николаевич
60. Малов, Владимир Фёдорович
61. Малов, Георгий Павлович
62. Малыгин, Евгений Иванович
63. Малышев, Иван Ефимович
64. Малышева, Антонина Викторовна
65. Мальбахов, Тимбора Кубатиевич
66. Мальков, Михаил Григорьевич
67. Мальцев, Виктор Фёдорович
68. Мальцев, Евдоким Егорович
69. Мальцев, Иван Алексеевич
70. Мальцев, Николай Семёнович
71. Мальцев, Терентий Семёнович
72. Мальченко, Андрей Степанович
73. Малютин, Тимофей Савастьянович
74. Малютина, Анна Васильевна
75. Малякшин, Пётр Артемьевич
76. Маляров, Иван Иванович
77. Мамаева, Дина Кузьмовна
78. Мамаиашвили, Николай Петрович
79. Мамателашвили, Владимир Георгиевич
80. Мамбеев, Сабур Абдурасулович
81. Мамед-заде, Рамиз Гусейн Кули оглы
82. Мамедов, Иса Али оглы
83. Мамедов, Сафарали Ибрагим оглы
84. Мамедова, Назани Ибрагим кызы
85. Мамонов, Митрофан Мамонович
86. Манаенков, Борис Фёдорович
87. Манасов, Калибек
88. Манвелян, Григорий Цатурович
89. Манджиев, Эрдни Чудитович
90. Мандыч, Иван Гаврилович
91. Манжина, Татьяна Константиновна
92. Манжула, Анатолий Александрович
93. Манойло, Фёдор Никитич
94. Маношина, Надежда Александровна
95. Манукян, Грим Князевич
96. Мануров, Рашид Нигматуллович
97. Манюшис, Иосиф Антонович
98. Манякин, Сергей Иосифович
99. Мараков, Григорий Николаевич
100. Маратканова, Матрёна Дмитриевна
101. Марахина, Мария Александровна
102. Маргелов, Василий Филиппович
103. Марзоев, Казбек Хадзмуссаевич
104. Марисов, Валерий Константинович
105. Маркевичене, Елена Цезаревна
106. Маркин, Владимир Дмитриевич
107. Марков, Аркадий Терентьевич
108. Марков, Владимир Иванович
109. Марков, Георгий Мокеевич
110. Марков, Николай Михайлович
111. Марных, Серафим Павлович
112. Маросин, Пётр Ильич
113. Мартиросян, Герасим Арамаисович
114. Мартыненко, Ираида Ивановна
115. Мартынов, Борис Павлович
116. Мартынов, Николай Васильевич
117. Марченко, Василий Давыдович
118. Марченко, Иван Степанович
119. Марченко, Надежда Ивановна
120. Марчук, Семён Павлович
121. Марчуков, Алексей Васильевич
122. Маршунина, Галина Григорьевна
123. Марынич, Марина Леонтьевна
124. Маряхин, Сергей Степанович
125. Масалов, Владимир Григорьевич
126. Масалыкин, Алексей Павлович
127. Масленников, Аркадий Фёдорович
128. Масленников, Николай Иванович
129. Масленников, Семён Андрианович
130. Масленникова, Людмила Михайловна
131. Маслов, Виктор Сергеевич
132. Маслов, Николай Григорьевич
133. Маслюк, Игнатий Михайлович
134. Масол, Виталий Андреевич
135. Матвеев, Алексей Матвеевич
136. Матвеев, Михаил Андреевич
137. Матвеев, Фёдор Никифорович
138. Матвеева, Валентина Егоровна
139. Матвеева, Лидия Ивановна
140. Матвеенко, Георгий Яковлевич
141. Матвеенко, Николай Афанасьевич
142. Маткаримов, Мадамин Маткаримович
143. Маткаримова, Кумрихон
144. Матовицкий, Валентин Иванович
145. Матулис, Юозас Юозович
146. Матчанов, Назар Маткаримович
147. Матюшевский, Константин Викентьевич
148. Мауленкулов, Сак Мауленкулович
149. Маханько, Валентина Павловна
150. Махатаев, Михаил Егорович
151. Махмудов, Насыр
152. Махмутов, Ирфан Савельевич
153. Махнёва, Раиса Ивановна
154. Махова, Елизавета Васильевна
155. Махонёк, Тимофей Андреевич
156. Махулов, Магомед Махулович
157. Мацегорова, Мария Петровна
158. Мацкевич, Владимир Владимирович
159. Мацкявичюс, Казимерас Юозович
160. Мацнев, Алексей Иванович
161. Мацнев, Фёдор Егорович
162. Мачалина, Юлия Ефимовна
163. Мачихо, Галина Михайловна
164. Машагатов, Василий Фомич
165. Машарппова, Нарджап
166. Машевский, Бронислав Станиславович
167. Машеров, Пётр Миронович
168. Машьянов, Николай Порфирьевич
169. Маяцкий, Пётр Иванович
170. Маяченкова, Екатерина Васильевна
171. Маячкин, Александр Николаевич
172. Мдивани, Константин Николаевич
173. Медведев, Андрей Владимирович
174. Медведев, Владимир Иванович
175. Медведкова, Валентина Сергеевна
176. Медетов, Джуримбай
177. Медзмариашвили, Нодари Акакиевич
178. Медников, Иван Семёнович
179. Медноногов, Вячеслав Александрович
180. Медунов, Сергей Фёдорович
181. Меженна, Галина Григорьевна
182. Межов, Василий Иванович
183. Мезенцев, Александр Дмитриевич
184. Меланьин, Пётр Михайлович
185. Мелехин, Алексей Дмитриевич
186. Мелешков, Сергей Алексеевич
187. Мелкумян, Гурген Аллахвердович
188. Мелымука, Юрий Николаевич
189. Мельков, Юрий Дмитриевич
190. Мельников, Александр Тихонович
191. Мельников, Виталий Васильевич
192. Мельников, Иван Венедиктович
193. Мельников, Леонид Георгиевич
194. Мельникова, Анна Николаевна
195. Мельникова, Анна Николаевна
196. Мельникова, Антонина Ивановна
197. Мельникова, Зоя Васильевна
198. Мельникова, Нина Дмитриевна
199. Мельницкий, Андрей Петрович
200. Мельниченко, Лидия Васильевна
201. Мельничук, Борис Семёнович
202. Мендуме, Михаил Клаевич
203. Меньшикова, Надежда Сергеевна
204. Мергасова, Александра Григорьевна
205. Меренищев, Николай Владимирович
206. Мерецков, Владимир Кириллович
207. Мержвинская, Анна Константиновна
208. Меркеева, Назкен
209. Меркулов, Георгий Алексеевич
210. Меркулов, Матвей Кузьмич
211. Меркулов, Павел Иванович
212. Меркушина, Зинаида Иванович
213. Месяц, Валентин Карпович
214. Метревели, Владимир Сергеевич
215. Метревели, Роин Викторович
216. Мехреньгин, Анатолий Фёдорович
217. Мехтиев, Мехти Зейналович
218. Мешков, Фёдор Степанович
219. Мещанин, Иван Гаврилович
220. Мещеряков, Николай Андреевич
221. Мжаванадзе, Василий Павлович
222. Мизяева, Антонина Сергеевна
223. Микаилова, Маня Иляс кызы
224. Микоян, Анастас Иванович
225. Микулич, Владимир Андреевич
226. Микулович, Иван Фёдорович
227. Микуть, Николай Михайлович
228. Миллионщиков, Михаил Дмитриевич
229. Милоградов, Лев Семёнович
230. Милонов, Герман Александрович
231. Мильмухаметов, Аухади Ахмодеевич
232. Миляев, Пётр Фёдорович
233. Минаев, Иван Григорьевич
234. Минаев, Николай Григорьевич
235. Мингазиев, Ибрагим Зарифуллович
236. Мингалев, Пантелеймон Дмитриевич
237. Минеева, Татьяна Кузьмовна
238. Минина, Антонина Фёдоровна
239. Мирзаахмедова, Азода
240. Мирзаев, Махмуд Мирзаевич
241. Мирзоева, Зарифа Самед кызы
242. Мироненко, Екатерина Трофимовна
243. Миронов, Анатолий Алексеевич
244. Миронов, Борис Александрович
245. Миронов, Василий Петрович
246. Миронов, Владимир Иванович
247. Миронов, Михаил Фёдорович
248. Миронов, Пётр Фёдорович
249. Миронов, Юрий Прокопьевич
250. Миронова, Людмила Ефимовна
251. Миронченкова, Зинаида Сергеевна
252. Мирошник, Владимир Данилович
253. Мирошников, Пётр Иванович
254. Мирошниченко, Раиса Абрамовна
255. Мисевич, София Александровна
256. Миславский, Олег Николаевич
257. Мистрюков, Евгений Николаевич
258. Митронов, Николай Романович
259. Митченков, Дмитрий Васильевич
260. Михайлевский, Павел Кириллович
261. Михайленко, Александр Петрович
262. Михайленко, Галина Васильевна
263. Михайленко, Надежда Васильевна
264. Михайлин, Владимир Васильевич
265. Михайлов, Анатолий Дмитриевич
266. Михайлов, Андрей Дмитриевич
267. Михайлов, Василий Михайлович
268. Михайлов, Владимир Васильевич[уточнить]
269. Михайлов, Герман Леонидович
270. Михайлов, Леонид Кириллович
271. Михайлов, Михаил Афанасьевич
272. Михайлова, Татьяна Степановна
273. Михаиловский, Александр Сергеевич
274. Михайловский, Антон Степанович
275. Михалева, Екатерина Гавриловна
276. Михалков, Сергей Владимирович
277. Михальчишина, Елена Феодосьевна
278. Михненко, Григорий Кириллович
279. Мицкевич, Владимир Фёдорович
280. Мицкевич, Леонилла Вячеславовна
281. Мишин, Василий Павлович
282. Мишкин, Анатолий Александрович
283. Мищенко, Виктор Тимофеевич
284. Мищенко, Раиса Александровна
285. Мовсесян, Сурен Амбарцумович
286. Могилевцев, Григорий Захарович
287. Могильникова, Лима Павловна
288. Могильницкий, Адам Иванович
289. Могильченко, Григорий Сергеевич
290. Модогоев, Андрей Урупхеевич
291. Мозговой, Василий Федотович
292. Мозговой, Иван Алексеевич
293. Моисеев, Алексей Ефимович
294. Моисеев, Николай Андреевич
295. Моисеенко, Мария Григорьевна
296. Мокренко, Роман Алексеевич
297. Мокряков, Анатолий Васильевич
298. Мокшин, Иван Васильевич
299. Молдасанов, Жолсеит
300. Молодченко, Николай Романович
301. Молоканова, Антонина Яковлевна
302. Молоков, Степан Меркурьевич
303. Молочко, Николай Петрович
304. Молчан, Надежда Фёдоровна
305. Молчанинов, Иван Ильич
306. Молчанова, Евгения Дмитриевна
307. Мольков, Николай Николаевич
308. Молькова, Галина Петровна
309. Момот, Степан Дмитриевич
310. Момотенко, Николай Петрович
311. Монахова, Александра Никитична
312. Монахова, Елизавета Петровна
313. Моргун, Фёдор Трофимович
314. Моргунов, Николай Николаевич
315. Мордовцев, Григорий Алексеевич
316. Мордюк, Александр Васильевич
317. Мордяшова, Надежда Алексеевна
318. Моркунас, Вацловас Антанович
319. Мороз, Иван Лукич
320. Мороз, Иван Михайлович
321. Морозов, Александр Николаевич
322. Морозов, Георгий Александрович
323. Морозов, Георгий Андреевич
324. Морозов, Евгений Владимирович[прояснить]
325. Морозов, Иван Павлович
326. Морозов, Константин Александрович[прояснить]
327. Морозов, Мирослав Александрович
328. Морозов, Михаил Тихонович
329. Морозов, Николай Ефимович
330. Морозов, Николай Петрович
331. Морозова, Анна Петровна
332. Морозова, Венера Дмитриевна
333. Морозова, Маргарита Алексеевна
334. Морозова, Мария Яковлевна
335. Морозова, Тамара Васильевна
336. Морозова, Тамара Степановна
337. Мосашвили, Теймураз Ильич
338. Москалёва, Олимпиада Степановна
339. Москаленко, Кирилл Семёнович
340. Москальков, Пётр Иванович
341. Москвин, Валентин Алексеевич
342. Мосолов, Михаил Герасимович
343. Мостовой, Павел Иванович
344. Мосягин, Анатолий Михайлович
345. Моторико, Михаил Георгиевич
346. Моторин, Владимир Петрович
347. Моторный, Николай Фомич
348. Мохова, Нина Ивановна
349. Мохунов, Георгий Александрович
350. Моцак, Григорий Иванович
351. Мочалин, Фёдор Иванович
352. Мочалов, Николай Михайлович
353. Мудрик, Сергей Никитович
354. Мужицкий, Александр Михайлович
355. Музруков, Борис Глебович
356. Музыка, Василий Афанасьевич
357. Музыченко, Андрей Игнатьевич
358. Мукашев, Саламат Мукашевич
359. Мукашева, Кайыр
360. Муконин, Николай Фёдорович
361. Муминов, Усман
362. Муравленко, Виктор Иванович
363. Муравчик, Борис Николаевич
364. Муравьёв, Геннадий Фёдорович
365. Муравьёв, Евгений Фёдорович
366. Муравьёв, Михаил Филиппович
367. Муравьёва, Валентина Павловна
368. Муравякин, Константин Иванович
369. Мурадов, Нуритдин Мурадович
370. Мурадян, Бадал Амаякович
371. Мурадян, Мурад Оганесович
372. Мураховский, Всеволод Серафимович
373. Мурачева, Мария Сергеевна
374. Мурашёв, Алексей Николаевич
375. Мурашкина, Галина Захаровна
376. Мурашов, Виктор Дмитриевич
377. Мурашова, Вера Дмитриевна
378. Мурлычев, Яков Михайлович
379. Муртазаев, Каюм
380. Муртазин, Абтрахим Муртазинович
381. Мусабеков, Джолдош
382. Мусаханов, Мирзамахмуд Мирзарахманович
383. Мусиенко, Иван Васильевич
384. Мусин, Рашид Мусинович
385. Мусин, Шайхислям Серикжанович
386. Муслимов, Вагид Ханмамедович
387. Мустаева, Хатира Гилемьяновна
388. Мусхелишвили, Николай Иванович
389. Мухамедханова, Фахрия Ишанбабаевна
390. Мухин, Алексей Алексеевич
391. Мухин, Николай Стефанович
392. Мухина, Евгения Павловна
393. Мухина, Мария Степановна
394. Мчедлишвили, Давид Васильевич
395. Мындряну, Степан Богослович
396. Мягкий, Михаил Алексеевич
397. Мякотина, Людмила Михайловна
398. Мялкин, Николай Иванович
399. Мясников, Валентин Евгеньевич
400. Мясников, Георг Васильевич

## Н
1. Набережнев, Фёдор Семёнович
2. Навасардянц, Георгий Адамович
3. Нагибин, Александр Фёдорович
4. Нагиев, Салман Агаш оглы
5. Нагиленко, Екатерина Семёновна
6. Нагимов, Гата Насырович
7. Нагина, Елизавета Васильевна
8. Нагорская, Тамара Ивановна
9. Надёжин, Виктор Иванович
10. Нажимов, Бердижан
11. Назаренко, Борис Дмитриевич
12. Назаренко, Владимир Павлович
13. Назаренко, Иван Дмитриевич
14. Назаров, Виктор Борисович
15. Назаров, Иван Степанович
16. Назаров, Николай Павлович
17. Назарова, Зинаида Фёдоровна
18. Назарова, Раиса Никифоровна
19. Назарок, Михаил Алексеевич
20. Назарчук, Пётр Данилович
21. Назиров, Гулам
22. Найдёнов, Иван Андреевич
23. Наливайкин, Григорий Антонович
24. Наливайко, Наталия Ивановна
25. Наместников, Борис Дмитриевич
26. Нани, Максим Георгиевич
27. Нанинец, Василий Иванович
28. Напханенко, Григорий Григорьевич
29. Наровчатов, Сергей Сергеевич
30. Насибов, Мурат
31. Насонова, Валентина Фёдоровна
32. Насриддинова, Ядгар Садыковна
33. Насрутдинов, Ильмутдин Насрутдинович
34. Науменко, Андрей Михайлович
35. Науменко, Иван Дмитриевич
36. Науменко, Юрий Андреевич
37. Наумов, Александр Григорьевич
38. Наумов, Александр Иванович
39. Наумов, Филипп Николаевич
40. Наумова, Прасковья Павловна
41. Начинкин, Николай Александрович
42. Неволин, Александр Соломонович
43. Неволин, Георгий Лукич
44. Неворотов, Григорий Александрович
45. Невский, Александр Николаевич
46. Недобывайло, Павел Акимович
47. Недодаева, Валентина Васильевна
48. Недомовная, Евгения Емельяновна
49. Недяк, Леонид Павлович
50. Нежевенко, Лилия Александровна
51. Неизвестный, Николай Александрович
52. Некрасов, Владислав Сергеевич
53. Некрасов, Геннадий Михайлович
54. Некрасова, Ульяна Андреевна
55. Немкова, Татьяна Ивановна
56. Немов, Александр Сергеевич
57. Неопиханов, Владимир Алексеевич
58. Непокупной, Николай Афанасьевич
59. Непорожний, Пётр Степанович
60. Несов, Вадим Константинович
61. Нестеренко, Галина Александровна
62. Нестеренко, Михаил Дмитриевич
63. Нестеренко, Раиса Константиновна
64. Нестеров, Яков Степанович
65. Неупокоев, Степан Михайлович
66. Неупокоева, Мария Ивановна
67. Нефёдов, Август Тимофеевич
68. Нефёдова, Евгения Евгеньевна
69. Нефёдова, Нина Григорьевна
70. Нефёдов, Алексей Иванович
71. Нефёдова, Евгения Фёдоровна
72. Нехорошкова, Антонина Степановна
73. Нечаев, Сергей Васильевич
74. Нечаева, Антонина Кузьминична
75. Нечаева, Лидия Ивановна
76. Нечаева, Ольга Николаевна
77. Нешин, Пётр Семёнович
78. Нешков, Хрисанф Павлович
79. Ниделько, Иван Максимович
80. Никеев, Дмитрий Ильич
81. Никитин, Геннадий Михайлович
82. Никитин, Дмитрий Алексеевич
83. Никитин, Евстафий Петрович
84. Никитин, Михаил Яковлевич
85. Никитин, Николай Васильевич
86. Никитина, Ангелина Георгиевна
87. Никитина, Лидия Михайловна
88. Никитченко, Александр Михайлович
89. Никитюк, Олег Сергеевич
90. Никифорова, Валентина Игнатьевна
91. Никифорова, Зинаида Никитична
92. Николаев, Александр Васильевич
93. Николаев, Алексей Александрович
94. Николаев, Андриян Григорьевич
95. Николаев, Георгий Александрович
96. Николаев, Николай Фёдорович
97. Николаев, Ростислав Васильевич
98. Николаева, Галина Степановна
99. Николаева, Лариса Александровна
100. Николаева, Татьяна Николаевна
101. Николаева-Терешкова, Валентина Владимировна
102. Никольский, Николай Парфирьевич
103. Никонов, Алексей Михайлович
104. Никонов, Виктор Петрович
105. Никонов, Иван Казьмич
106. Никулин, Анатолий Александрович
107. Никулин, Анатолий Родионович
108. Никулищев, Владимир Михайлович
109. Никулкин, Яков Прокопьевич
110. Ниязбеков, Сабир Билялович
111. Новаковец, Степан Денисович
112. Новиков, Владимир Николаевич
113. Новиков, Георгий Григорьевич
114. Новиков, Игнатий Трофимович
115. Новиков, Иван Васильевич
116. Новиков, Константин Александрович
117. Новиков, Михаил Павлович
118. Новиков, Николай Андреевич
119. Новиков, Нил Дмитриевич
120. Новиков, Юрий Фёдорович
121. Новицкая, Мария Ивановна
122. Новицкий, Борис Анатольевич
123. Новожилов, Генрих Васильевич
124. Новожилов, Юрий Петрович
125. Новокшенов, Виктор Фёдорович
126. Новосёлов, Владимир Павлович
127. Новосёлов, Ефим Степанович
128. Новосельцева, Нинель Александровна
129. Новосёлова, Мария Семёновна
130. Новоточин, Николай Васильевич
131. Новрузов, Севиндик Ахмед оглы
132. Ногайбаева, Бисара
133. Ноговицин, Александр Михайлович
134. Ногтенко, Владимир Константинович
135. Нозадзе, Демири Александрович
136. Норицин, Владимир Фёдорович
137. Норка, Ефим Алексеевич
138. Носиловский, Антон Брониславович
139. Носков, Пётр Кондратьевич
140. Носов, Николай Фёдорович
141. Носырев, Даниил Павлович
142. Ночёвкин, Анатолий Петрович
143. Нугманов, Камиль
144. Нуриев, Зия Нуриевич
145. Нурмаганов, Сатан
146. Нурмедова, Сапар
147. Нутт, Вайке Пээтеровна
148. Нымм, Калев Михкелевич

## О
1. Обатуров, Геннадий Иванович
2. Оберемок, Тамара Николаевна
3. Обидин, Илья Иванович
4. Оболадзе, Грузо Иванович
5. Оболонков, Николай Харитонович
6. Образцов, Иван Филиппович
7. Овсяник, Николай Петрович
8. Овсянников, Александр Иванович
9. Овсянников, Иван Васильевич
10. Овсянников, Николай Михайлович
11. Овтов, Александр Григорьевич
12. Овчар, Евгений Лукьянович
13. Овчаренко, Иван Максимович
14. Овчаренко, Фёдор Данилович
15. Овчинников, Василий Иванович
16. Овчинников, Геннадий Елизарович
17. Овчинников, Илья Григорьевич
18. Овчинникова, Александра Яковлевна
19. Овчинникова, Нина Алексеевна
20. Оганесян, Маргар Петросович
21. Оганян, Сурен Хоренович
22. Огарков, Владимир Иванович
23. Огарков, Николай Васильевич
24. Огарок, Валентин Иванович
25. Огий, Пётр Емельянович
26. Огнев, Арефий Иванович
27. Огонь-Догоновский, Юрий Николаевич
28. Огороднов, Евгений Андреевич
29. Огурцов, Николай Алексеевич
30. Одилов, Ахмаджан
31. Одинцов, Владимир Евгеньевич
32. Одинцов, Емельян Семёнович
33. Одинцов, Михаил Петрович
34. Ожегова, Анастасия Васильевна
35. Оздоев, Курейш Измаилович
36. Озерова, Манефа Ивановна
37. Озерова, Нина Ивановна
38. Окороков, Юрий Павлович
39. Окунев, Василий Васильевич
40. Окунев, Исаак Фёдорович
41. Окушко, Борис Иванович
42. Олексич, Мария Фёдоровна
43. Олефиренко, Надежда Фёдоровна
44. Олещенко, Иван Артёмович
45. Олисова, Галина Александровна
46. Олифиров, Фёдор Акимович
47. Омельченко, Василий Иванович
48. Омельянчук, Степан Петрович
49. Омесов, Андрей Алексеевич
50. Опарин, Николай Александрович
51. Опарина, Галина Алексеевна
52. Опацкий, Василий Демьянович
53. Опланчук, Владимир Яковлевич
54. Орагвелидзе, Михаил Филиппович
55. Оразмухамедов, Ораз Назарович
56. Органов, Николай Николаевич
57. Орда, Татьяна Григорьевна
58. Орёл, Иван Зиновьевич
59. Орлов, Артём Александрович
60. Орлов, Владимир Павлович
61. Орлов, Владимир Сергеевич
62. Орлов, Георгий Михайлович[уточнить]
63. Орлов, Михаил Алексеевич
64. Орлов, Михаил Анатольевич
65. Орлов, Михаил Дмитриевич
66. Орлов, Мстислав Александрович
67. Орлов, Олег Николаевич
68. Осадзе, Карона Теодович
69. Осадчий, Яков Павлович
70. Осетров, Тимофей Николаевич
71. Осипенко, Павел Ефимович
72. Осипова, Зинаида Георгиевна
73. Осипчик, Борис Александрович
74. Осмаев, Ахмед Чадаевич
75. Осташева, Мария Ивановна
76. Острожинский, Валентин Евгеньевич
77. Откаленко, Константин Афанасьевич
78. Отс, Фернанда Хейнриховна
79. Охапкин, Сергей Платонович
80. Охрименко, Евгений Михайлович
81. Ошмарина, Таисия Афанасьевна

## П
1. Павельев, Николай Васильевич
2. Павлов, Александр Семёнович
3. Павлов, Владимир Гаврилович
4. Павлов, Владимир Яковлевич
5. Павлов, Георгий Сергеевич
6. Павлов, Григорий Петрович
7. Павлов, Дмитрий Васильевич
8. Павлов, Иван Фёдорович
9. Павлов, Пётр Иванович
10. Павлов, Сергей Павлович
11. Павлова, Татьяна Григорьевна
12. Павловский, Анатолий Иванович
13. Павловский, Иван Григорьевич
14. Павловский, Иван Григорьевич
15. Павлюкевич, Галина Антоновна
16. Павлюкова, Екатерина Кузьминична
17. Пакультинене, Стасе Ионовна
18. Палажченко, Леонид Иванович
19. Палванов, Хапиз
20. Палевич, Афанасий Георгиевич
21. Палий, Иван Ананьевич
22. Панеев, Николай Кириллович
23. Панин, Виктор Иванович
24. Панин, Фёдор Иванович
25. Паничева, Екатерина Михайловна
26. Панков, Сергей Алексеевич
27. Панкова, Александра Александровна
28. Панкратов, Юрий Александрович
29. Панкратова, Сара Ивановна
30. Панов, Николай Николаевич
31. Панфёров, Виктор Николаевич
32. Панцхава, Рамаз Давидович
33. Панченко, Владимир Михайлович
34. Панченко, Степан Иванович
35. Панченко, Эмилия Андреевна
36. Панчук, Нина Терентьевна
37. Панюшкин, Александр Семёнович
38. Папугина, Валентина Михайловна
39. Папутин, Виктор Семёнович
40. Парамонова, Татьяна Владимировна
41. Паращенко, Нина Сидоровна
42. Пароятников, Дмитрий Тарасович
43. Парпиева, Саодат
44. Парфёнов, Евгений Ерофеевич
45. Пархоменко, Зоя Михайловна
46. Пархоменко, Пётр Яковлевич
47. Паршиков, Алексей Михайлович
48. Паскарь, Пётр Андреевич
49. Пастух, Владимир Иванович
50. Пастухов, Борис Николаевич
51. Пастухов, Виктор Александрович
52. Патиашвили, Джумбер Ильич
53. Патоличев, Николай Семёнович
54. Патон, Борис Евгеньевич
55. Патрина, Екатерина Афанасьевна
56. Паузин, Николай Иванович
57. Пахаренко, Александр Григорьевич
58. Пахомов, Александр Афанасьевич
59. Пашков, Валентин Иванович
60. Пашков, Семён Иванович
61. Пашковский, Евгений Михайлович
62. Пашов, Михаил Васильевич
63. Пащенко, Николай Евгеньевич
64. Пащенко, Татьяна Павловна
65. Пегов, Николай Михайлович
66. Пелевин, Лев Алексеевич
67. Пеллер, Владимир Израилевич
68. Пельше, Арвид Янович
69. Пенаки, Зиновий Фёдорович
70. Переверзев, Алексей Антонович
71. Переверзева, Валентина Андреевна
72. Перегудова, Валентина Александровна
73. Перенижко, Нина Ивановна
74. Пертель, Аксель Гугович
75. Песков, Николай Денисович
76. Пестов, Василий Серафимович
77. Пестова, Надежда Михайловна
78. Песчанский, Василий Сергеевич
79. Петоченко, Станислав Тимофеевич
80. Петраков, Алексей Васильевич
81. Петраш, Николай Евгеньевич
82. Петрашко, Антонина Григорьевна
83. Петренко, Павел Максимович
84. Петров, Борис Владимирович
85. Петров, Борис Михайлович
86. Петров, Василий Иванович
87. Петров, Владимир Николаевич
88. Петров, Владимир Палладиевич
89. Петров, Иван Иванович
90. Петров, Иван Михайлович
91. Петров, Иван Фёдорович
92. Петров, Леонид Валентинович
93. Петров, Фёдор Николаевич
94. Петров, Юрий Сергеевич
95. Петрова, Александра Ивановна
96. Петрова, Евдокия Васильевна
97. Петрова, Калерия Николаевна
98. Петрова, Клавдия Васильевна
99. Петрова, Любовь Андреевна
100. Петрова, Юлия Ивановна
101. Петровичев, Николай Александрович
102. Петровский, Борис Васильевич
103. Петросян, Семён Петросович
104. Петросян, Фрунзе Амаякович
105. Петрук, Андрей Дмитриевич
106. Петрук, Михаил Фёдорович
107. Петухов, Анатолий Фёдорович
108. Петухов, Борис Фёдорович
109. Петухов, Константин Дмитриевич
110. Петухов, Николай Васильевич
111. Печерский, Павел Степанович
112. Пивоваров, Анатолий Васильевич
113. Пивоваров, Николай Буинович
114. Пивоваров, Николай Дмитриевич
115. Пигалев, Пётр Филиппович
116. Пикулина, Роза Васильевна
117. Пилотович, Станислав Антонович
118. Пильтяй, Мария Захаровна
119. Пильцов, Александр Михайлович
120. Пилюгин, Николай Алексеевич
121. Пилюто, Владислав Сергеевич
122. Пилярский, Георгий Марьянович
123. Пименов, Николай Терентьевич
124. Пименов, Пётр Тимофеевич
125. Пинаева, Екатерина Сергеевна
126. Пинти, Пётр Георгиевич
127. Пиранишвили, Валериан Алексеевич
128. Пирогов, Евгений Андреевич
129. Пирожков, Владимир Петрович
130. Писарев, Илья Дмитриевич
131. Писляк, Иван Павлович
132. Питулов, Афанасий Зиновьевич
133. Пихтелева, Мария Михеевна
134. Пичужкин, Михаил Сергеевич
135. Плаксина, Раиса Николаевна
136. Пландин, Павел Иванович
137. Платов, Виктор Григорьевич
138. Платошечкин, Дмитрий Андреевич
139. Плахотин, Владимир Сергеевич
140. Плевако, Анастасия Григорьевна
141. Плетнева, Валентина Николаевна
142. Плеханов, Александр Николаевич
143. Плёплис, Альбинас Ионович
144. Плотников, Григорий Павлович
145. Плюйко, Андрей Поликарпович
146. Плюснин, Анатолий Николаевич
147. Плютинский, Владимир Антонович
148. Побегайло, Михаил Сергеевич
149. Поберей, Мария Тихоновна
150. Поверий, Надежда Николаевна
151. Поведа, Галина Антоновна
152. Погорелая, Анна Степановна
153. Погорелец, Иван Ефимович
154. Погребной, Андрей Иванович
155. Погребняк, Пётр Леонтиевич
156. Погребняк, Яков Петрович
157. Подгаев, Григорий Ефимович
158. Подгайный, Иван Петрович
159. Подгорный, Николай Викторович
160. Поддубная, Валентина Петровна
161. Поддубная, Нина Ивановна
162. Подельщиков, Григорий Васильевич
163. Подляцкий, Григорий Яковлевич
164. Подмосковный, Владимир Степанович
165. Подолян, Павел Иванович
166. Подрез, Владимир Иосифович
167. Подшивалов, Владимир Иванович
168. Подъяблонский, Виктор Ильич
169. Пожидаев, Евгений Андреевич
170. Поздеев, Василий Иванович
171. Позднякова, Альбина Васильевна
172. Позднякова, Анна Ивановна
173. Познихиренко, Фёдор Никитович
174. Покаржевский, Борис Васильевич
175. Покровская, Галина Петровна
176. Покрышкин, Александр Иванович
177. Полежаев, Василий Дементьевич
178. Полежаев, Иван Петрович
179. Полетаева, Клавдия Филаретовна
180. Полешко, Михаил Николаевич
181. Полещук, Мария Дмитриевна
182. Поливанов, Фёдор Иванович
183. Политкина, Александра Ивановна
184. Политун, Евдокия Григорьевна
185. Полицеймако, Павел Иванович
186. Полнов, Георгий Фёдорович
187. Полозов, Николай Никифорович
188. Полтава, Владимир Иванович
189. Полудень, Николай Петрович
190. Полушина, Лидия Павловна
191. Полыгалова, Маргарита Ивановна
192. Полынкин, Алексей Павлович
193. Полюшко, Иван Павлович
194. Полющенков, Григорий Григорьевич
195. Поляков, Алексей Иванович
196. Поляков, Виктор Николаевич
197. Поляков, Владимир Васильевич
198. Поляков, Иван Евтеевич
199. Поляков, Николай Прокофьевич
200. Поляков, Фёдор Тихонович
201. Полякова, Лидия Ивановна
202. Полякова, Тамара Васильевна
203. Полянский, Дмитрий Степанович
204. Понин, Виктор Михайлович
205. Понкратова, Анна Тихоновна
206. Пономарёв, Александр Васильевич
207. Пономарёв, Борис Николаевич
208. Пономарёв, Михаил Александрович
209. Пономарёв, Николай Александрович
210. Пономарёв, Николай Васильевич
211. Пономарёв, Николай Николаевич
212. Попкова, Людмила Васильевна
213. Поплаухин, Александр Семёнович
214. Поплевкин, Трофим Трофимович
215. Попов, Александр Александрович
216. Попов, Александр Михайлович
217. Попов, Александр Михайлович
218. Попов, Алексей Васильевич
219. Попов, Анатолий Дмитриевич
220. Попов, Борис Вениаминович
221. Попов, Василий Григорьевич
222. Попов, Василий Семёнович
223. Попов, Владимир Егорович
224. Попов, Владимир Иванович
225. Попов, Владимир Михайлович
226. Попов, Владимир Степанович
227. Попов, Григорий Фёдорович
228. Попов, Константин Степанович
229. Попов, Леонард Александрович
230. Попов, Николай Петрович
231. Попов, Николай Петрович
232. Попов, Сергей Васильевич
233. Попова, Мария Георгиевна
234. Попова, Нина Васильевна
235. Поправка, Василий Матвеевич
236. Попунова, Тамара Дмитриевна
237. Попцова, Анна Алексеевна
238. Порк, Август Петрович
239. Порскова, Евдокия Васильевна
240. Портных, Борис Владимирович
241. Поселенникова, Варвара Ивановна
242. Посибеев, Григорий Андреевич
243. Посмитный, Макар Анисимович
244. Посохин, Михаил Васильевич
245. Поспеев, Виктор Владимирович
246. Поспелов, Пётр Николаевич
247. Постников, Василий Дмитриевич
248. Постнов, Михаил Иванович
249. Постовалов, Сергей Осипович
250. Посыльный, Иван Дмитриевич
251. Потанин, Иван Григорьевич
252. Потапов, Иван Иванович
253. Потапов, Иван Константинович
254. Потапова, Валентина Васильевна
255. Потемина, Галина Тимофеевна
256. Потёмкина, Антонина Ивановна
257. Потуроев, Иван Андреевич
258. Починок, Макар Иванович
259. Почупайло, Яков Гурьевич
260. Пошнагова, Елизавета Васильевна
261. Правенький, Николай Яковлевич
262. Пранц, Владимир Августович
263. Пржеорский, Иван Брониславович
264. Придаченко, Дмитрий Кузьмич
265. Придорогин, Вячеслав Анатольевич
266. Приезжев, Николай Семёнович
267. Приклонский, Виктор Васильевич
268. Примак, Степан Максимович
269. Притыцкий, Сергей Осипович
270. Приходько, Иван Митрофанович
271. Провоторов, Виталий Петрович
272. Продай-Вода, Константин Матвеевич
273. Продан, Анна Семёновна
274. Продан, Светлана Александровна
275. Прокконен, Павел Степанович
276. Прокопенко, Анатолий Филиппович
277. Прокопец, Анатолий Дмитриевич
278. Прокопов, Григорий Нефёдович
279. Прокофьев, Михаил Алексеевич
280. Промыслов, Владимир Фёдорович
281. Пронин, Фёдор Константинович
282. Пронкин, Владимир Ильич
283. Проскурин, Егор Павлович
284. Просянкин, Григорий Лазаревич
285. Протозанов, Александр Константинович
286. Прохоров, Василий Ильич
287. Прохоров, Василий Петрович
288. Прохорова, Валентина Васильевна
289. Проценко, Владимир Михайлович
290. Проценко, Дина Иосифовна
291. Проценко, Мария Ивановна
292. Проценко, Юлия Павловна
293. Прудков, Александр Петрович
294. Прудников, Владимир Антонович
295. Прусс, Леонид Васильевич
296. Прядкина, Любовь Николаевна
297. Псурцев, Николай Демьянович
298. Пташник, Фёдор Иванович
299. Птицын, Владимир Николаевич
300. Птущенко, Владимир Александрович
301. Пудиков, Георгий Фёдорович
302. Пузанов, Александр Михайлович
303. Пузанов, Василий Михайлович
304. Пулатов, Эргаш Пулатович
305. Пуляевская, Галина Александровна
306. Пуртов, Михаил Николаевич
307. Пустовит, Павел Григорьевич
308. Путане, Виргиния Адамовна
309. Путивцев, Владимир Игнатьевич
310. Путра, Николай Максимович
311. Путря, Александр Архипович
312. Пухова, Зоя Павловна
313. Пушкарёв, Алексей Алексеевич
314. Пушкарский, Иван Семёнович
315. Пушкина, Зинаида Павловна
316. Пшеничный, Александр Андреевич
317. Пшеничный, Михаил Исакович
318. Пшеничный, Яков Герасимович
319. Пылаев, Александр Фёдорович
320. Пылаев, Анатолий Анатольевич
321. Пысин, Василий Павлович
322. Пыхтин, Владислав Иванович
323. Пьянков, Генрих Вячеславович
324. Пьянков, Евгений Александрович
325. Пьянков, Ян Степанович
326. Пятов, Владилен Михайлович

## Р
1. Радзиевский, Алексей Иванович
2. Радченко, Иван Александрович
3. Радченко, Иван Андреевич
4. Раздобудько, Алексей Иванович
5. Разеева, Екатерина Ивановна
6. Разин, Александр Фролович
7. Разумов, Геннадий Иванович
8. Раков, Анатолий Николаевич
9. Ралько, Владимир Антонович
10. Рамазанов, Мнайдар Рамазанович
11. Рапога, Татьяна Никифоровна
12. Распопов, Александр Павлович
13. Расулов, Джабар Расулович
14. Расулов, Салих Рашидович
15. Рахимов, Бекташ Рахимович
16. Рахимов, Ойкен
17. Рахимов, Сапарбай
18. Рахманин, Олег Борисович
19. Рахманов, Исаметдин
20. Рахманов, Норкул
21. Рахманов, Талгат Лутфуллович
22. Рахманов, Юрий Иванович
23. Рашидов, Шараф Рашидович
24. Ребров, Евгений Андреевич
25. Ревкин, Михаил Васильевич
26. Резвая, Нина Алексеевна
27. Резник, Василий Васильевич
28. Резниченко, Валентин Фёдорович
29. Резниченко, Виктор Александрович
30. Резниченко, Лидия Викторовна
31. Резчиков, Владимир Васильевич
32. Ремесленников, Анатолий Константинович
33. Репников, Юрий Иванович
34. Репринцев, Василий Михайлович
35. Репчанская, Инна Николаевна
36. Реус, Степан Никифорович
37. Риваре, Моника Альбертовна
38. Ровнин, Лев Иванович
39. Рогачёв, Даниил Григорьевич
40. Рогачёв, Иван Иосифович
41. Рогачёва, Александра Ивановна
42. Рогачёва, Татьяна Прокопьевна
43. Рогачёв, Юрий Михайлович
44. Рогинец, Михаил Георгиевич
45. Рогов, Борис Иванович
46. Рогозин, Владимир Ильич
47. Рогутько, Павел Александрович
48. Роденко, Виктор Антонович
49. Родин, Николай Алексеевич
50. Родина, Антонина Фёдоровна
51. Родионов, Алексей Алексеевич
52. Родионов, Борис Алексеевич
53. Родионов, Николай Николаевич
54. Родионов, Пётр Александрович
55. Родионова, Анна Александровна
56. Рожков, Владимир Константинович
57. Розе, Яков Янович
58. Розенко, Пётр Акимович
59. Розефелд, Август Петрович
60. Рой, Клара Ивановна
61. Ролина, Надежда Ивановна
62. Романенко, Екатерина Петровна
63. Романенко, Николай Иванович
64. Романов, Алексей Владимирович
65. Романов, Анатолий Сергеевич
66. Романов, Виктор Иванович
67. Романов, Григорий Васильевич
68. Романов, Николай Николаевич
69. Романов, Павел Константинович
70. Романова, Анна Кирилловна
71. Романова, Зоя Леонидовна
72. Романцов, Анатолий Владимирович
73. Романченко, Николай Георгиевич
74. Романчук, Анна Михайловна
75. Ромащенко, Павел Николаевич
76. Ророка, Надежда Григорьевна
77. Росовский, Алексей Андреевич
78. Рощина, Нина Ивановна
79. Рубан, Николай Степанович
80. Рубен, Виталий Петрович
81. Рубис, Пётр Ефимович
82. Рубитель, Екатерина Захаровна
83. Рублёва, Галина Сергеевна
84. Рубэн, Юрий Янович
85. Рудавин, Николай Викторович
86. Руденко, Василий Стефанович
87. Руденко, Роман Андреевич
88. Руденко, Сергей Игнатьевич
89. Руденко, Яков Кузьмич
90. Руднев, Иван Семёнович
91. Руднев, Константин Николаевич
92. Румынин, Иван Матвеевич
93. Румянцев, Александр Иванович
94. Румянцев, Алексей Матвеевич
95. Румянцев, Алексей Фёдорович
96. Румянцев, Борис Павлович
97. Румянцева, Зинаида Гавриловна
98. Рунов, Роман Владимирович
99. Русаков, Владимир Иванович
100. Русаков, Константин Викторович
101. Русанов, Николай Петрович
102. Русин, Василий Павлович
103. Русин, Фёдор Григорьевич
104. Русина, Нина Александровна
105. Русинова, Евгения Петровна
106. Рухадзе, Люся Владимировна
107. Ручкин, Владимир Иванович
108. Рыбак, Виктор Фёдорович
109. Рыбаков, Гурий Иванович
110. Рыбакова, Альбина Семёновна
111. Рыбакова, Валентина Алексеевна
112. Рыбалко, Мария Ивановна
113. Рыбкин, Фёдор Семёнович
114. Рыжак, Александр Никонович
115. Рыжак, Владимир Захарович
116. Рыженков, Николай Георгиевич
117. Рыжих, Михаил Иванович
118. Рыжков, Владимир Александрович
119. Рыжков, Николай Иванович
120. Рыжкова, Александра Игнатьевна
121. Рыжов, Никита Семёнович
122. Рыкалов, Фёдор Иванович
123. Рыков, Василий Назарович
124. Рытов, Николай Иванович
125. Рюйтель, Арнольд
126. Рябиков, Василий Михайлович
127. Рябов, Яков Петрович
128. Рядова, Александра Ивановна
129. Ряузов, Андрей Стефанович

## С
1. Саакян, Левон Гургенович
2. Саакян, Флора Григорьевна
3. Сабанеев, Станислав Николаевич
4. Сабанина, Нина Михайловна
5. Сабашвили, Отари Георгиевич
6. Сабетов, Константин Ильич
7. Сабинин, Евгений Николаевич
8. Сабитов, Мартам Карамович
9. Саблина, Тамара Ивановна
10. Савельев, Евгений Иванович
11. Савельев, Николай Иванович
12. Савельева, Ася Павловна
13. Савельева, Варвара Фёдоровна
14. Савельева, Зоя Дмитриевна
15. Савенко, Алексей Иванович
16. Савенко, Татьяна Гавриловна
17. Савин, Анатолий Васильевич
18. Савин, Сергей Николаевич
19. Савинкин, Николай Иванович
20. Савинкина, Валентина Ильинична
21. Савицкая, Сабина Иосифовна
22. Савичев, Макар Яковлевич
23. Савкина, Нина Фёдоровна
24. Савоничев, Георгий Васильевич
25. Савосин, Виктор Петрович
26. Савостина, Пелагея Васильевна
27. Савченко, Николай Сидорович
28. Савчук, Андрей Иосифович
29. Савчук, Семён Федотович
30. Сагарева, Надежда Фёдоровна
31. Сагдиев, Махтай Рамазанович
32. Садвакасов, Бименде Садвакасович
33. Саднова, Екатерина Ивановна
34. Садовников, Владимир Геннадьевич
35. Садриддинов, Талбак
36. Садыков, Абид Садыкович
37. Садыков, Ильдус Харисович
38. Садыков, Салих
39. Саенко, Алексей Петрович
40. Саенко, Дмитрий Иванович
41. Саженова, Мария Петровна
42. Сазонов, Геннадий Ефимович
43. Саидов, Хамро
44. Саилов, Саиб Агагюль оглы
45. Сакулин, Виталий Иванович
46. Саламатов, Владимир Григорьевич
47. Саланова, Мария Николаевна
48. Салахов, Таир Теймур оглы
49. Салдакеева, Раиса Васильевна
50. Салей, Иван Семёнович
51. Салиева, Батыш
52. Салимов, Акил Умурзакович
53. Салимуллин, Нурвахит Исламович
54. Салиндер, Татьяна Николаевна
55. Салихова, Зайтуна Биктимировна
56. Салманов, Григорий Иванович
57. Салманов, Сарван Каракиши оглы
58. Салов, Евгений Михайлович
59. Салыков, Какимбек Салыкович
60. Сальников, Владимир Александрович
61. Сальникова, Екатерина Андреевна
62. Самадалашвили, Иван Захарович
63. Самедов, Кудрат Ашур оглы
64. Самоделов, Виктор Петрович
65. Самодрин, Владимир Петрович
66. Самохина, Анна Андреевна
67. Самохина, Нина Васильевна
68. Самошонков, Василий Егорович
69. Самсонова, Людмила Ивановна
70. Самсонова, Надежда Алексеевна
71. Санжапов, Михаил Исаевич
72. Санов, Николай Михайлович
73. Саралидзе, Зураб Георгиевич
74. Саркисов, Акоп Абрамович
75. Сарычев, Кузьма Николаевич
76. Сатаев, Айтпан Рахимжанович
77. Саттаров, Минибай Зайнутдинович
78. Саттарова, Турдихан
79. Сатыева, Альфия Максумовна
80. Саулов, Николай Корнеевич
81. Саунин, Николай Никифорович
82. Саури, Тамара Васильевна
83. Сафиулина, Анна Яковлевна
84. Сафонкин, Анатолий Васильевич
85. Сафонов, Николай Андреевич
86. Сафонов, Николай Ефимович
87. Сафронова, Ольга Владимировна
88. Сафрошкин, Матвей Борисович
89. Сахань, Вера Михайловна
90. Сахаров, Владимир Вячеславович
91. Сахаров, Михаил Фёдорович
92. Сахаровский, Александр Михайлович
93. Сахнюк, Иван Иванович
94. Саяпина, Зинаида Михайловна
95. Саяпина, Мария Казьминична
96. Светленко, Георгий Георгиевич
97. Свешников, Иван Петрович
98. Свешников, Мефодий Наумович
99. Свинарёва, Зинаида Ивановна
100. Свиридов, Иван Дмитриевич
101. Свиридов, Николай Васильевич
102. Свирский, Сергей Степанович
103. Свищёв, Георгий Петрович
104. Сдержиков, Фёдор Семёнович
105. Севастьянов, Дмитрий Тимофеевич
106. Северенчук, Михаил Трофимович
107. Севрюков, Василий Кузьмич
108. Седаикин, Василий Поликарпович
109. Седикова, Нина Николаевна
110. Седыкин, Фёдор Владимирович
111. Седых, Юрий Васильевич
112. Сеитова, Рахилям
113. Сейкст, Владислав Клементьевич
114. Секачёв, Алексей Яковлевич
115. Секретарёв, Константин Фёдорович
116. Селецкий, Георгий Андреевич
117. Селин, Николай Прокопьевич
118. Селютин, Василий Иванович
119. Селютин, Ким Фёдорович
120. Семенко, Валентина Николаевна
121. Семёнов, Валентин Александрович
122. Семёнов, Василий Иванович
123. Семёнов, Владимир Семёнович
124. Семёнов, Иван Михайлович
125. Семёнов, Иван Петрович
126. Семёнов, Иван Семёнович
127. Семёнов, Константин Андреевич
128. Семёнов, Пётр Яковлевич
129. Семёнова, Мелания Васильевна
130. Семёнова, Нина Михайловна
131. Семенцов, Иван Михайлович
132. Семенюк, Николай Николаевич
133. Семёнов, Бато Семёнович
134. Семизоров, Николай Фёдорович
135. Семика, Георгий Иванович
136. Семиколенов, Андрей Алексеевич
137. Сёмина, Галина Константиновна
138. Семко, Михаил Фёдорович
139. Семушкина, Нина Николаевна
140. Семченко, Тамара Петровна
141. Семяшкина, Роза Филипповна
142. Сенатова, Валентина Григорьевна
143. Сенкевич, Тимофей Прокофьевич
144. Сенников, Анатолий Серафимович
145. Сенькин, Александр Ефимович
146. Сенькин, Иван Ильич
147. Сеньков, Леонид Яковлевич
148. Сенютене, Валерия Антановна
149. Сербин, Анатолий Михайлович
150. Сербин, Виктор Дмитриевич
151. Сербин, Иван Дмитриевич
152. Сербин, Лидия Спиридоновна
153. Сербин, Семён Сергеевич
154. Сербина, Валентина Дмитриевна
155. Серганова, Нина Семёновна
156. Сергеев, Владимир Григорьевич
157. Сергеев, Максим Иванович
158. Сергеев, Николай Петрович
159. Сергеев, Станислав Васильевич
160. Сергеев, Юрий Георгиевич
161. Сергеева, Альбина Прано
162. Сергеева, Анна Борисовна
163. Сергунин, Иван Иванович
164. Середенков, Михаил Фёдорович
165. Серкебаев, Ермек Бекмухамедович
166. Серкин, Пётр Иванович
167. Серобаба, Владимир Яковлевич
168. Серова, Маргарита Викторовна
169. Сечков, Иван Алексеевич
170. Сиденко, Евдокия Никифоровна
171. Сиваев, Виктор Фёдорович
172. Сивак, Владимир Яковлевич
173. Сивец, Виктор Николаевич
174. Сигачёв, Александр Михайлович
175. Сидоренко, Александр Васильевич
176. Сидоренко, Василий Иванович
177. Сидоренко, Василий Иванович
178. Сидоренко, Евгений Михайлович
179. Сидоренко, Сергей Степанович
180. Сидоров, Анатолий Акимович
181. Сидоров, Владимир Васильевич
182. Сидоров, Владислав Георгиевич
183. Сидоров, Евгений Николаевич
184. Сидоров, Николай Александрович
185. Сидоров, Юрий Александрович
186. Сидорова, Вера Васильевна
187. Сидорцов, Иван Фёдорович
188. Сизенко, Евгений Иванович
189. Сизов, Александр Александрович
190. Сизов, Геннадий Фёдорович
191. Сизов, Николай Трофимович
192. Сизов, Павел Константинович
193. Сизов, Фёдор Яковлевич
194. Сизых, Николай Гаврилович
195. Сикорскис, Юозас-Антанас Стасевич
196. Силин, Виктор Павлович
197. Силкин, Александр Васильевич
198. Силуянов, Владимир Иванович
199. Сильченко, Николай Кузьмич
200. Симакин, Иван Иванович
201. Симонов, Константин Михайлович
202. Симонов, Кирилл Степанович
203. Симонова, Валентина Андреевна
204. Симонова, Мария Ивановна
205. Синельников, Алексей Константинович
206. Синельников, Василий Михайлович
207. Синигур, Любовь Арсентьевна
208. Синицын, Василий Никитович
209. Синицын, Иван Флегонтович
210. Синицына, Анна Павловна
211. Синичкин, Ким Фёдорович
212. Сипрова, Нина Ивановна
213. Сирож, Иван Дмитриевич
214. Сиромаха, Мария Никитична
215. Сироткин, Анатолий Петрович
216. Сисекенов, Салимбай
217. Ситников, Алексей Васильевич
218. Ситников, Василий Иванович
219. Ситнин, Владимир Ксенофонтович
220. Сихарулидзе, Нани Шалвовна
221. Скачков, Семён Андреевич
222. Сквознякова, Ирина Андреевна
223. Скворцов, Рудольф Александрович
224. Скворцова, Ольга Георгиевна
225. Скитяев, Николай Петрович
226. Скичко, Леонид Иванович
227. Скляренко, Александр Иванович
228. Скляров, Николай Фёдорович
229. Скобелев, Пётр Андреевич
230. Скоморохов, Николай Михайлович
231. Скорнякова, Александра Васильевна
232. Скоромнова, Нина Андреевна
233. Скосырев, Владимир Михайлович
234. Скочилов, Анатолий Андрианович
235. Скрипник, Анатолий Ефимович
236. Скрынник, Андрей Игнатьевич
237. Скрынник, Николай Кононович
238. Скулков, Игорь Петрович
239. Скурко, Евгений Иванович
240. Славский, Ефим Павлович
241. Слажнев, Василий Григорьевич
242. Слажнёв, Иван Гаврилович
243. Слащёв, Александр Иванович
244. Следь, Екатерина Петровна
245. Слесарёва, Галина Михайловна
246. Слободина, Лидия Ивановна
247. Слобосильная, Мария Семёновна
248. Слюнькина, Татьяна Игнатьевна
249. Смагина, Евдокия Яковлевна
250. Смаглиенко, Георгий Дмитриевич
251. Сметанин, Леонид Васильевич
252. Сметова, Кулмария
253. Смирнов, Александр Иванович
254. Смирнов, Александр Николаевич
255. Смирнов, Алексей Алексеевич
256. Смирнов, Анатолий Алексеевич
257. Смирнов, Василий Александрович
258. Смирнов, Виктор Ильич
259. Смирнов, Виталий Александрович
260. Смирнов, Владимир Михайлович
261. Смирнов, Владимир Николаевич
262. Смирнов, Дмитрий Дмитриевич
263. Смирнов, Иван Семёнович
264. Смирнов, Лев Николаевич
265. Смирнов, Леонид Васильевич
266. Смирнов, Михаил Анатольевич
267. Смирнов, Николай Иванович
268. Смирнов, Николай Климентьевич
269. Смирнов, Сергей Артёмович
270. Смирнова, Алевтина Валентиновна
271. Смирнова, Антонина Петровна
272. Смирнова, Валентина Александровна
273. Смирнова, Галина Владимировна
274. Смирнова, Зоя Ананьевна
275. Смирнова, Клавдия Лазаревна
276. Смирновский, Михаил Николаевич
277. Смиртюков, Михаил Сергеевич
278. Смоленцев, Михаил Константинович
279. Смоленчук, Надежда Семёновна
280. Смородин, Владимир Андреевич
281. Смородинова, Вера Ильинична
282. Смородинский, Степан Алексеевич
283. Снежкова, Нина Леоновна
284. Снечкус, Антанас Юозович
285. Собко, Александр Алексеевич
286. Соболев, Михаил Георгиевич
287. Соболева, Нина Александровна
288. Соболевская, Клавдия Дмитриевна
289. Соболевская, Фелиция Владиславовна
290. Соболь, Николай Александрович
291. Созыкин, Андрей Григорьевич
292. Соич, Олег Владиславович
293. Сокол, Владимир Васильевич
294. Сокол, Владимир Харитонович
295. Соколов, Александр Александрович
296. Соколов, Александр Иванович
297. Соколов, Алексей Ефимович
298. Соколов, Валентин Павлович
299. Соколов, Евгений Николаевич
300. Соколов, Иван Захарович
301. Соколов, Павел Дмитриевич
302. Соколов, Сергей Леонидович
303. Соколов, Тихон Иванович
304. Соколова, Валентина Фёдоровна
305. Соколова, Екатерина Дмитриевна
306. Соколова, Екатерина Павловна
307. Солдатенко, Александр Пименович
308. Солдатов, Анатолий Иванович
309. Солдатов, Игорь Борисович
310. Солдатченков, Владимир Васильевич
311. Соловьёв, Александр Григорьевич
312. Соловьёв, Геннадий Васильевич
313. Соловьёв, Гимн Иванович
314. Соловьёв, Иван Васильевич
315. Соловьёва, Галина Фёдоровна
316. Соловьёва, Таисия Сергеевна
317. Сологуб, Виталий Алексеевич
318. Соломахо, Варвара Михайловна
319. Соломенцев, Михаил Сергеевич
320. Соломин, Владимир Петрович
321. Соломония, Этери Бегларовна
322. Соломонова, Валентина Андреевна
323. Солоницын, Аркадий Алексеевич
324. Сомов, Виктор Георгиевич
325. Сомов, Георгий Иванович
326. Соныгина, Анастасия Петровна
327. Сопыев, Муратберды
328. Сорвина, Александра Сергеевна
329. Сорокатюк, Александр Андреевич
330. Сорокин, Александр Васильевич
331. Сорокин, Михаил Андреевич
332. Сорокин, Николай Иванович
333. Сорокина, Надежда Ивановна
334. Соснин, Виталий Фёдорович
335. Сосновская, Надежда Антоновна
336. Сотников, Василий Ильич
337. Софронов, Анатолий Владимирович
338. Сперанский, Валентин Александрович
339. Средин, Геннадий Васильевич
340. Сретенский, Лев Владимирович
341. Ставников, Павел Филиппович
342. Ставцев, Сергей Дмитриевич
343. Стадник, Михаил Григорьевич
344. Стаквилявичюс, Альгирдас Винцович
345. Старкин, Вячеслав Александрович
346. Старовойтов, Александр Павлович
347. Старовский, Владимир Никонович
348. Стародубцев, Владимир Семёнович
349. Старунский, Владимир Гордеевич
350. Стасевич, Виктор Фёдорович
351. Стасенко, Владимир Владимирович
352. Стась, Константин Николаевич
353. Стельмах, Анатолий Иванович
354. Стельмаченко, Лидия Сергеевна
355. Стеньгач, Виталий Владимирович
356. Степаков, Владимир Ильич
357. Степаненко, Илья Тимофеевич
358. Степанец, Николай Васильевич
359. Степанец, Ольга Фёдоровна
360. Степанов, Анатолий Васильевич
361. Степанов, Борис Николаевич
362. Степанов, Владимир Прокофьевич
363. Степанов, Михаил Павлович
364. Степанов, Николай Александрович
365. Степанова, Светлана Викторовна
366. Степанченко, Василий Алексеевич
367. Степанюк, Алексей Иванович
368. Степанянц, Сурен Аванесович
369. Степин, Владимир Яковлевич
370. Стеценко, Антонина Михайловна
371. Стеценко, Степан Емельянович
372. Столетов, Всеволод Николаевич
373. Столяренко, Павел Сергеевич
374. Столяров, Пётр Филиппович
375. Столярова, Нина Михайловна
376. Стопников, Игорь Дмитриевич
377. Стороженко, Павел Петрович
378. Страмскис, Казис Иозович
379. Стратонов, Николай Степанович
380. Страутманис, Пётр Якубович
381. Стрельцов, Валерий Ефимович
382. Стрельцов, Василий Емельянович
383. Стрельцова, Ольга Васильевна
384. Стреляев, Степан Родионович
385. Струев, Александр Иванович
386. Струнникова, Вена Даниловна
387. Студенок, Геннадий Андреевич
388. Стукалин, Борис Иванович
389. Ступицкий, Иван Петрович
390. Стуруа, Вахтанг Васильевич
391. Суворов, Николай Михайлович
392. Суворова, Светлана Ивановна
393. Сугак, Дмитрий Степанович
394. Сугоняко, Николай Степанович
395. Сугралиев, Хайса Амангалиевич
396. Судак, Дмитрий Федотович
397. Судакова, Людмила Павловна
398. Судариков, Николай Георгиевич
399. Суздальцев, Виктор Дмитриевич
400. Суладзе, Отар Николаевич
401. Сулайманова, Кульсара
402. Сулейманов, Абдусаттар
403. Сулейманов, Шариф Сулейманович
404. Сулейменова, Орынкуль
405. Султанов, Файзулла Валеевич
406. Султанов, Хатмулла Асылгареевич
407. Султанова, Сайёра Умаровна
408. Супеков, Бекен
409. Сурганов, Фёдор Анисимович
410. Сурин, Анатолий Петрович
411. Сурков, Алексей Александрович
412. Сурниченко, Серафим Иосифович
413. Суровцев, Борис Алексеевич
414. Суслов, Владимир Антонович
415. Суслов, Михаил Андреевич
416. Сусляк Василий Михайлович
417. Сусяк, Михаил Евстафиевич
418. Сухарев, Александр Иванович
419. Сухарев, Николай Георгиевич
420. Сухина, Раиса Даниловна
421. Сухобок, Ида Николаевна
422. Сухомлинов, Георгий Акимович
423. Сухоплещенко, Николай Трофимович
424. Сухорукова, Вера Михайловна
425. Сучугов, Андрей Васильевич
426. Сушков, Тихон Степанович
427. Суюмбаев, Ахматбек Суттубаевич
428. Сыдыков, Матен
429. Сыроватко, Виталий Григорьевич
430. Сыропятов, Александр Николаевич
431. Сысоев, Виктор Сергеевич
432. Сысоев, Пётр Иванович
433. Сысоев, Пётр Петрович
434. Сысолятин, Иван Матвеевич
435. Сытник, Тамара Корнеевна
436. Сыч, Павел Кириллович
437. Сычёв, Николай Яковлевич
438. Сычёва, Вера Игнатьевна
439. Сычёва, Нина Николаевна
440. Сычёва, Тамара Михайловна
441. Сычеников, Орест Александрович
442. Сюкосев, Василий Демидович
443. Сябер, Раиса Николаевна
444. Сяглов, Виктор Семёнович

## Т
1. Табакова, София Ивановна
2. Табацкова, Вера Георгиевна
3. Табаченко, Павел Павлович
4. Табеев, Фикрят Ахмеджанович
5. Таболов, Аркадий Керменович
6. Таиров, Михаил Алексеевич
7. Таличкин, Владимир Иванович
8. Талпа, Гаврил Васильевич
9. Талыбова, Бахар Магеррам кызы
10. Тамм, Фридрих Михайлович
11. Таммеорг, Айно Тоомасовна
12. Таммисту, Айно-Элисе Хуговна
13. Тамшибаева, Злиха Жанболатовна
14. Танкаев, Магомед Танкаевич
15. Тарабаничева, Галина Савельевна
16. Тарабрина, Валентина Андреевна
17. Тарадайко, Всеволод Семёнович
18. Тараканов, Виталий Николаевич
19. Тарарышкин, Пётр Павлович
20. Тарасенко, Анатолий Павлович
21. Тарасов, Александр Михайлович
22. Тарасов, Александр Николаевич
23. Тарасов, Валерий Николаевич
24. Тарасов, Дмитрий Михайлович
25. Тарасов, Николай Никифорович
26. Тарасов, Фёдор Авдеевич
27. Тарасова, Людмила Александровна
28. Тарасова, Раиса Тихоновна
29. Таратута, Василий Николаевич
30. Тарджуманян, Генрик Вартанович
31. Тартышев, Никифор Никифорович
32. Тасанбаев, Егемкул Тасанбаевич
33. Таскаев, Анатолий Владимирович
34. Татаринов, Николай Григорьевич
35. Татарников, Николай Егорович
36. Татарчук, Николай Фёдорович
37. Таукебаев, Капан
38. Таукин, Борис Петрович
39. Таханов, Александр Добшонович
40. Тахирова, Хамро
41. Таценко, Анатолий Яковлевич
42. Тегисбаев, Муберек
43. Телишевский, Тимофей Дмитриевич
44. Темирбаев, Мойдун
45. Темиров, Умар Ереджибович
46. Тёмный, Василий Фёдорович
47. Тендитник, Дмитрий Иванович
48. Тер-Газарянц, Георгий Арташесович
49. Теребилов, Владимир Иванович
50. Терехов, Александр Васильевич
51. Терехов, Виктор Степанович
52. Терехов, Константин Павлович
53. Терещенко, Василий Никифорович
54. Терещенко, Иван Сидорович
55. Терещенко, Юрий Васильевич
56. Терсков, Иван Александрович
57. Тесля, Михаил Ефимович
58. Тетерюк, Василий Степанович
59. Тетюшин, Дмитрий Александрович
60. Тимаков, Владимир Дмитриевич
61. Тимонин, Александр Иванович
62. Тимофеев, Николай Владимирович
63. Тимохин, Иван Георгиевич
64. Тимошевская, Клавдия Фёдоровна
65. Тимошенко, Яков Алексеевич
66. Титаренко, Алексей Антонович
67. Титкина, Нина Ивановна
68. Титков, Иван Карпович
69. Титов, Виктор Васильевич
70. Титов, Виталий Николаевич
71. Титов, Иван Григорьевич
72. Титов, Фёдор Егорович
73. Титова, Нина Михайловна
74. Титова, Тамара Николаевна
75. Тиунов, Михаил Евгеньевич
76. Тихий, Михаил Фёдорович
77. Тихий, Эдуард Викентьевич
78. Тихомиров, Николай Степанович
79. Тихомирова, Валентина Степановна
80. Тихонов, Вячеслав Вячеславович
81. Тихонов, Константин Васильевич
82. Тихонов, Николай Александрович
83. Тихонова, Светлана Михайловна
84. Тихонович, Пётр Иванович
85. Тихоплав, Таисия Фёдоровна
86. Ткалич, Александр Александрович
87. Тканко, Фёдор Иванович
88. Ткач, Василий Евгеньевич
89. Ткачёв, Владимир Григорьевич
90. Ткаченко, Василий Степанович
91. Ткаченко, Георгий Петрович
92. Ткаченко, Надежда Николаевна
93. Ткачук, Григорий Иванович
94. Ткачук, Секлига Ивановна
95. Товмасян, Ваник Мкртичевич
96. Товт, Николай Михайлович
97. Тогобецкий, Вениамин Иванович
98. Тоидзе, Александр Николаевич
99. Тока, Салчак Колбакхорекович
100. Токарев, Александр Максимович
101. Токарева, Валентина Михайловна
102. Токарева, Елена Григорьевна
103. Токаренко, Филипп Иванович
104. Токбаев, Капар Каирович
105. Токмин, Василий Гаврилович
106. Толасов, Борис Константинович
107. Толкунов, Лев Николаевич
108. Толстиков, Василий Сергеевич
109. Толстяков, Владимир Иванович
110. Толубеев, Никита Павлович
111. Толубко, Владимир Фёдорович
112. Томашук, Михаил Арсентьевич
113. Томилин, Пётр Григорьевич
114. Томилко, Клавдия Егоровна
115. Томский, Николай Васильевич
116. Тонких, Фёдор Петрович
117. Тонкошкур, Василий Антонович
118. Тонкошнур, Михаил Фёдорович
119. Топильская, Татьяна Ивановна
120. Топурия, Ламара Николаевна
121. Топчян, Эдуард Степанович
122. Торопов, Василий Фёдорович
123. Торопова, Лидия Дмитриевна
124. Тохтахаджаев, Расуль
125. Трандасир, Пётр Захарович
126. Трапезников, Виктор Матвеевич
127. Трапезников, Сергей Павлович
128. Трацевский, Борис Петрович
129. Третьяк, Иван Моисеевич
130. Третьяк, Тамара Гавриловна
131. Третьяков, Владимир Федосович
132. Третьяков, Геннадий Петрович
133. Трибунская, Татьяна Матвеевна
134. Триголов, Иван Васильевич
135. Тригуб, Иван Степанович
136. Трифонова, Наталья Ивановна
137. Тришкин, Семён Ильич
138. Троицкий, Михаил Трофимович
139. Тройнин, Леонид Андреевич
140. Трофимов, Виктор Фёдорович
141. Трофимов, Владимир Васильевич
142. Трофимов, Константин Герасимович
143. Трофимов, Юрий Николаевич
144. Трофимук, Андрей Алексеевич
145. Трофимюк, Николай Афанасьевич
146. Трохимчук, Степан Максимович
147. Троян, Александр Семёнович
148. Троян, Григорий Иванович
149. Трояновский, Олег Александрович
150. Трубина, Валентина Фёдоровна
151. Трубицын, Евгений Георгиевич
152. Трудов, Николай Николаевич
153. Трунов, Михаил Петрович
154. Трутнев, Анатолий Петрович
155. Труфанова, Прасковья Тихоновна
156. Трухин, Пётр Михайлович
157. Трушин, Василий Петрович
158. Трушкин, Сергей Фёдорович
159. Трушков, Юрий Степанович
160. Трыхин, Валентин Максимович
161. Тубылов, Афанасий Ильич
162. Туебеков, Жапар Туебекович
163. Тужулкин, Бабын Таныевич
164. Тузлов, Михаил Иванович
165. Туликов, Серафим Сергеевич
166. Тулупова, Клавдия Петровна
167. Туманов, Алексей Тихонович
168. Туманский, Сергей Константинович
169. Туманян, Петрос Ервандович
170. Тумурова, Дарья Касьяновна
171. Тупицын, Лев Васильевич
172. Туракулов, Ялкин Халматович
173. Туровцев, Виктор Иванович
174. Турсун-Заде, Мирза
175. Турткарин, Бакижан Султанбекович
176. Турчина, Валентина Степановна
177. Тхилайшвили, Александр Дурсунович
178. Тынаева, Роза
179. Тынкова, Анна Сергеевна
180. Тыныбаев, Джумарт Буланович
181. Тюрин, Виктор Николаевич
182. Тюрина, Тамара Владимировна
183. Тюфаева, Антонина Степановна
184. Тябут, Дмитрий Васильевич
185. Тягно, Иван Иванович
186. Тягунов, Михаил Александрович
187. Тяжелов, Евгений Алексеевич
188. Тяжельников, Евгений Михайлович

## У
1. Увачан, Василий Николаевич
2. Угаркин, Иван Сергеевич
3. Угужаков, Василий Архипович
4. Удалов, Александр Петрович
5. Удальцов, Иван Иванович
6. Укибаев, Исмагул
7. Укуева, Бактыгуль
8. Уланов, Анатолий Андреевич
9. Умалатов, Алипаша Джалалович
10. Уманец, Николай Васильевич
11. Умаров, Хамдам
12. Умаханов, Магомед-Салам Ильясович
13. Умирбеков, Тилеукабыл
14. Умралина, Маржан
15. Ураев, Виталий Васильевич
16. Урбан, Клавдия Антоновна
17. Урванов, Рим Урванович
18. Урусова, Мира Васильевна
19. Усанов, Борис Павлович
20. Усанов, Михаил Дмитриевич
21. Усанов, Никодим Александрович
22. Усатенко, Александр Васильевич
23. Усенко, Анатолий Николаевич
24. Усенко, Валентина Владимировна
25. Усманжанова, Саадат
26. Усманов, Гумер Исмагилович
27. Усманов, Саидмахмуд Ногманович
28. Успенский, Виктор Константинович
29. Устенко, Александр Андреевич
30. Устинов, Александр Алексеевич
31. Устинов, Александр Ефимович
32. Устинов, Дмитрий Ефимович
33. Устинов, Дмитрий Фёдорович
34. Устинова, Мария Петровна
35. Усубалиев, Турдакун Усубалиевич
36. Утебаев, Сафи Утебаевич
37. Уткин, Владимир Павлович
38. Ушаков, Николай Тихонович
39. Ущинская, Лидия Трофимовна

## Ф
1. Фадеев, Иван Иванович
2. Фадеев, Сергей Игнатьевич
3. Файзрахманова, Назия Минулловна
4. Фалин, Валентин Михайлович
5. Фалин, Михаил Иванович
6. Фарзалиев, Юсуф Мамедали оглы
7. Фартусова, Валентина Павловна
8. Фатхуллин, Ашраф Ахметович
9. Федан, Всеволод Иванович
10. Федирко, Павел Стефанович
11. Фёдоров, Александр Васильевич
12. Фёдоров, Александр Ильич
13. Фёдоров, Алексей Фёдорович
14. Фёдоров, Василий Николаевич
15. Фёдоров, Виктор Степанович
16. Фёдоров, Виктор Феофилактович
17. Фёдоров, Евгений Константинович
18. Фёдоров, Николай Фёдорович
19. Фёдорова, Валентина Степановна
20. Фёдорова, Галина Михайловна
21. Фёдорова, Нина Михайловна
22. Фёдорова, Ольга Степановна
23. Федорчук, Виталий Васильевич
24. Федорчук, Владимир Демидович
25. Федосеев, Алексей Фролович
26. Федосеев, Григорий Егорович
27. Федосеев, Пётр Николаевич
28. Федосеева, Валентина Ивановна
29. Федосов, Пётр Семёнович
30. Федотов, Геннадий Петрович
31. Федотов, Михаил Никитович
32. Федулов, Николай Иванович
33. Федунец, Иван Иванович
34. Федюшкин, Иван Ильич
35. Феоктистов, Виктор Иванович
36. Феофанов, Вячеслав Михайлович
37. Ферин, Михаил Алексеевич
38. Фесенко, Владимир Елисеевич
39. Фефилова, Нина Фёдоровна
40. Фещенко, Пётр Васильевич
41. Филатов, Александр Павлович
42. Филатов, Андрей Дмитриевич
43. Филатов, Виктор Андреевич
44. Филатов, Дмитрий Иванович
45. Филатов, Николай Григорьевич
46. Филимонов, Семён Никифорович
47. Филимонова, Алефтина Георгиевна
48. Филимоновский, Анатолий Степанович
49. Филимончик, Иван Анисимович
50. Филипенко, Виктор Николаевич
51. Филиппов, Александр Гаврилович
52. Филиппов, Александр Петрович
53. Филиппов, Анатолий Иванович
54. Филиппов, Иван Васильевич
55. Филиппова, Светлана Фёдоровна
56. Филюшкин, Александр Иванович
57. Филярчук, Семён Евдокимович
58. Финатов, Василий Егорович
59. Фирсов, Юрий Павлович
60. Фирсова, Валентина Александровна
61. Флёров, Георгий Николаевич
62. Флорентьев, Леонид Яковлевич
63. Фокеев, Дмитрий Филиппович
64. Фокина, Анна Николаевна
65. Фоменко, Михаил Кузьмич
66. Фомин, Анатолий Дмитриевич
67. Фомин, Геннадий Иванович
68. Фомин, Геннадий Нилович
69. Фоминых, Александра Матвеевна
70. Фомичёва, Мария Сергеевна
71. Форманюк, Александра Михайловна
72. Фотиева, Лидия Александровна
73. Фотов, Александр Андреевич
74. Фрейберг, Леонид Эдуардович
75. Фролов, Аркадий Евгеньевич
76. Фролов, Борис Егорович
77. Фролов, Василий Иванович
78. Фролов, Василий Семёнович
79. Фролов, Владимир Михайлович
80. Фролов, Константин Иванович
81. Фролова, Раиса Егоровна
82. Фурс, Игорь Леонидович
83. Фурсов, Константин Терентьевич
84. Фурцева, Екатерина Алексеевна
85. Фуфлыгин, Виктор Сергеевич

## Х
1. Хавренко, Василий Михайлович
2. Хаитов, Муса Назарович
3. Хайбуллин, Газимулла Гайнуллович
4. Хайдаров, Аюб Хайдарович
5. Хайдаров, Вахид
6. Хайруллаев, Шариф Камалович
7. Халдеев, Михаил Иванович
8. Халиков, Муса
9. Халилов, Курбан Али оглы
10. Халилов, Мирхайдар Бурибаевич
11. Халипов, Иван Фёдорович
12. Халипов, Павел Фёдорович
13. Хамидов, Мирзохамид
14. Хамидуллин, Салих Сунгатович
15. Хамраева, Обида
16. Хамракулов, Синдар Хамракулович
17. Хамракулов, Шерали
18. Хамрина, Вера Андреевна
19. Хандога, Нина Прокофьевна
20. Харазов, Валерий Иннокентьевич
21. Хардин, Александр Павлович
22. Харебава, Вахтанг Иванович
23. Харина, Варвара Семёновна
24. Харитонов, Иван Петрович
25. Харитонова, Светлана Ефимовна
26. Харчев, Константин Михайлович
27. Харченко, Александра Даниловна
28. Харченко, Григорий Петрович
29. Харченко, Михаил Яковлевич
30. Харьяков, Виктор Иванович
31. Хасанова, Супия
32. Хасанова, Умри
33. Хасаншин, Мансур Галлямович
34. Хачатрян, Саргис Макарович
35. Хван, Ман Гым Григорьевич
36. Хватов, Геннадий Александрович
37. Хведелиани, Яков Романович
38. Хвостик, Галина Ивановна
39. Хвостов, Владимир Михайлович
40. Хетагуров, Георгий Иванович
41. Хетагурова, Тамара Солтановна
42. Хецуриани, Дали Шалвовна
43. Хивренко, Яким Фотиевич
44. Хижняк, Виталий Петрович
45. Химич, Василий Петрович
46. Хисматуллин, Файзрахман Шайхитдинович
47. Хитров, Степан Дмитриевич
48. Хлебалина, Александра Григорьевна
49. Хлестков, Алексей Александрович
50. Хлусов, Александр Петрович
51. Xлякин, Степан Андреевич
52. Хмелёв, Алексей Иванович
53. Хмелёва, Тамара Тимофеевна
54. Хмеловский, Иван Федосеевич
55. Хнурина, Людмила Леонидовна
56. Ходарковский, Борис Петрович
57. Ходецкая, Галина Геронимовна
58. Ходжаев, Асадилла Ашрапович
59. Ходжахов, Ибрагим Умар оглы
60. Ходжибоева, Халима
61. Ходжиев, Рифъат
62. Ходосевич, Николай Степанович
63. Холина, Тамара Михайловна
64. Холов, Махмадулло Холович
65. Холод, Иван Иванович
66. Холодная, Лидия Архиповна
67. Холопов, Александр Иванович
68. Холопов, Виктор Михайлович
69. Холостов, Фёдор Яковлевич
70. Холуашвили, Зизи Соломоновна
71. Холханов, Хашим
72. Холявко, Алексей Павлович
73. Хомицкая, Ярослава Алексеевна
74. Хомуло, Михаил Григорьевич
75. Хомяков, Андрей Петрович
76. Хондожко, Анастасия Ивановна
77. Хорев, Михаил Тимофеевич
78. Хорольский, Анатолий Иванович
79. Хорошилов, Владимир Васильевич
80. Хорошилов, Григорий Михайлович
81. Хорунжий, Михаил Васильевич
82. Хорьков, Юрий Борисович
83. Хохлачёв, Василий Фёдорович
84. Хохлов, Борис Алексеевич
85. Храмов, Михаил Тимофеевич
86. Храмушкин, Борис Андреевич
87. Храмцов, Александр Иванович
88. Хренников, Тихон Николаевич
89. Христенко, Василий Тимофеевич
90. Христораднов, Юрий Николаевич
91. Христофоров, Михаил Николаевич
92. Хропотинский, Василий Петрович
93. Хуако, Рамазан Салимчериевич
94. Худайбергенов, Мадьяр
95. Худайбердыев, Нармахонмади Джураевич
96. Худайбердыева, Реджеп
97. Худосовцев, Николай Михайлович
98. Худоян, Корюн Левонович
99. Худяков, Валерий Сергеевич
100. Худякова, Лидия Александровна
101. Хуриганов, Жаргал Ринчинович
102. Хурцидзе, Анета Севериановна
103. Хут, Малич Салихович

## Ц
1. Цагельник, Ефим Климентьевич
2. Цаплова, Вера Степановна
3. Царёв, Михаил Иванович
4. Царегородцева, Нина Максимовна
5. Царик, Григорий Яковлевич
6. Цветков, Василий Николаевич
7. Цветков, Виктор Васильевич
8. Цветкова, Валентина Анисимовна
9. Цвигун, Семён Кузьмич
10. Цегельников, Юрий Васильевич
11. Целиков, Александр Иванович
12. Целиков, Виталий Васильевич
13. Цепков, Василий Константинович
14. Церковнюк, Алексей Евгеньевич
15. Циба, Анатолий Астамурович
16. Цивина, Нелля Сергеевна
17. Цимарный, Николай Иванович
18. Цимбалистова, Алевтина Петровна
19. Цинёв, Георгий Карпович
20. Циркунов, Анатолий Степанович
21. Цирулёв, Владимир Павлович
22. Цогоев, Лев Владимирович
23. Цуканов, Георгий Эммануилович
24. Цупкова, Клавдия Петровна
25. Цыбизова, Зинаида Семёновна
26. Цыбулька, Пётр Иванович
27. Цыбулько, Владимир Михайлович
28. Цыбулько, Михаил Архипович
29. Цыварёв, Демьян Егорович
30. Цыганков, Илья Ефремович
31. Цыкова, Зоя Филипповна
32. Цымбал, Николай Андреевич

## Ч
1. Чабан, Фёдор Игнатьевич
2. Чабанов, Фёдор Васильевич
3. Чаковский, Александр Борисович
4. Чалая, Лидия Николаевна
5. Чалков, Василий Поликарпович
6. Чанидзе, Гугули Юсуповна
7. Чаплин, Борис Николаевич
8. Чариев, Умар
9. Чарнобай, Валентина Ивановна
10. Чарыев, Балта Чарыевич
11. Чванкин, Павел Алексеевич
12. Чванова, Агафья Григорьевна
13. Чеботарёва, Ольга Михайловна
14. Чеботарева, Тамара Петровна
15. Чеботарь, Ефим Карпович
16. Чебриков, Виктор Михайлович
17. Чеканов, Евгений Васильевич
18. Чекменёв, Анатолий Александрович
19. Чекова, Мария Павловна
20. Чекулаев, Александр Павлович
21. Чекуров, Алексей Исаевич
22. Челидзе, Валериан Илларионович
23. Челматкин, Георгий Сергеевич
24. Челомбиткина, Валентина Кондратьевна
25. Челомей, Владимир Николаевич
26. Чельцов, Анатолий Сергеевич
27. Чемодуров, Трофим Николаевич
28. Чентемиров, Минас Георгиевич
29. Ченцов, Валерий Аркадьевич
30. Чепурко, Анатолий Иванович
31. Чепурная, Евдокия Ивановна
32. Чепурной, Николай Иванович
33. Чепурова, Валентина Алексеевна
34. Черанев, Александр Поликарпович
35. Червинский, Константин Александрович
36. Червоненко, Степан Васильевич
37. Червяков, Евгений Трофимович
38. Чердаков, Иван Фёдорович
39. Чередниченко, Евгений Трофимович
40. Черенев, Василий Петрович
41. Черепанова, Анастасия Григорьевна
42. Черкашин, Николай Фёдорович
43. Чернеева, Лидия Ивановна
44. Черненко, Константин Устинович
45. Черненко, Мария Фёдоровна
46. Чернобровцев, Александр Сергеевич
47. Чернов, Юрий Филиппович
48. Чернова, Маргарита Дмитриевна
49. Черномурова, Варвара Михеевна
50. Чернухин, Андрей Викторович
51. Чёрный, Василий Захарович
52. Чёрный, Василий Ильич
53. Черныш, Иван Васильевич
54. Чернышёв, Владимир Васильевич
55. Чернышёв, Евгений Фёдорович
56. Чернышова, Анна Фокеевна
57. Чертанова, Александра Николаевна
58. Чеченин, Николай Константинович
59. Чеченова, Кезибан Шалуковна
60. Чечерина, Клавдия Матвеевна
61. Чечётка, Раиса Степановна
62. Чечкова, Тамара Михайловна
63. Чёрный, Алексей Клементьевич
64. Чибисов, Юрий Васильевич
65. Чижов, Пётр Павлович
66. Чиканов, Николай Петрович
67. Чиков, Валерий Гаврилович
68. Чилданов, Василий Иванович
69. Чилиев, Алихан Хусайнович
70. Чиракова, Зохра Ахмед кызы
71. Чирков, Александр Сергеевич
72. Чиркова, Юлия Павловна
73. Чиряев, Гавриил Иосифович
74. Числов, Константин Андреевич
75. Чистяков, Иван Петрович
76. Чистяков, Михаил Степанович
77. Чистяков, Николай Фёдорович
78. Чистякова, Валентина Яковлевна
79. Чистякова, Людмила Алексеевна
80. Чистякова, Нина Николаевна
81. Читанава, Александр Евстафьевич
82. Чуб, Нина Васильевна
83. Чугунов, Иван Иванович
84. Чугунова, Валентина Фёдоровна
85. Чуева, Мария Михайловна
86. Чуйков, Василий Иванович
87. Чумак, Анатолий Васильевич
88. Чумакова, Надежда Николаевна
89. Чумаченко, Пётр Петрович
90. Чуниашвили, Гиви Ильич
91. Чунихин, Иван Антонович
92. Чупий, Василий Васильевич
93. Чуплыгина, Антонина Алексеевна
94. Чуприков, Владимир Николаевич
95. Чураев, Виктор Михайлович
96. Чураков, Константин Иванович
97. Чуранов, Тимофей Георгиевич
98. Чуркин, Альберт Никитович
99. Чусова, Тамара Андреевна
100. Чухланцев, Владимир Григорьевич
101. Чухлебов, Константин Фёдорович
102. Чучалов, Александр Михайлович
103. Чхеидзе, Зураб Амвросиевич

## Ш
1. Шабалина, Евгения Николаевна
2. Шабалина, Мария Марковна
3. Шабасанов, Махтум Кули Караевич
4. Шаболтаев, Алексей Фёдорович
5. Шавейко, Эдуард Петрович
6. Шавладзе, Ламара Григорьевна
7. Шавловский, Николай Семёнович
8. Шавров, Иван Егорович
9. Шагабутдинова, Фавзия
10. Шагазатов, Хабибулла Абдумажитович
11. Шагов, Николай Иванович
12. Шаекин, Михаил Шаягзамович
13. Шажко, Софья Тимофеевна
14. Шайдуров, Сергей Афанасьевич
15. Шаймерденов, Жамалбек Шаймерденович
16. Шайхов, Эркин Турдыевич
17. Шакиров, Мидхат Закирович
18. Шакун, Зоя Яковлевна
19. Шакура, Андрей Трофимович
20. Шалаев, Степан Алексеевич
21. Шаламов, Василий Герасимович
22. Шамрай, Пётр Иванович
23. Шамрай, Степан Иванович
24. Шамсудинов, Фахредин Шамсудинович
25. Шамхалов, Шахрудин Магомедович
26. Шамшина, Прасковья Степановна
27. Шапедько, Александр Павлович
28. Шапиро, Лев Борисович
29. Шаповаленко, Борис Михайлович
30. Шапошников, Алексей Александрович
31. Шапошникова, Алла Петровна
32. Шараев, Леонид Гаврилович
33. Шарапов, Василий Иванович
34. Шарапов, Василий Михайлович
35. Шарафутдинов, Адгам Ганеевич
36. Шарипов, Мишон Джумаевич
37. Шарков, Виктор Полиэктович
38. Шарков, Николай Александрович
39. Шаркова, Таисия Андреевна
40. Шарнин, Михаил Павлович
41. Шарнина, Татьяна Дмитриевна
42. Шаров, Пётр Михайлович
43. Шаталов, Владимир Александрович
44. Шатоха, Светлана Васильевна
45. Шаульский, Николай Степанович
46. Шауро, Василий Филимонович
47. Шафиков, Габбас Фатх-Рахманович
48. Шафикова, Расима Гимаевна
49. Шафиров, Леонид Моисеевич
50. Шахмарданова, Гюльдеста Нажмутдиновна
51. Шахназаров, Рафаел Айрапетович
52. Шашенков, Михаил Уварович
53. Шашин, Валентин Дмитриевич
54. Шашков, Николай Прокопьевич
55. Шаяхметов, Рахимжан Омарович
56. Швецов, Алексей Андреевич
57. Швецова, Елизавета Александровна
58. Швыдков, Яков Григорьевич
59. Шевелёв, Виктор Степанович
60. Шевелёв, Павел Фёдорович
61. Шевкун, Николай Дмитриевич
62. Шеволин, Василий Иванович
63. Шевцов, Алексей Васильевич
64. Шевцов, Иван Андреевич
65. Шевцов, Николай Петрович
66. Шевцова, Анна Григорьевна
67. Шевченко, Александра Фёдоровна
68. Шевченко, Василий Игнатьевич
69. Шевченко, Василий Тарасович
70. Шевченко, Владимир Васильевич
71. Шевченко, Владимир Григорьевич
72. Шевченко, Иван Андреевич
73. Шевченко, Леонид Михайлович
74. Шевченко, Сергей Васильевич
75. Шевчук, Григорий Иванович
76. Шевчук, Иван Петрович
77. Шевяков, Иван Никифорович
78. Шеин, Анатолий Иванович
79. Шеина, Татьяна Александровна
80. Шейнога, Аскольд Павлович
81. Шелепа, Раиса Ивановна
82. Шелепин, Александр Николаевич
83. Шелепин, Аркадий Григорьевич
84. Шелепов, Василий Семёнович
85. Шелепова, Анастасия Михайловна
86. Шелест, Григорий Леонтьевич
87. Шелест, Пётр Ефимович
88. Шелешков, Всеволод Валерианович
89. Шеметов, Михаил Васильевич
90. Шепетинова, Нина Петровна
91. Шербутаев, Муса
92. Шереметов, Александр Сергеевич
93. Шереметьев, Александр Сергеевич
94. Шереметьев, Геннадий Михайлович
95. Шершнёв, Михаил Павлович
96. Шершнёв, Николай Павлович
97. Шестаков, Константин Иванович
98. Шестаков, Семён Григорьевич
99. Шестаков, Юрий Александрович
100. Шестакова, Наталья Акимовна
101. Шестёркина, Нина Николаевна
102. Шестинский, Олег Николаевич
103. Шехурин, Владимир Владимирович
104. Шибаев, Алексей Иванович
105. Шибаланский, Александр Илларионович
106. Шибалов, Александр Никонорович
107. Шиванов, Владимир Николаевич
108. Шиваре, Бирута Эрнестовна
109. Шйгапова, Суфия Нуриулловна
110. Шикин, Иосиф Васильевич
111. Шилин, Валентин Алексеевич
112. Шинкарёв, Иван Сергеевич
113. Шинкаренко, Сергей Васильевич
114. Шинкаренко, Фёдор Иванович
115. Шипулин, Иван Кузьмич
116. Шипулина, Прасковья Григорьевна
117. Широков, Гельвеций Иванович
118. Ширшицкий, Владимир Филиппович
119. Ширяев, Владимир Васильевич
120. Шитиков, Алексей Павлович
121. Шитов, Александр Иванович
122. Шихорин, Владимир Васильевич
123. Шишканов, Пётр Фёдорович
124. Шишкин, Виталий Евгеньевич
125. Шишмаков, Иван Иванович
126. Шишов, Виктор Васильевич
127. Шкидченко, Пётр Иванович
128. Школьников, Алексей Михайлович
129. Шкулов, Александр Николаевич
130. Шкуратов, Иван Фёдорович
131. Шлеина, Раиса Дмитриевна
132. Шляпкин, Александр Иванович
133. Шмакова, Римма Фёдоровна
134. Шманенков, Николай Александрович
135. Шматова, Анна Фёдоровна
136. Шмелёв, Алексей Иванович
137. Шмелёв, Антон Леонтьевич
138. Шнурова, Тамара Ивановна
139. Шовхиев, Бабашер
140. Шогенов, Николай Касимович
141. Шокин, Александр Иванович
142. Шолар, Мария Дмитриевна
143. Шолохов, Михаил Александрович
144. Шорина, Любовь Павловна
145. Шорохова, Екатерина Васильевна
146. Шостак, Григорий Данилович
147. Шостакович, Дмитрий Дмитриевич
148. Шох, Иван Дмитриевич
149. Шоханов, Андрей Георгиевич
150. Шпак, Виктор Дмитриевич
151. Шпотя, Александр Павлович
152. Штанько, Лидия Ахтимоновна
153. Штеменко, Сергей Матвеевич
154. Штепо, Виктор Иванович
155. Штых, Александр Петрович
156. Шугуров, Пётр Егорович
157. Шукшина, Клавдия Герасимовна
158. Шулепов, Пётр Яковлевич
159. Шульга, Андрей Иванович
160. Шульгин, Николай Иванович
161. Шульгинов, Виктор Тимофеевич
162. Шульженко, Борис Иванович
163. Шумаков, Илья Яковлевич
164. Шумаускас, Мотеюс Юозович
165. Шумеева, Любовь Александровна
166. Шумилина, Мария Никифоровна
167. Шумилов, Константин Павлович
168. Шумская, Мария Александровна
169. Шураева, Анна Андреевна
170. Шурко, Владимир Михайлович
171. Шуртыгин, Анатолий Александрович
172. Шурупов, Александр Георгиевич
173. Шурупова, Наталья Ивановна

## Щ
1. Щаблицкая, Мария Ивановна
2. Щебланова, Елена Георгиевна
3. Щеглов, Афанасий Фёдорович
4. Щеглов, Юлий Алексеевич
5. Щёголев, Александр Васильевич
6. Щёлоков, Николай Анисимович
7. Щенникова, Зинаида Ивановна
8. Щербаков, Артемий Захарович
9. Щербаков, Валентин Ермилович
10. Щербаков, Владимир Фёдорович
11. Щербаков, Илья Сергеевич
12. Щербаков, Павел Николаевич
13. Щербакова, Рия Михайловна
14. Щербина, Борис Евдокимович
15. Щербинина, Мария Антоновна
16. Щербинская, Римма Кирилловна
17. Щербицкий, Владимир Васильевич
18. Щетинин, Георгий Борисович
19. Щетинин, Семён Николаевич
20. Щипоников, Николай Дмитриевич
21. Щитов, Пётр Семёнович
22. Щукина, Роза Хаимовна
23. Щупак, Валентина Титовна
24. Щур, Зинаида Фёдоровна
25. Щуренко, Владимир Кириллович
26. Щуров, Василий Андреевич

## Э
1. Эйвазов, Ага Риза Ибрагим оглы
2. Эйвазова, Нана Орудж кызы
3. Элиава, Тамара Дзикинтьевна
4. Эмин, Аркадий Кузьмич
5. Эндзелис, Ян Янович
6. Энеди, Маркита Карловна
7. Эрвье, Рауль-Юрий Георгиевич
8. Эргашев, Нарбой
9. Эрсарыев, Оразгельды
10. Эсакия, Николай Михайлович
11. Эфендиев, Гаджибаба Шариф оглы
12. Эюбова, Брилянт Ахмед кызы

## Ю
1. Югансон, Николай Оттович
2. Юдин, Евгений Павлович
3. Юдин, Леонид Викторинович
4. Юдин, Пётр Иванович
5. Юлдашбаев, Сатыбалды Хайруллович
6. Юматова, Анна Тихоновна
7. Юн, Виктор Владимирович
8. Юнак, Иван Харитонович
9. Юпко, Лев Дмитриевич
10. Юрасов, Евгений Сергеевич
11. Юрасова, Нина Николаевна
12. Юрченко, Андрей Никифорович
13. Юрченко, Виктор Семёнович
14. Юрьев, Михаил Афанасьевич
15. Юсова, Евгения Ивановна
16. Юсупов, Юнус
17. Юсупова, Санталатхан
18. Юхлин, Юрий Семёнович
19. Юшин, Иван Фёдорович
20. Юшкевич, Евгений Павлович

## Я
1. Ягмурова, Курбансолтан
2. Ягодкин, Владимир Николаевич
3. Ягубов, Джафар Аваз оглы
4. Ядыкина, Людмила Васильевна
5. Язиков, Михаил Григорьевич
6. Якименко, Василий Михайлович
7. Якимова, Нина Матвеевна
8. Якин, Евгений Иванович
9. Яковлев, Александр Николаевич
10. Яковлев, Александр Сергеевич
11. Яковлев, Анатолий Павлович
12. Яковлев, Вадим Сергеевич
13. Яковлев, Василий Афанасьевич
14. Яковлев, Иван Кириллович
15. Яковлева, Евдокия Ивановна
16. Яковлева, Елена Ивановна
17. Яковлева, Людмила Васильевна
18. Якубайтис, Вацловас Винцович
19. Якубов, Николай Иванович
20. Якубовский, Иван Игнатьевич
21. Якубовский, Фуад Борисович
22. Якубчак, Вера Леоновна
23. Якуненков, Иван Иванович
24. Якупов, Гильман Гирфанович
25. Ямалов, Альберт Мирзанурович
26. Ямкова, Мария Ананьевна
27. Ямщиков, Алексей Ефимович
28. Ямщиков, Владимир Павлович
29. Янгель, Михаил Кузьмич
30. Янина, Клавдия Степановна
31. Яновский, Иван Семёнович
32. Янченко, Виктор Иванович
33. Янчук, Александр Петрович
34. Яньков, Маркс Апполонович
35. Ярковой, Иван Мефодиевич
36. Ярославцев, Валентин Егорович
37. Ярощук, Ефим Арсентьевич
38. Ярушина, Валентина Ивановна
39. Яснов, Михаил Алексеевич
40. Ястребов, Иван Павлович
41. Ястребова, Антонина Михайловна
42. Яшина, Зинаида Степановна
43. Яшкова, Наталья Фроловна

## Делегаты с правом совещательного голоса
1. Аксинин, Николай Михайлович
2. Акуленко, Лидия Павловна
3. Александров, Геннадий Иванович
4. Александрович, Юрий Михайлович
5. Алифанова, Мария Ивановна
6. Анохина, Инна Васильевна
7. Антипова, Екатерина Никитична
8. Аракелян, Мнацакан Хачатурович
9. Атикян, Азат Галустович
10. Аубакиров, Жумаш Аубакирович
11. Ащева, Наталья Петровна
12. Баснин, Василий Александрович
13. Беляев, Иван Иванович
14. Бимбирене, Яне Мато
15. Бойко, Анна Мефодьевна
16. Болошкевич, Екатерина Ивановна
17. Борисов, Юрий Алексеевич
18. Бостанова, Турар
19. Брусникина, Надежда Степановна
20. Бурхан, Нина Петровна
21. Буслов, Дмитрий Васильевич
22. Бутяга, Иван Титович
23. Валеев, Адхам Хасанович
24. Верёвкина, Анна Ивановна
25. Власенко, Владимир Иванович
26. Вовк, Анна Семёновна
27. Волков, Иван Александрович
28. Волощук, Юрий Ильич
29. Гаврилова, Вера Тимофеевна
30. Гайдукова, Христина Вавровна
31. Гапченко, Валентина Ивановна
32. Гацерелия, Амиран Викторович
33. Герман, Евдокия Дмитриевна
34. Голубев, Юрий Витальевич
35. Горбенко, Виктор Андреевич
36. Горшин, Пётр Павлович
37. Горячев, Юрий Фролович
38. Грущинский, Анатолий Евстафьевич
39. Гудков, Юрий Порфирьевич
40. Гуломова, Сангимо
41. Гутько, Михаил Павлович
42. Дворникова, Анна Сергеевна
43. Двуреченский, Владислав Кузьмич
44. Дейнеко, Григорий Васильевич
45. Денисенко, Михаил Иванович
46. Дильдебеков, Шаблан
47. Добродомова, Лидия Александровна
48. Довжик, Вера Митрофановна
49. Дорохов, Павел Гаврилович
50. Дрогин, Иван Кириллович
51. Дудля, Николай Андреевич
52. Ерофеев, Василий Алексеевич
53. Ефремова, Елизавета Ивановна
54. Жигалов, Михаил Филиппович
55. Жумагалиева, Разия
56. Жусупова, Камал
57. Зверева, Таисья Андреевна
58. Здунов, Василий Фёдорович
59. Зимина, Лидия Михайловна
60. Зинин, Александр Константинович
61. Зинченко, Людмила Ивановна
62. Зинченко, Олег Владимирович
63. Зотов, Валерий Петрович
64. Зумакулов, Борис Мустафаевич
65. Ибрагимов, Хамзат Исмаилович
66. Ибрагимова, Ханзада Газиевна
67. Ивановский, Николай Владимирович
68. Ильченко, Ольга Никаноровна
69. Ильчук, Вера Евсеевна
70. Казаков, Юрий Матвеевич
71. Казанкова, Антонина Антоновна
72. Калиева, Мария Касимовна
73. Камардин, Алексей Михеевич
74. Капаров, Мирза Кулматович
75. Карпенко, Нина Владимировна
76. Кенжаев, Курбан
77. Керимов, Шихсаид Керим оглы
78. Кизилов, Алексей Павлович
79. Киров, Григорий Михайлович
80. Киясбекова, Темина Юсуф кызы
81. Кияшко, Анатолий Спиридонович
82. Климов, Владимир Иванович
83. Клюев, Всеволод Фёдорович
84. Князев, Григорий Никифорович
85. Ковалёва, Вера Александровна
86. Колов, Борис Кузьмич
87. Колоколов, Николай Иванович
88. Комиссаров, Василий Иванович
89. Кондратьева, Марина Викторовна
90. Косырева, Анна Алексеевна
91. Кот, Евгения Петровна
92. Котенев, Александр Васильевич
93. Кочерженко, Михаил Иванович
94. Краюхина, Тамара Фёдоровна
95. Кретавичюс, Генрикас Константинович
96. Криворучко, Анна Дмитриевна
97. Крючков, Александр Иванович
98. Кудратов, Шаймардан Кудратович
99. Кудяшев, Юрий Петрович
100. Кузьмин, Константин Константинович
101. Кузьмина, Анастасия Алексеевна
102. Кузьмина, Светлана Ивановна
103. Кулаков, Алексей Васильевич
104. Куракин, Виктор Павлович
105. Курякова, Любовь Александровна
106. Латыпова, Наиля Саматовна
107. Леончук, Леонид Иванович
108. Липокурова, Варвара Петровна
109. Лозовенко, Нина Ивановна
110. Лопушинская, Галина Петровна
111. Луговской, Николай Иванович
112. Маграквелидзе, Цаца Лаврентьевна
113. Мазура, Повилас Альфонсович
114. Макаров, Михаил Филиппович
115. Макарова, Вера Ивановна
116. Максимова, Галина Ивановна
117. Максимова, Эмилия Ивановна
118. Мамшова, Анна Алексеевна
119. Мариненко, Любовь Васильевна
120. Мартиненко, Лиана Васильевна
121. Мартынов, Фёдор Кузьмич
122. Мартынова, Вера Дмитриевна
123. Марченко, Светлана Александровна
124. Масик, Константин Иванович
125. Меншутин, Алексей Алексеевич
126. Митяшев, Борис Николаевич
127. Михайлов, Александр Яковлевич
128. Молдован, Зинаида Захаровна
129. Молдубаева, Оронтай
130. Молчанова, Нина Ивановна
131. Морозов, Валерий Евстафьевич
132. Моряков, Евгений Николаевич
133. Музычук, Арсентий Анисимович
134. Мулина, Прасковья Александровна
135. Мурадов, Сахат Непесович
136. Мусатаева, Манаткул
137. Мустафаев, Ахмед Сары оглы
138. Мухортов, Вячеслав Витальевич
139. Наварко, Анна Васильевна
140. Назаров, Павел Иванович
141. Недогарок, Мария Сергеевна
142. Никандрова, Алла Сергеевна
143. Новиков, Анатолий Николаевич
144. Нурекин, Орынсейт Нурекепович
145. Нягу, Иван Фомич
146. Одинаев, Холмурод
147. Озимов, Михаил Васильевич
148. Олейников, Владислав Ефимович
149. Орынбаев, Амангельды
150. Павлюченко, Галина Евстафьевна
151. Пангаева, Нина Андреевна
152. Панков, Геннадий Иванович
153. Пащенко, Екатерина Константиновна
154. Пегов, Алексей Николаевич
155. Пентюхов, Иван Алексеевич
156. Петрин, Владимир Георгиевич
157. Петров, Анатолий Анатольевич
158. Петров, Анатолий Тимофеевич
159. Пидгаецкий, Владимир Васильевич
160. Побоженко, Николай Павлович
161. Погорелов, Юрий Николаевич
162. Подгорная, Александра Фёдоровна
163. Пономарёв, Вадим Алексеевич
164. Поносова, Галина Николаевна
165. Потапов, Александр Антонович
166. Походня, Клавдия Фёдоровна
167. Привалова, Валентина Ивановна
168. Прокушев, Геннадий Иванович
169. Пурга, Ааре Паулович
170. Радовина, Тамара Антоновна
171. Ракитянский, Анатолий Дмитриевич
172. Раткин, Владимир Густавович
173. Рафикова, Сания Нурулаевна
174. Реврей, Мария Васильевна
175. Резникова, Нина Константиновна
176. Реутов, Алексей Трофимович
177. Родиошкин, Иван Васильевич
178. Рывакова, Феодосия Марковна
179. Савенко, Валентин Александрович
180. Садовников, Анатолий Сергеевич
181. Самойлов, Александр Дмитриевич
182. Сапрыгин, Георгий Петрович
183. Сафонов, Алексей Иванович
184. Святоцкий, Василий Александрович
185. Семёнихина, Любовь Константиновна
186. Семикаленов, Анатолий Семёнович
187. Сильченко, Мария Савельевна
188. Сироткина, Лидия Григорьевна
189. Соловьёв, Юрий Филиппович
190. Сорокин, Герман Валентинович
191. Сорокина, Нина Александровна
192. Стариков, Григорий Михайлович
193. Стрельцов, Владимир Васильевич
194. Стрельцов, Григорий Павлович
195. Сучков, Анатолий Иванович
196. Татаринов, Геннадий Иванович
197. Теллябаев, Абдусамат
198. Теплов, Алексей Петрович
199. Тимашева, Ия Борисовна
200. Тимохин, Анатолий Васильевич
201. Тишкин, Георгий Петрович
202. Толеубаев, Даулен
203. Толюпа, Надежда Петровна
204. Трегубов, Николай Петрович
205. Трушкин, Анатолий Петрович
206. Урунова, Саида
207. Фетисов, Иван Иванович
208. Фетисов, Иван Павлович
209. Фёдоров, Иван Михайлович
210. Филонов, Михаил Дмитриевич
211. Филонова, Прасковья Петровна
212. Фролова, Елена Степановна
213. Цаценко, Анатолий Ефремович
214. Чернышева, Мария Яковлевна
215. Швец, Любовь Григорьевна
216. Шильненкова, Лидия Яковлевна
217. Шмаков, Лев Константинович
218. Эфендиев, Гамид Эмин оглы
219. Юлдашева, Саноатхан Хакбердиевна
220. Юрачева, Тамара Андреевна
221. Юров, Ян Донатович
222. Ярлыкапов, Абрар Бадретдинович
223. Яроцкая, Антонина Алексеевна